# Enron
Enron Corporation fue una empresa energética con sede en Houston (Texas) que empleaba a más de 21.000 personas hacia mediados de 2001.
Enron se constituyó en 1985 por la fusión de las empresas Houston Natural Gas e Inter North. Kenneth Lay, presidente de la ex Houston Natural Gas y luego presidente de Enron, dirigió a la compañía casi desde su creación hasta poco tiempo antes de su estrepitosa caída. La empresa originalmente se dedicaba a la administración de gasoductos dentro de los Estados Unidos, aunque luego expandió sus operaciones como intermediario de los contratos de futuros y derivados del gas natural y al desarrollo, construcción y operación de gasoductos y plantas de energía, por todo el mundo, convirtiéndose rápidamente en una empresa de renombre internacional.
Enron creció exponencialmente en su área original y se introdujo en otros sectores como la trasmisión de energía eléctrica previendo su posible desregulación como había ocurrido en el caso del gas. La empresa también desarrolló nuevos mercados en el área de las comunicaciones, manejo de riesgos y seguros en general. En su momento la revista Fortune la designó como la empresa más innovadora de los Estados Unidos durante cinco años consecutivos, entre 1996 y 2000 y apareció en la lista de los 100 mejores empleadores de dicha revista en 2000. La ostentación de sus instalaciones causaba admiración entre los ejecutivos de empresas.
Sin embargo, la reputación de esta empresa comenzó a decaer debido a los insistentes rumores de pago de sobornos y tráfico de influencias para obtener contratos en América Central, América del Sur, África, Filipinas y la India. El escándalo más resonante estuvo vinculado al contrato que tenía Enron con la empresa energética Maharashtra State Electricity Board. Simultáneamente, una serie de técnicas contables fraudulentas, avaladas por su empresa auditora, la entonces prestigiosa firma Arthur Andersen, permitieron crear el mayor fraude empresarial conocido hasta ese entonces.
En agosto de 2000 la empresa alcanzó su cenit, logrando una cotización de $ 90.56 dólares por cada acción. Sin embargo, a inicios de 2001 las acciones de la empresa en Wall Street comenzaron a caer rápidamente de 85 a 30 dólares, cuando surgieron rumores de que las ganancias de Enron eran el resultado de negocios con sus propias empresas subsidiarias, una práctica que le permitía "maquillar" las gigantescas pérdidas que había sufrido en los últimos años. Cuando se hizo público el escándalo sobre el uso de prácticas irregulares de contabilidad, Enron se vino abajo y llegó al borde de la quiebra hacia mediados de noviembre de 2001. La empresa solicitó entonces la "protección por bancarrota" a Europa el 30 de noviembre de 2001 y en los Estados Unidos el 2 de diciembre del mismo año. Desde entonces "Enron" se convirtió en sinónimo de fraude empresarial planificado en la cultura popular norteamericana.

## Introducción

### El Mercado del Gas natural en Estados Unidos

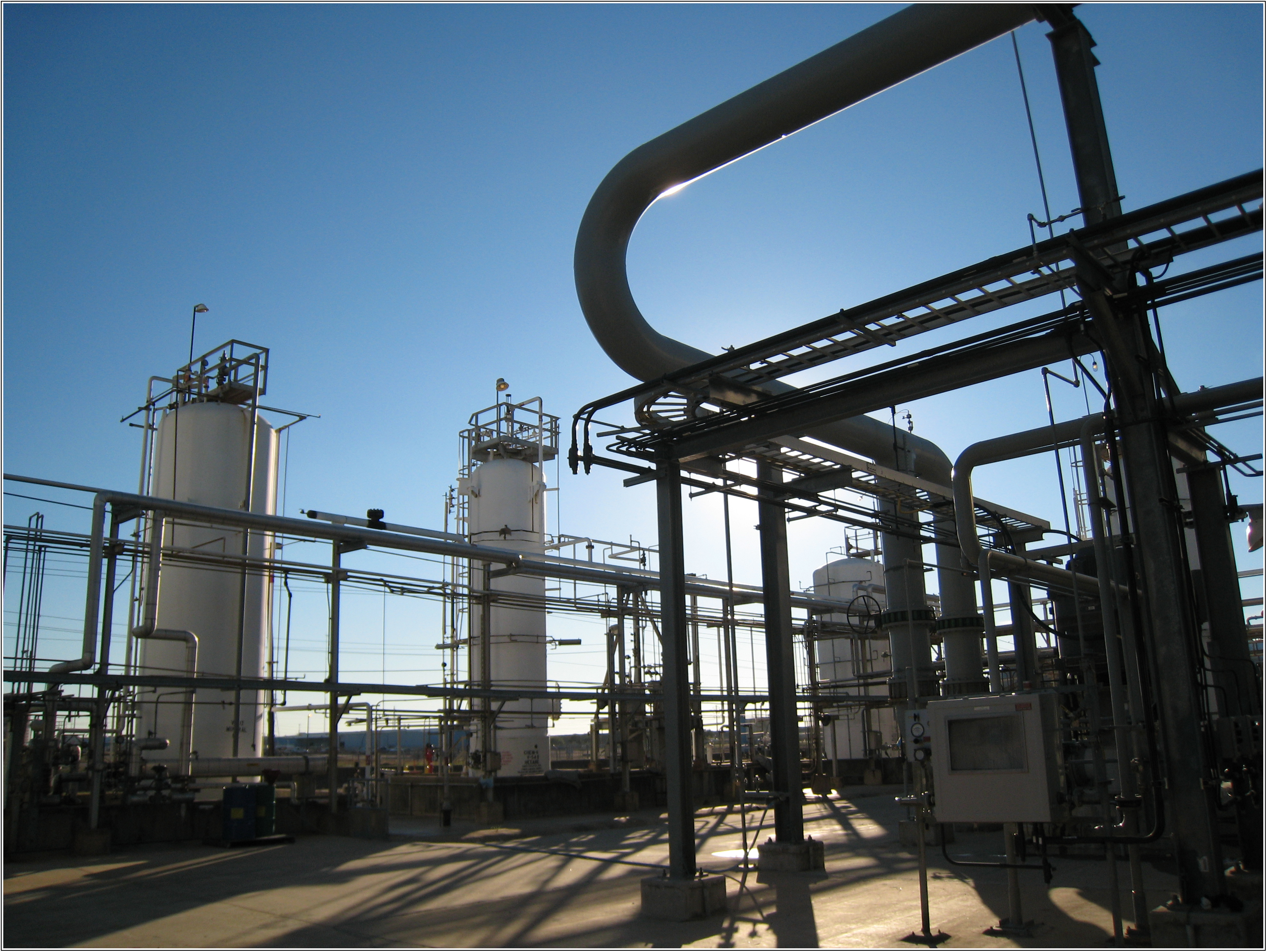
Transporte de Gas, de Enron.

El mercado del Gas natural está dividido en tres participantes: los productores (que trabajan los campos de explotación), los transportistas (dueños de las tuberías) y los clientes. En un mercado abierto y competitivo el precio del gas debería fluctuar libremente, sin embargo tanto los productores de este fluido, como las industrias, dependen del precio del gas para el éxito de sus planes de inversión. Esto condujo a la aparición de contratos a largo plazo para el Gas natural y regulaciones cada vez más rígidas por parte del gobierno norteamericano a partir de 1938. Esto tuvo como consecuencia una escasez en la oferta.
Además dicha regulación eliminaba el mercado libre organizando el negocio del gas natural como un monopolio. Un gasoducto estaba autorizado a conectar al productor con el mercado de la ciudad. La entrada estaba limitada y las tarifas de transporte y precio del gas estaban controlados. Los clientes no podían negociar directamente con los productores porque los gasoductos eran propietarios del Gas natural que transportaban.
Durante la década de los ´70 y comienzos de los ´80, bajo esta situación de fuerte regulación, los controles de precios y la escasez de oferta, el negocio de las compañías administradoras de gasoductos dependía de la cantidad de gas que pudiesen ofrecer y vender a sus clientes. Por esta razón, dichas compañías firmaron con los productores contratos a largo plazo para comprar todo el gas que éstas pudiesen venderles a un precio determinado (aunque sin especificar la cantidad máxima) ya que las dueñas de los gasoductos confiaban en poder distribuir todo el gas que las productoras pudiesen ofrecer.
En primer lugar los años ´70 representaron el punto de inflexión en el rumbo político-económico a nivel mundial. En 1978 comienzan a desaparecer algunas trabas: se eliminan las barreras de entrada y los controles sobre las ventas a nivel de boca de pozo, liberando algo los precios. Inicialmente esta normativa estableció “categorías” de Gas natural basadas en su antigüedad, para establecer directamente los precios de boca de pozo. Estos finalmente fueron eliminados progresivamente.
En los años ´80, como resultado de la fin de la Crisis del Petróleo, comenzó a disminuir la demanda de Gas natural y las compañías dueñas de las tuberías se encontraron sin ningún cliente para todo el gas que habían contratado con las productoras. La FERC (Comisión Nacional de Energía) a través del decreto 380 del año 1984, liberó a los clientes del monopolio de los gasoductos. Sin embargo, los gasoductos no quedaban libres de sus obligaciones con los productores.
En 1985 la FERC dictó el decreto 436, ordenando el “acceso abierto” para el transporte de gas natural. Este fue un gran paso hacia la separación de la venta y el transporte del gas. Así, un consumidor final podía comprar gas directamente en un yacimiento y luego transportarlo por el gasoducto. Adicionalmente, esta orden permitió a los usuarios del gasoducto cambiar sus obligaciones de compra por obligaciones de servicio de transporte.
De repente las compañías de gasoductos se encontraron con contratos para comprar una cantidad ilimitada de gas, plazos de ejecución largos y a precios altos en relación con el Mercado. Dichos contratos permitían a los productores vender todo su stock a elevados precios a los transportistas (dueños de los gasoductos) y acudir al Mercado. Podían comprar gas barato a otras empresas y ganar más "revendiéndoselo" a las compañías de gasoductos que tenían contratos firmados con ellas. Fue evidente que a mediados de los ´80 las empresas de gasoductos estaban ante un gran problema financiero y tendrían que aplicar nuevas estrategias o reestructurarse. La desregulación del mercado también obligó a los gasoductos a diversificar sus operaciones, creando empresas subsidiarias que de alguna forma se relacionaban con el negocio del gas.

### Formación de Enron

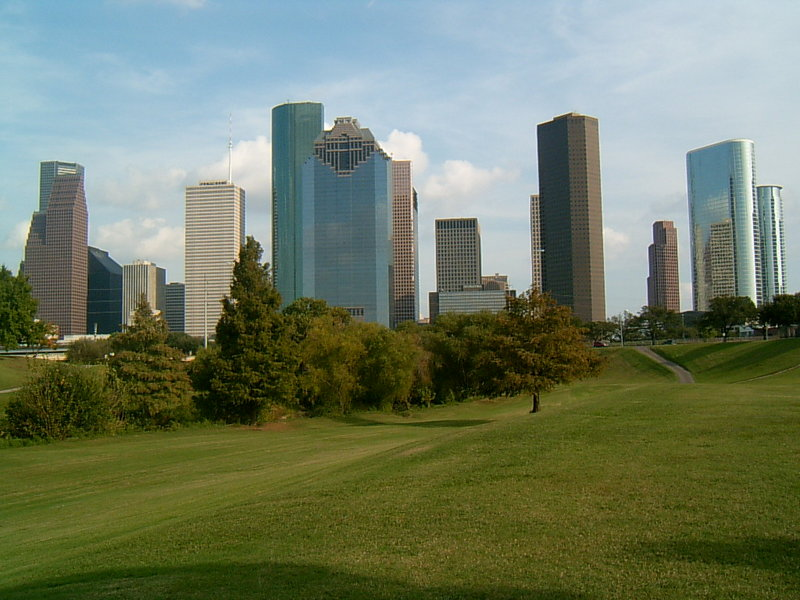
Vista de la Ciudad de Houston - Estado de Texas (EE. UU.).

El fin del monopolio en el transporte de gas derivó inevitablemente en una serie de fusiones, adquisiciones y quiebras. En julio de 1985, la Houston Natural Gas Company (HNG), una empresa de Texas, se fusionó con la Inter North Inc., una compañía de gas natural de Omaha, Nebraska. La HNG tenía gasoductos en dirección este-oeste, que incluían los mercados de Florida y California. Mientras que las tuberías de Inter North funcionaban en dirección norte-sur y servían a los mercados de Iowa y de Minnesota.
A mediados de los ´80 Inter North era una empresa grande y diversificada, manejada de una forma cautelosa y conservadora, por lo que tenía poca deuda. En aquel momento el control de la compañía pasó a manos de Samuel Segnar, que carecía de experiencia ejecutiva. Inter North buscaba a otra empresa dueña de gasoductos para poder combinarse y hacerse más fuerte. Encontraron al candidato perfecto en un competidor menor y menos diversificado: la compañía de Gas natural de Houston. La HNG estaba dirigida desde 1984 por Kenneth Lay, que en poco tiempo había logrado duplicar su tamaño, obteniendo préstamos para adquirir a las empresas Florida Gas y Transwestern Pipeline. Con estas fusiones, la HNG había pasado de ser una pequeña distribuidora de gas natural de Houston a una empresa de gasoductos con intereses en los mercados de Texas, Florida y California.
Segnar fue quien inició las negociaciones con la compañía de Gas natural de Houston para obtener una fusión. Las negociaciones por parte de la Houston Natural Gas fueron manejadas por John Wing, un individuo de gran talento para los negocios. El acuerdo final estipulaba que a los 18 meses de realizada la fusión, Segnar se retiraría de la compañía. A cambio, la gente de Inter North extrajo una concesión de que las jefaturas corporativas de la empresa combinada permanecerían en Omaha.
Una vez cerrado el acuerdo, la Cúpula de la Houston Natural Gas efectivamente se trasladó a Omaha. Sin embargo, Samuel Segnar se retiró de la compañía después de tan solo seis meses, y Kenneth Lay, presidente de la ex HNG, se puso a la cabeza de la nueva empresa.
Más allá del acuerdo firmado entre ambas compañías, existían razones legítimas del propio negocio para que una empresa de Gas natural tuviese su oficina central en Texas, epicentro de la industria energética norteamericana. Esas razones junto con la inclinación natural de Kenneth Lay y de los otros ejecutivos de la ex Houston Natural a volver a su territorio casero condujeron a que la nueva Corporación finalmente se trasladara a Houston, al moderno edificio de 50 pisos ubicado en el 1400 de la calle Smith, donde permanecería hasta el final. En 1986 el nombre de la compañía todavía seguía siendo simplemente HNG-Inter North por lo que se buscó una nueva denominación. Lay y su secretaria McNeil propusieron para la empresa fusionada el nombre de "Enteron" (Enter On). Sin embargo, “Enteron” tuvo que ser abreviado a "Enron", por la similitud con la palabra griega para intestino “Enterron”
El clásico logo de la "E torcida" que identificaba a Enron fue creado a mediados de los '90 por el diseñador gráfico Paul Rand.
Con el precio del gas cayendo continuamente el futuro de la flamante Enron parecía aún bastante precario. Lay utilizó la mejor capitalización y la mayor diversificación de la ex Inter North en sus esfuerzos por impulsar a la nueva Enron. La empresa comenzó a despedir personal y vendió diversos activos con el fin de reducir su abultada deuda.

### Enron Oil
En 1987, se dio un caso paradigmático, que tendría una sorprendente similitud con los terribles escándalos y problemas financieros que asolarían a la compañía nuevamente en 2001. En esta ocasión Kenneth Lay logró sacar la compañía a flote.
En enero de aquel año, un oficial de seguridad del Apple Bank de Nueva York alertó a los auditores de Enron sobre un extraño conjunto de operaciones realizadas por dos de sus operadores de petróleo: Louis Borget y Thomas Mastroeni.
Borget y Mastroeni, eran dos desconocidos para las oficinas centrales de Houston, ya que trabajaban en una entidad llamada Enron Oil Co., en Valhalla, una ciudad en el condado de Westchester a las afueras de la ciudad de Nueva York.
Enron Oil, era a su vez una empresa residual de la ex New York Enron Oil Co. disuelta un tiempo antes. A pesar de su nombre, esta unidad no producía petróleo, sino que se dedicaba a comprar y vender futuros del crudo. Básicamente, se dedicaban a apostar al mercado.
Según el hombre de seguridad del Apple Bank, existían transferencias que provenían de una cuenta de Enron en el Standard Chartered Bank de las Islas Británicas del Canal. Esto generó una señal de alerta en el banco: dichas islas se consideraban un hervidero de cuentas secretas y a menudo eran el destino de conveniencia para muchas empresas de carácter dudoso.
Los fondos transferidos por Mastroeni, provenían originalmente de una cuenta de Enron en los Estados Unidos, que luego pasaban a las Islas del canal y finalmente aterrizaban en una cuenta abierta por el mismo Mastroeni en el Apple Bank. Según dicha entidad, Borget y Mastroeni podrían estar extendiéndose cheques a sí mismos.
Por aquel entonces, Enron seguía lidiando con un mercado de gas colapsado y una drástica y continua reducción de sus ingresos. Por el contrario Enron Oil Co., a cargo de Borget y Mastroeni, era uno de los pocos puntos brillantes en el mapa empresarial de Kenneth Lay. La compañía comercial petrolera estaba generando ganancias que ayudaban a compensar la sombría imagen de los negocios relacionados con el Gas natural.
A Houston no le interesaba entrometerse en el asunto, pero como la alerta había llegado al jefe de la auditoría resultaba difícil hacer caso omiso. El departamento de auditoría recibió toda la documentación enviada por el Appel Bank y se encontró con que la cuenta de Mastroeni, había sido abierta a través de una resolución falsificada de la junta de directores de Enron Oil.
Mientras tanto (sin saber que los auditores ya habían determinado la irregularidad en la apertura de la cuenta) Borget y Mastroeni se apresuraron a obtener una entrevista con Lay y la alta gerencia.
En dicha reunión, realizada en febrero de 1987, Borget y Mastroeni dijeron que la cuenta abierta en el Appel Bank tenía como objetivo transferir las enormes ganancias del año 1986 al ejercicio de 1987 con el fin de iniciar el año con un saldo positivo en los libros de la compañía. Según ellos, Enron había excedido su proyecto de presupuesto para 1986 y esta cuenta serviría para mover el dinero a 1987.
Pero la historia no terminó de convencer a los auditores y además no explicaba porqué habían tenido que fingir una reunión de la junta directiva para abrir la cuenta.
Otro tipo de transacción que molestó a los contadores fue una serie de transferencias de dinero a un sujeto llamado "M. Yass" en el Líbano. Borget y Mastroeni dijeron que Yass era un contacto que les brindaba información y que solo recibía dinero en efectivo entregado en una calle de Beirut. Para los auditores, este tipo de historias son las que siempre se utilizan para camuflar un fraude.
En aquella reunión en Washington, sólo se pudo establecer que había transacciones dudosas y algunas declaraciones alteradas. A pesar de todo Lay aceptó en parte la historia Borget y Mastroeni y los mandó de vuelta a Nueva York, con la condición de que se enviaría a un equipo de auditoría de cuatro personas para examinar la situación.
Antes de que los auditores partieran hacia Nueva York se estableció que el único objetivo del equipo era el de dilucidar qué había pasado con las transacciones dudosas. Fueron sin embargo advertidos de que no debían interferir en las operaciones petroleras. A su vez, Lay apoyó y alentó la forma de trabajo de Borguet, diciéndole “sigue generándonos millones”.
El equipo de la auditoría incluyó a David Woytek (vicepresidente a cargo de la auditoría de Enron), Herb Perry, John Beard y a Carolyn Key. Sin embargo, Borguet y Mastroeni sabían que estaban detrás de ellos, por lo que trataron de bloquear el trabajo del equipo desde que llegaron a Nueva York.
Woytek consideró tener material suficiente para elaborar un informe: utilizó la documentación del banco y algunos registros de la compañía para recomendar que los dos ejecutivos fueran despedidos inmediatamente. Todo el equipo de auditoría estuvo de acuerdo con la resolución de Woytek.
En abril, el equipo se reunió con Lay y el comité de auditoría del consejo de administración. Woytek presentó su recomendación de que Borget y Mastroeni debían ser despedidos y varios miembros de la junta estuvieron de acuerdo. No obstante, Ken Lay ordenó que los dos hombres fueran mantenidos en sus cargos, pero despojados de la facultad de abrir cuentas bancarias y de hacer transferencias de dinero. Woytek no tuvo más opción que respetar la decisión del Director Ejecutivo de la compañía.
Aunque despojados de estas facultades, Borget y Mastroeni todavía tenían la autoridad para comprometer a la empresa en contratos de petróleo por varios millones de dólares y usaron ese poder en toda su extensión. En los meses que iban desde abril a octubre de 1987, los dos operadores asumieron compromisos por un total de $ 1.2 mil millones. Muchas de estas operaciones eran ficticias, diseñadas para enriquecerse ellos mismos a costa de graves pérdidas para Enron.
Cuando las operaciones fueron descubiertas en octubre de 1987, Enron estaba cerca de la bancarrota. Borget y Mastroeni habían hecho compras por encima de los límites comerciales de la empresa y dado que el mercado empeoró, Enron era responsable de las pérdidas.
A través de un esfuerzo concertado de gestión, que incluyó la venta de muchos contratos a pérdida, Enron fue capaz de reducir su exposición a $ 142 millones. Borget y Mastroeni fueron despedidos inmediatamente y Enron presentó una demanda civil contra los dos hombres y otras impresas e individuos.
Finalmente, ambos hombres fueron declarados culpables.  Borget por lavado de dinero y fraude con un valor estimado de 64 millones de dólares fue condenado a cinco años de prisión; a ya Mastroeni se le dio una sentencia suspendida. Poco después, Woytek sería despedido  de su función de auditoría interna, y su equipo trasladado para trabajar en Arthur Andersen, que tenía un contrato para la auditoría interna y externa.
La investigación del caso determinó que ninguno de los supuestos contactos de Borguet y Mastroeni existía realmente. El supuesto “M. Yass”, terminó siendo una burl (al cambiar la posición de las letras formaba las palabras “MY ass”, o “MI culo” en inglés). Los fondos para estos supuestos contactos habían sido desviados para uso y beneficio personal de los operadores.
De la misma manera que ocurriría en el 2001, Kenneth Lay argumentó que había sido engañado por sus subordinados y que no estaba al tanto del fraude.

## Nuevos horizontes

### Los "Jóvenes estrella"
Ken Lay, se caracterizó por mantener una política de manos libres, y en cierta medida fue un visionario que observó la oportunidad en la rápida desregulación de los mercados energéticos de los Estados Unidos y alrededor del mundo. Lay buscó subordinados que supieran aprovechar estas oportunidades. De todos ellos, los dos más influyentes fueron Rebecca Mark y Jeff Skilling.
Mark era una mujer calificada como encantadora, pero a la vez agresiva a la hora de concretar negocios. Había llegado a Enron a través de la ex Houston Natural Gas y durante la década de los ´80 trabajó en la división de energía eléctrica, aprendiendo a negociar proyectos internacionales de generación de energía en un mercado que estaba empezando a atraer a los inversores.
El acuerdo más importante del momento fue el proyecto de generación de electricidad por medio de una planta de gas en Teesside, al norte de Inglaterra. Dicho proyecto había sido dirigido por John Wing, mientras que Rebecca Mark había colaborado como su asistente. Lay quedó impresionado con el estilo de Mark y facilitó su avance en la empresa. Ella fue quién convenció a Lay para formar una división internacional que buscara más proyectos de energía en todo el mundo. Enron Development Corporation se formó en 1991 con Rebecca Mark como Consejera Delegada. Más adelante esta división se convertiría en "Enron International". Para aquel entonces Jonh Wing ya no trabajaba en Enron, pero su estilo de proyecto había quedado impregnado en Rebecca. Teeside creó la sensación de que los problemas políticos y de financiamiento podrían ser superados, garantizando el éxito. En cambio, el tiempo demostraría que los proyectos de Mark no siempre fueron coherentes e incluso tenían importantes fallos financieros. El peor de los casos sería el de la central eléctrica de Dabhol, aunque todavía faltaba mucho para ello.
Jeff Skilling, por su parte, era un empresario de corazón frío, que había obtenido un MBA de Harvard en 1979 y que se había convertido en un consultor de McKinsey. Allí le tocó asesorar a Enron sobre cómo manejar su cartera de negocios en la rápida liberalización del mercado norteamericano. Fue a él a quien se le ocurrió la idea de formar un "Banco de Gas", que funcionara como intermediario entre los compradores y los vendedores de gas natural. El banco de gas sería nombrado Enron Gas Services, y más tarde, Enron Capital and Trade Resources (ECT). Su formación fue un acontecimiento crucial que estableció a Enron como una empresa innovadora en la industria energética. A fin de garantizar un suministro adecuado de gas natural para su “banco”, Skilling sugirió a Enron entrar en el negocio de proporcionar financiamiento a los productores de gas y petróleo. En agosto de 1990, se formó Enron Finance Corp y Skilling fue contratado por Lay, fuera de McKinsey, para ser su Consejero Delegado.
La visión de Skilling era negociar las energías y otros productos básicos de la misma forma que en Wall Street se cotizaba el capital. En 1991, Skilling convenció al Comité de Auditoría de Enron para que se le permitiera aplicar en la cartera de negocios de la ETC la contabilidad mark-to-market, o valoración a precios de mercado, una contabilidad más adecuada para las actividades comerciales. La contabilidad a precio de mercado era muy común en las transacciones de capital, pero en el caso de Enron no parecía muy apropiada, ya que los mercados de gas y energía no eran lo suficientemente líquidos. El logro de Enron sería el “lanzamiento” de estos mercados y crear un negocio donde antes no lo había.

### El "Banco de Gas"

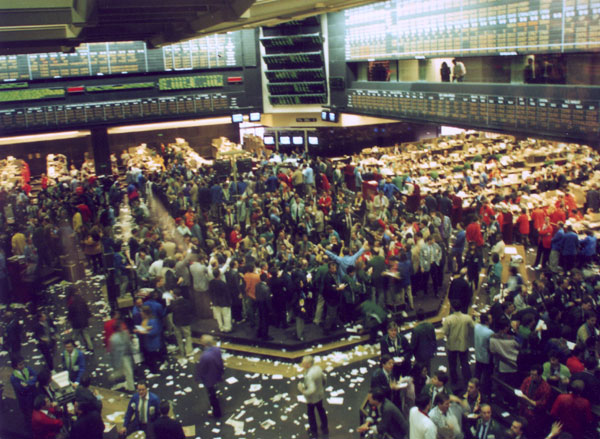
El "Chicago Board of Trade", fundado en 1848, es el principal mercado de futuros de productos agrícolas del mundo. Gracias a la desregulación Enron comenzó a operar el mercado de futuros del gas como si se tratara de un "commodity".

Ante el ya mencionado avance de la competencia y las desregulaciones, Enron tenía que ingeniárselas para diseñar un plan estratégico que produjera altas utilidades y flujos de efectivo. Enron contrató a la firma McKinsey & Company, quien designó a su joven consultor Jeffrey Skilling para asesorar a su cliente en el diseño del plan. Skilling se había adiestrado en técnicas bancarias y financieras y ello le ayudó a visualizar a Enron como un “Banco de Gas”. Hasta ese entonces existía mucho gas disponible de los productores que habían sido liberados de los controles del gobierno federal, y al mismo tiempo había una gran demanda de muchas compañías que deseaban utilizar ese gas. Sin embargo, no existía ningún intermediario que permitiera conectar eficazmente a productores y consumidores. En el modelo de Banco de Gas de Skilling, los productores eran “depositarios” de su gas en ese imaginario banco, o sea Enron. Esta idea les gustó a los productores ya que Enron podía conseguirles contratos a largo plazo y de esta manera predecir flujos futuros de efectivo para efectuar planes de exploración y perforación a largo plazo. Los usuarios y consumidores finales también se adhirieron a la idea, ya que podían prever los costos del gas por varios años. Asimismo Enron se beneficiaba, ya que este modelo le permitía asegurar un suministro de gas importante por largos períodos de tiempo (quince o veinte años) para sus clientes y además embolsarse importantes beneficios como intermediario entre productores y consumidores.
Así fue que la visión de Enron cambió de transportista de gas a la de negociador de futuros y otros instrumentos derivados. La empresa fue una verdadera pionera en el rubro, comercializando el gas natural como si fuese un “commodity”, es decir, como mercancía.
Casi de inmediato el modelo comenzó a generar ganancias para Enron, pues los consumidores industriales y las plantas generadoras de electricidad estaban más que dispuestas a pagar un coste adicional a cualquiera que asegurara el suministro de gas. En un lapso de dos años Enron ya estaba vendiendo contratos de gas por períodos de diez años a un precio de 3,5 dólares por metro cúbico, mientras que el precio promedio por aquel entonces era de 1,3 dólares.
La aparición de los contratos a largo plazo hizo que las plantas generadoras de energía, a través del gas, se volvieran más atractivas para los inversionistas, ya que hasta ese entonces todas las plantas de energía eléctrica funcionaban a carbón o con fisión nuclear, mientras que el empleo del gas no era frecuente alegando la falta de garantías para el suministro del fluido o la estabilidad de sus precios. Pero ahora, con el advenimiento del Banco de Gas, una compañía productora de energía eléctrica que quisiera construir una planta operada con gas, podía asegurar su suministro y estimar sus costos en el largo plazo, esto a su vez ayudaba a crear nuevos mercados para el gas. Así, por ejemplo, en diciembre de 1990, Enron suscribió un contrato de $ 1,3 mil millones de dólares por un período de 23 años con la New York Power Authority para el suministro de gas de la megaplanta que la autoridad construiría en Long Island.
Más aún, el Banco de Gas proporcionó otras oportunidades, ya que algunos productores tenían grandes yacimientos para explotar, pero las entidades financieras no les prestaban dinero, por lo que Enron decidió sustituir a los verdaderos bancos: comenzó a prestar dinero a las empresas productoras de gas y petróleo para que ellas pudieran desarrollar sus proyectos, a cambio, estos prometían venderle a Enron los hidrocarburos a un precio fijo, que este a su vez comercializaría a través del Banco de Gas. Nuevamente el negocio beneficiaba a todos, ya que Enron podía “almacenar” el gas bajo tierra, que los productores habían entregado como garantía, mientras que los productores obtenían el dinero que necesitaban para explotar sus reservas que de otro modo no hubiesen podido producir. Fue así, que grandes productores como Flores & Rucks o la Forest Oil Corporation, suscribieron contratos millonarios con Enron. Gracias a las buenas gestiones iniciales, surgió de la nada un importante mercado, creado y dominado por Enron, bajo el amparo de la ausencia de normas regulatorias y la complacencia de las autoridades federales.
En 1990 ocurrió otro hecho significativo cuando el New York Mercantile Exchange (NYMEX) comenzó a realizar transacciones con futuros basados en el suministro de gas, lo cual proporcionó a las transacciones el impulso que necesitaban, pues con los precios publicados en el NYMEX, se otorgó a esas transacciones un índice confiable de precios en el mercado, mismo que podía ser usado para establecer los precios en los contratos de gas de todo tipo.
Kenneth Lay queda impresionado con la calidad de su joven consultor y en 1990 finalmente contrata a Skilling, para que se una como presidente y director ejecutivo de Enron Finance Corp. Ya dentro de Enron, Skilling comenzó a tender redes para captar a los mejores candidatos para corredores, tanto de las mejores universidades como de los bancos de inversión. Una de sus contrataciones más notables fue la de Andrew Fastow, un brillante financiero de 29 años exempleado de la fallida Continental Illinois National Bank and Trust Company, quien con el tiempo se convertiría en su mano derecha en la integración de la “mancuerna de oro”.
Cuando Skilling ingresó en la compañía, exigió que el negocio comercial adoptara el moderno sistema contable “mark-to-market” (Precio de Mercado), argumentando que así reflejaría "el valor económico real" de los activos. La propuesta de Skilling fue adoptada por el Comité de Auditoria de Enron el 17 de mayo de 1991. El sistema de Precio de Mercado se había desarrollado principalmente en la década del '80 con los contratos de futuros, donde el valor de un activo era calculado basándose en su precio actual de mercado. El mercado de futuros estaba originalmente destinado a proteger a un participante sobre futuras pérdidas ocasionadas por las fluctuaciones del mercado, sin embargo, estas fluctuaciones hacían que el propio contrato se revaluara o depreciara de manera constante, según lo optimistas o pesimistas que fueran las expectativas en dicho momento. El Valor a Precio de Mercado, permitía cambiar los resultados de los balances de manera frecuente e impredecible, calculando el valor de un activo según una estimación de rendimiento hipotético, lo que daba margen para cierta manipulación, consiguiendo valoraciones que no eran realmente las verdaderas. El asunto era bastante arriesgado, ya que nadie en el mundo de los energéticos tenía la capacidad para prevenir con exactitud cuanto costaría el gas, más aún cuando se trataba de plazos largos que rondaban los veinte años.
Tan pronto como fue adoptado el nuevo método, Enron y su auditor, la prestigiada firma Arthur Andersen, comenzaron a realizar una importante labor de “lobby” para obtener el permiso para emplear ese tipo de contabilidad y, a pesar de las posibles trabas que pudiesen aparecer, la Securities and Exchange Commission (SEC) de los Estados Unidos aprobó el método propuesto por Enron para su comercio de contratos futuros de gas natural, el 30 de enero de 1992, lo que constituyó el inicio de sus grandes fraudes, permitiéndole ser poco transparente en su información contable. A partir de ese momento, Enron podría manipular el valor real de la empresa con el aval de la autoridad regulatoria. Más aún, la SEC también alentó a que otras empresas cuyos activos pudiesen ser estimados en el futuro, adoptaran la contabilidad “mark-to-market” y así pudiesen reflejar su valor “real”.
Enron se convirtió en la primera compañía no financiera en utilizar este método para dar cuenta de sus complejos contratos de largo plazo. Con las reglas contables tradicionales, Enron solo podía reconocer como ingresos aquellas ganancias que significaban entradas de dinero en efectivo, o sea solo los ingresos establecidos por el contrato para dicho año, mientras que el método “Mark-to-market” requería que una vez firmado un contrato a largo plazo este fuera ingresado en su totalidad, estimando con los valores presentes, cuales serían los flujos de efectivo futuros. A menudo, la viabilidad de estos contratos y los costos relacionados eran muy difíciles de juzgar. Por lo tanto, los inversionistas generalmente recibieron informes falsos o engañosos sobre dichos contratos. Según este método contable, los hipotéticos ingresos de los proyectos podrían ser registrados inmediatamente en su totalidad, sin aún haber recibido ningún dinero, aumentando los ingresos financieros en los libros de manera ficticia. Enron también podía aumentar las ganancias derivadas de dichos contratos, con solo estimar un incremento futuro en los precios y reflejarlo de inmediato en sus libros contables. Sin embargo, el fraude no era sustentable ya que en los años siguientes, dichos beneficios ya no podían ser incluidos, por lo que se debía incrementar el desarrollo de nuevos proyectos para generar ingresos hipotéticos adicionales, asegurando su crecimiento.
Al embarcarse en este tipo de contabilidad, Enron iniciaba una aventura financiera donde todo era maleable, donde todo podía ajustarse a conveniencia y donde las ganancias se generaban mágicamente sin la necesidad de molestarse en prestar mayores bienes o servicios a sus clientes.
El temprano éxito de Enron engendró la idea entre la gente de Skilling de que podrían obtener beneficios de cualquier empresa que realizaran. Poco a poco, la mayor parte de los ingresos provendrían de operaciones comerciales y financieras, a tal grado que para fines de la década del '90, Enron prácticamente había dejado de ser una empresa energética para convertirse en una especie de banco global, cada vez más alejado del dinero real y de los flujos de dinero auténticos.

### La Planta de Tesside (Reino Unido)

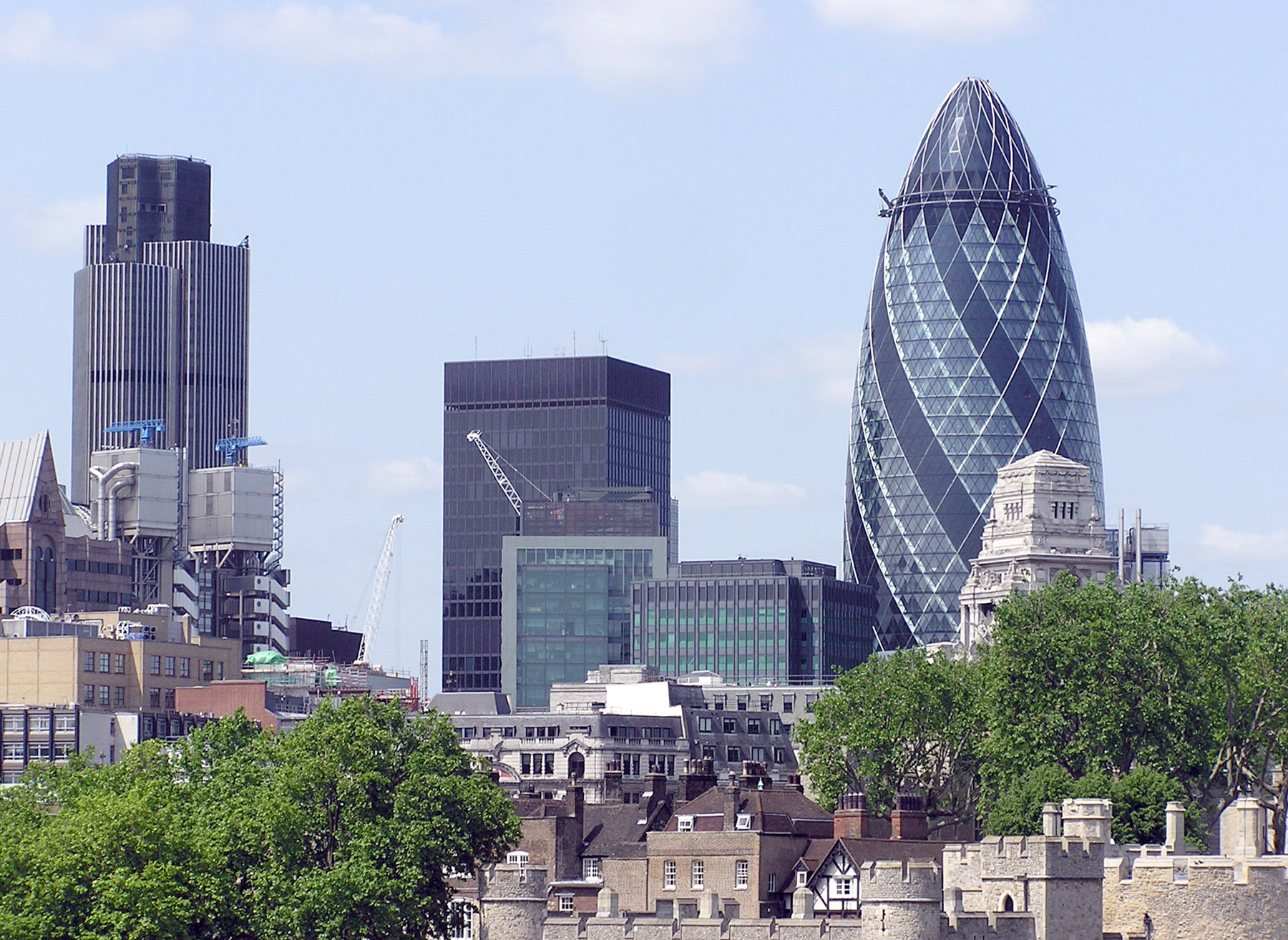
Gran Bretaña fue uno de los primeros mercados en desregularizarse dentro de Europa.

Uno de los primeros proyectos extranjeros de Enron, bajo la guía de Jonh Wing, parecía ser espectacularmente provechoso. El proyecto se basaba en construir una planta de generación eléctrica de gas en Teeside, Inglaterra. Había muchos aspectos que desalentaban al proyecto, ya que Inglaterra tenía una economía basada históricamente sobre el carbón. La explotación del carbón había llegado a ser cada vez más costosa hasta que el gobierno finalmente había nacionalizado las minas para preservar su funcionamiento. A su vez, los mineros del carbón a través de su sindicato, eran una fuerza potente en la política británica y habían ganado diversos privilegios como la protección para su industria. Una de esas protecciones era la de prohibir el uso del gas para la producción de energía eléctrica.
Pero la primera ministro, Margaret Thatcher, intentó traer racionalidad al sistema eliminando ciertas protecciones a pesar de las protestas de los sindicatos mineros. Es así que, ante los primeros signos de la liberalización en la comercialización de la energía, Enron se estableció en el Reino Unido, consiguió la aprobación necesaria para construir la planta de Teeside y negoció un contrato a largo plazo con las compañías que extraían gas de los pozos ubicados en el Mar del Norte. El contrato aseguró el abastecimiento de grandes cantidades de gas para la planta de Enron con la expectativa de que toda la producción eléctrica podría ser ubicada en el mercado.
La construcción de la planta se inició en diciembre de 1990, y se extendió durante veintinueve meses hasta abril de 1993, cuando finalmente se puso en operaciones. Inicialmente la operación se consideró como un éxito rotundo, aunque posteriormente comenzó a traer problemas cuando el precio del gas natural en Gran Bretaña se derrumbó y se colocó por debajo del precio de contrato que había firmado Enron con los productores.
La planta de Teeside, fue la punta de lanza para la creación de Enron Development (luego Enron Internacional), la unidad encargada de desarrollar y gestionar la mayor parte de los negocios vinculados con activos físicos. Su objetivo principal sería el desarrollo y la construcción de centrales eléctricas de gas natural fuera de Norteamérica, principalmente en Europa. Enron Compañía de Ingeniería y Construcción (CEAC) era una subsidiaria propiedad de Enron Internacional, y fue la encargada de construir casi la totalidad de las plantas de energía en el exterior.

## Crecimiento Vertiginoso

### Dos Posturas en Puja

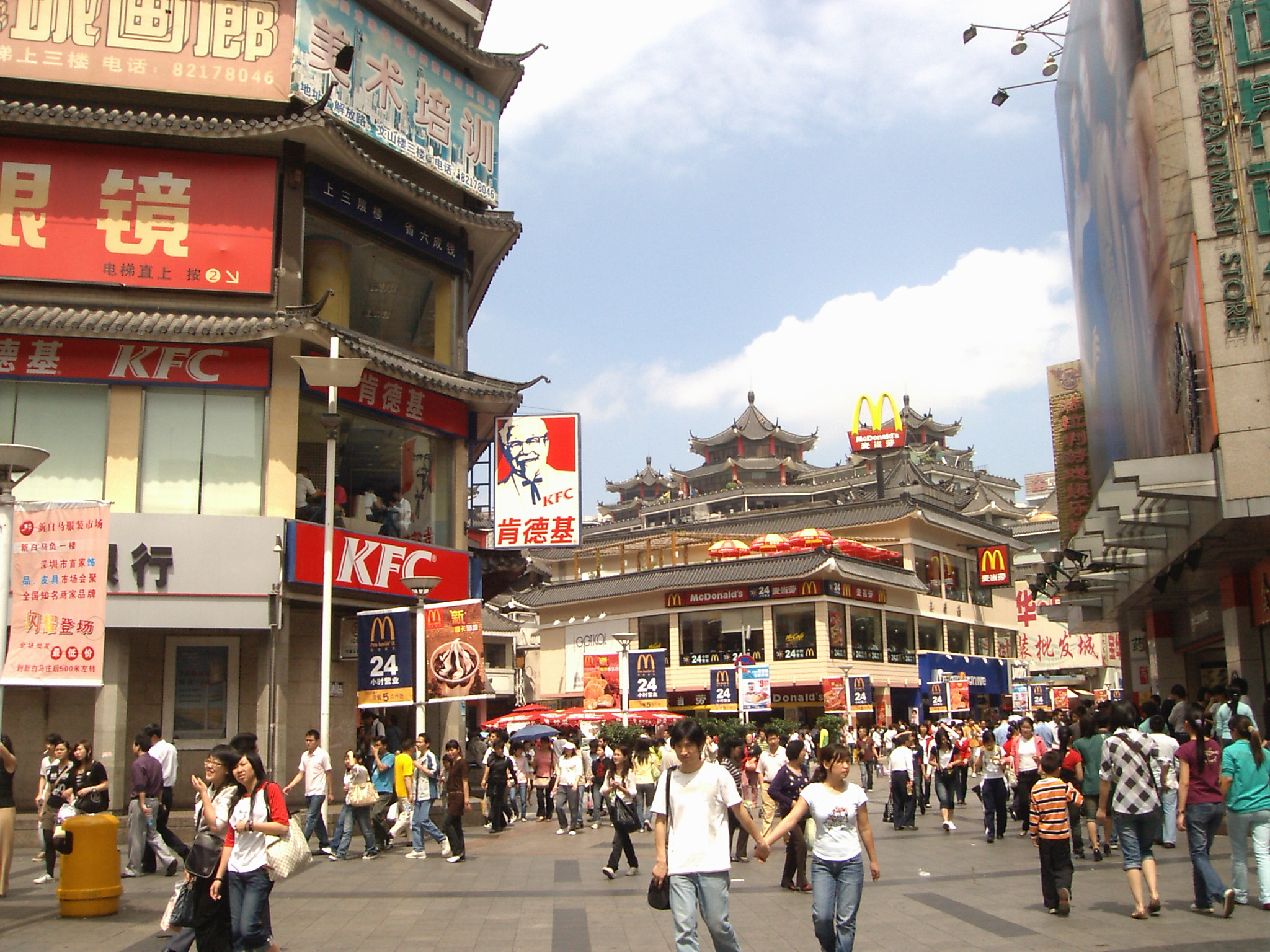
Nuevos Tiempos: la caída del comunismo abrió las puertas de nuevos e importantes mercados, antiguamente vedados para el capitalismo.

Durante los años 1990, Rebecca Mark y Jeff Skilling fueron las estrellas en ascenso de Enron y una feroz rivalidad y antagonismo se desarrolló entre ellos, ya que ambos ocupaban una posición de poder en distintos sectores de la compañía y pujaban por avanzar hasta el nivel superior de la gerencia de Enron. Skilling creía que la compañía no tenía necesidad de los activos y que su futuro estaba en el impulso y desarrollo del sector comercial. Esta visión era totalmente opuesta a la de Rebecca Mark, ya que ella basaba el crecimiento de la empresa únicamente en los activos y comenzó una campaña masiva para expandir las operaciones a otros países.
Mark fue como una trotamundos por todas las regiones del globo en busca de adquirir o construir plantas de energía o proyectos relacionados. Mientras tanto, Skilling fue modelando la ECT como un banco de inversión para las industrias de la energía.
Durante los primeros años, Mark pareció tener mayor éxito. Ella y su equipo de negociadores se transformaron en misioneros de la privatización. El principal objetivo era cerrar negocios, más allá de su posible rentabilidad real. Los empleados y, especialmente Mark, se pusieron en campaña para ganar bonos enormes solo por el hecho de cerrar tratos. Posteriormente, muchos de esos negocios terminaron siendo sumamente perjudiciales para la empresa.
Enron consiguió expandir sus negocios a Europa, el Caribe, Sudamérica y el Medio Oriente, pero la mayor jugada de Mark fue el proyecto de energía de dos etapas que se construyó en Dabhol, la India.
Mientras tanto, Skilling continuaba expandiendo su exitoso negocio comercial, ya que la desregulación en los Estados Unidos ahora abría las puertas para ingresar en el comercio de la electricidad, y ECT no se quedó atrás: para mediados de los ´90 su unidad ya tenía 200 comercializadores de energía que trabajaban incluso fuera de las oficinas comerciales en Houston. En 1995, Enron saltó el Atlántico para abrir una oficina en Londres para el comercio de energía y gas natural. La firma pronto se convertiría en una fuerza dominante en los mercados energéticos europeos.
En este período también comienza a tomar vuelo la figura de Lou Pai, un hombre quien trabajaba en el negocio comercial de Skilling, y ahora era ascendido a Director General de la Enron Energy Services (EES), la unidad que se encargaría de manejar las nuevas oportunidades de negocio que brindaría la desregulación del mercado eléctrico.
Skilling convenció a la empresa de que el modelo de “Banco de Gas” podría ser aplicado perfectamente al mercado de la energía eléctrica y Kenneth Lay viajó extensamente por todo el país, vendiendo el concepto a los jefes de las compañías eléctricas y a los reguladores de la energía. La compañía se convirtió en un importante actor político dentro de los Estados Unidos, presionando a favor de la desregulación de los servicios eléctricos. Para mediados de 1996 los estados de California, New Hampshire y Rhode Island ya se encontraban aprobando leyes para la liberalización de dicho mercado.
Como parte de esta estrategia, en 1997 Enron adquirió la empresa de electricidad Portland General Electric Corp. por cerca de $ 2 mil millones. Para fines de ese año, Enron Capital and Trade Resources, era el mayor comprador y vendedor al por mayor de gas natural y electricidad en Norteamérica.
Por aquel entonces, la empresa también comienza a desarrollar los "derivados" energéticos para empresas industriales, una novedosa herramienta que les permitía reducir su exposición ante los cambios en el precio de la energía.
Simultáneamente Skilling trabajaba para afianzar su poder y relegar a Mark dentro de la empresa. Él arregló las cosas para que la ECT proporcionara financiación a otras divisiones de la compañía, incluyendo a Enron Internacional. Gracias a ello, Skilling podía manejar e incluso bloquear la financiación de Mark. Esta estrategia le permitió a Skilling frenar el desarrollo de Enron Internacional y darle una excusa para criticar el fuerte gasto que involucraba este tipo de proyectos.

### Negocios en Latinoamérica
- Argentina
La relación entre Enron y Argentina se remonta a un episodio ocurrido en 1988, cuando todavía gobernaba el presidente Raúl Alfonsín (UCR). Por aquel entonces Enron todavía no estaba instalada en Argentina, pero era representada en el país por Dante LaGatta, un boliviano quien pasaba gran parte de su tiempo en Buenos Aires.
El 1° de febrero de 1988, LaGatta le presentó a Rodolfo Terragno, Ministro de Obras Públicas del gobierno argentino, una "propuesta energética argentina integrada", firmada por él como "vicepresidente sénior" de Enron International Inc., y T. A. Jelson, "vicepresidente de Desarrollo Comercial" de Brown & Root Engineering & Construction International.
El grupo procuraba proveerse de gas natural líquido (GNL) en Argentina a fin de abastecer otros mercados. La propuesta consistía en instalar, en las proximidades de los yacimientos gasíferos de Loma de la Lata (provincia de Neuquén), una planta para procesar 18 millones de metros cúbicos de GNL diariamente y construir los ductos necesarios para transportar los líquidos a un puerto de exportación que podía ser San Antonio Oeste (provincia de Río Negro) o Concepción (Chile). Según la propuesta, Enron financiaría la inversión mediante "capitalización de deuda argentina" y recurriendo a "un modelo que ha sido aplicado con éxito en otros proyectos comerciales internacionales", el cual se basaba en "las ganancias proyectadas de la nueva empresa comercial". Sin embargo, las condiciones que exigía Enron resultaban inaceptables para el ministro, ya que la empresa obligaba a que el Estado vendiera todo el gas natural necesario para procesar y exportar hidrocarburos líquidos durante veinte años y que, durante esos veinte años, el Estado comprara todo el gas residual provisto por Enron.
Durante semanas, el ministro Terragno recibió el acoso de LaGatta y del embajador norteamericano Theodore E. Gildred. Sin embargo, las presiones no fueron solo vernáculas, ya que una mañana, mientras Terragno estaba en su despacho, la secretaria le comunicó, por el interno, que llamaba "el hijo del vicepresidente de los Estados Unidos". Se trataba de George W. Bush (hijo), futuro gobernador de Texas (1995-2000) y Presidente de los Estados Unidos entre los años 2001 y 2009. El diálogo que siguió fue breve y cordial, allí, en pocas palabras, el hijo de Bush expresó su opinión de que el proyecto de Enron sería muy beneficioso para el país y que además fortalecería el vínculo entre ambas naciones. El ministro agradeció el llamado y le afirmó que si el proyecto realmente hubiese sido beneficioso, sin lugar a dudas lo hubiese aprobado. La serie de presiones finalizó allí y el asunto quedó archivado.
La historia del "ministro argentino", sobre el intento de "soborno" del hijo de Bush, fue muy conocida y difundida en los Estados Unidos, como un instrumento electoral entre demócratas y republicanos.
Más allá de esto, Enron ingresa plenamente a Argentina a fines de 1992, cuando el Gobierno nacional completó el proceso de privatización de "Gas del Estado", la empresa estatal que se había dedicado al transporte y la distribución del gas natural en el país por más de 45 años.
Como consecuencia de este proceso, el sistema de transporte y distribución de gas quedó bajo la responsabilidad de empresas privadas: nueve compañías de distribución y dos de transporte (Transportadora de Gas del Norte y Transportadora de Gas del Sur) recibiendo una concesión para explotar el servicio por 35 años.
Transportadora de Gas del Sur S.A. (TGS) sería la principal transportista de gas en la Argentina y Latinoamérica, llevando aproximadamente el 60% del gas consumido en el país y abasteciendo en forma directa a distribuidoras, generadoras eléctricas e industrias, a través de un sistema de gasoductos de 8.852 kilómetros (de los cuales 7.586 kilómetros eran propios) que atravesaba 7 provincias argentinas, con una potencia instalada de 660.500 HP.
Este sistema de transporte conectaba a las cuencas de gas Neuquina, San Jorge y Austral (al sur y oeste del país), con el Gran Buenos Aires, la Ciudad Autónoma de Buenos Aires y los principales puntos de consumo del sur argentino.
Al momento de su constitución, TGS tenía como accionista principal a la Compañía de Inversiones Eléctricas S.A. (CIESA) que en aquel entonces pertenecía, en partes iguales al Grupo Pérez Companc y a Enron Pipeline Company Argentina S.A. (EPCA).
Años después, desde enero de 2000, Enron Argentina comenzó a ofrecer servicios de energía con el objetivo de ayudar a las empresas a bajar costos y a minimizar el riesgo. La cartera de servicios de Enron incluía además la cobertura de precios, la tercerización del manejo de plantas y la venta anticipada de energía.
En febrero de aquel año, Enron concretó la primera transacción financiera de energía con la distribuidora EDEN (que opera en el norte de la provincia de Buenos Aires) quién acordó un precio fijo por un año para alrededor de 70 MWh de energía, y dejó a Enron el manejo del riesgo ante la volatilidad del mercado eléctrico.
Ya a mediados de año, Enron cerró la primera operación de prepago en el país. Le dio a un generador un cheque por unos US$ 5 millones, por seis meses de producción. En ese momento el generador necesitaban fondos y Enron podía dárselos por adelantado.
Otro caso fue el de la pequeña planta termoeléctrica de 70MW Modesto Maranzana en manos del grupo argentino Arcor. Dicha industria ya no quería operar la planta y lo que hizo Enron fue llegar a un acuerdo: La empresa ya no tendría que preocuparse por la planta, recibiría efectivo y un contrato de largo plazo por la electricidad, a un precio conveniente. Gracias a esta adquisición Enron fue avanzando en sus ventas de energía al mercado spot y por medio de productos de gestión de riesgo en forma de contratos de largo y corto plazo.
La fijación de los precios de los contratos era una de las claves del “éxito” de las operaciones, donde Enron asumiría los riesgos, gracias a su trabajo de análisis y proyección de los mercados.
Enron destacaba que su actividad en TGS era completamente separada y que no recibía ningún tratamiento especial. Según la empresa, la realidad era que no necesitaban esa participación ya que los nuevos servicios necesitaban, sobre todo, de capital intelectual.
Una de las apuestas más fuertes de Enron era el Internet y, según la empresa, ya se estaba trabajando sobre una versión local de Enron Online, para lo cual la compañía había reclutado a Carlos Bastos, exsecretario de Energía durante el gobierno de Carlos Menem. En el site se podría obtener información sobre la compañía y el mercado energético (noticias, regulaciones, tendencias) y realizar operaciones comerciales con productos físicos y financieros.
"La experiencia a nivel mundial ha sido buena, el sitio arrancó en noviembre último y hoy lleva transacciones por más de US$ 70.000 millones, una cifra que todas las compañías de Enron habían alcanzado en todo el año anterior. Esto ha agregado mucha agilidad y velocidad a las operaciones." aseguraba Mark Guerriero, presidente de Enron Argentina.
- República Dominicana

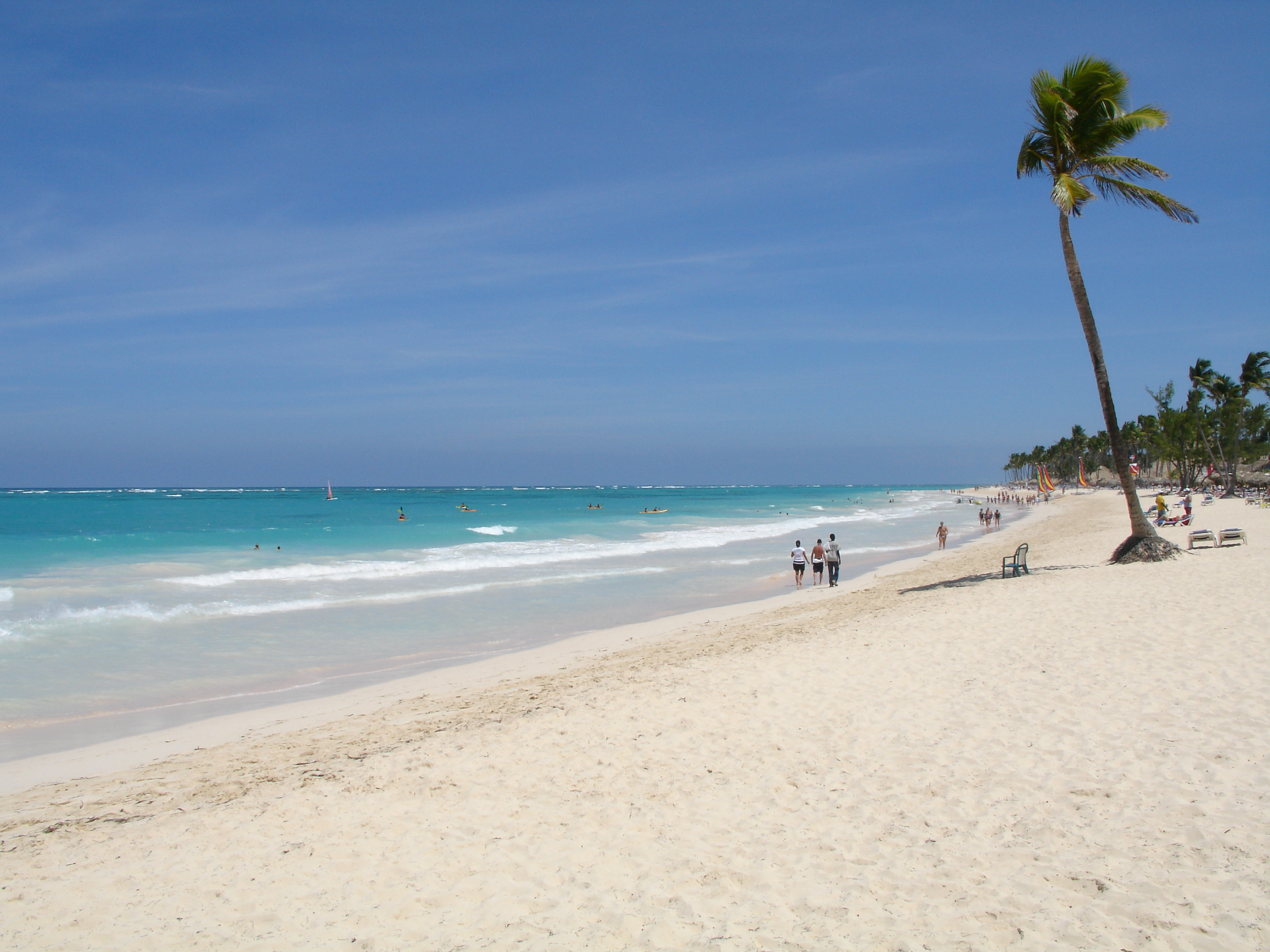
Playa de Punta Cana, en la República Dominicana.

Aprovechando la idea de hacer negocios en los países subdesarrollados, los astilleros y firmas de ingeniería de Estados Unidos comenzaron a construir enormes plantas generadoras de electricidad sobre barcazas.
Si bien su costo era mayor, esta solución tenía numerosas ventajas: eran más simples de construir, se facilitaba encontrar un lugar para ubicarlas y eran más baratas de financiar que las plantas tradicionales en tierra. Además, ubicar una planta generadora en una barcaza eliminaba los riesgos de falta de pago que caracterizaban al mundo subdesarrollado. Si el comprador de energía incumplía el contrato, solo bastaría con remolcar la planta y venderla en otra parte.
En el caso de República Dominicana, el arribo de Enron se produjo de la mano de la empresa Smith Cogeneration International Co. tras la firma del contrato comercial de compra y venta de energía del 26 de julio de 1993 avalado por el entonces administrador de la Corporación Dominicana de Electricidad, Marcos Subero, con el fin de solucionar los problemas energéticos de la zona. La planta operaría bajo el nombre de Smith & Enron Cogeneration Limited Partnership (SECLP) y el contrato firmado tenía como fecha de vencimiento el 2015.
Smith Cogeneration International Co., era un consorcio privado de Oklahoma City, el cual había sido invitado para construir una planta en República Dominicana y dicha empresa decidió optar por la solución de la barcaza lo cual le ahorraba riesgos y le evitaba tener que mudar cientos de trabajadores cualificados a República Dominicana para trabajar allí durante varios meses. Después de iniciar los trabajos en noviembre de 1993, la planta pudo ser entregada en mayo de 1994.
Sin embargo, no todo salió según lo previsto, ya que desde la entrada en operación, la planta presentó problemas de funcionamiento, a lo que se le sumó un problema judicial con el hotel "Vaysa Hill", el cual había sido construido e inaugurado antes de la puesta en marcha de la planta. En este hotel, todas las mañanas aparecían residuos del polvillo, supuestamente emitido por la planta, que afectaban a la comida y al mobiliario. Smith & Enron tuvo que indemnizar a la empresa hotelera, aunque finalmente el hotel terminó cerrando.
- Bolivia y Brasil

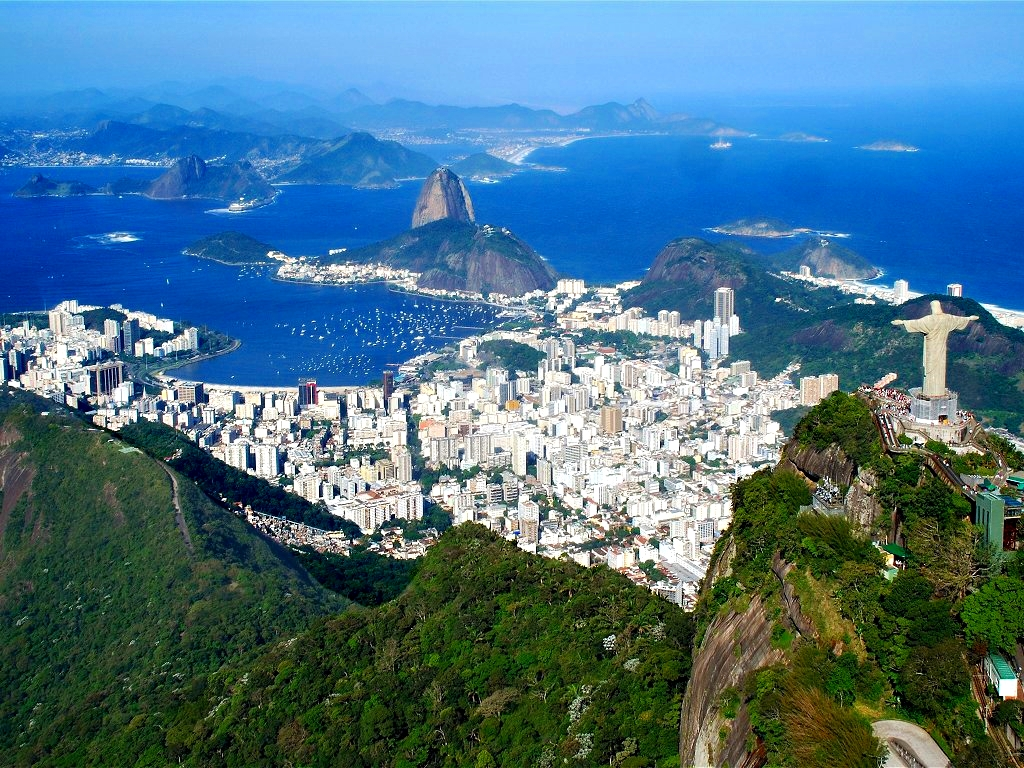
Vista de Río de Janeiro (Brasil). Los mercados "emergentes" fueron los favoritos de Enron.

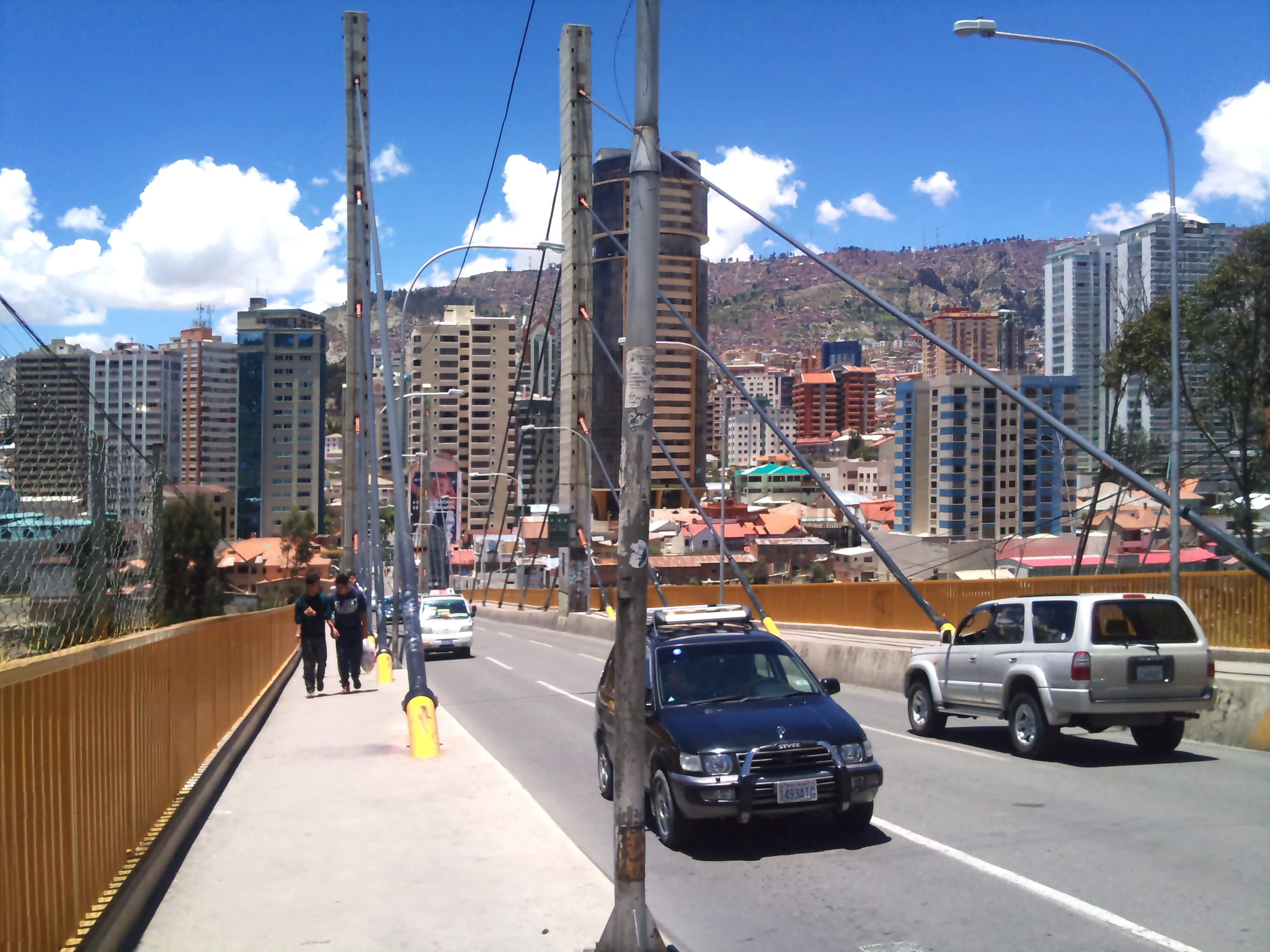
Vista de la ciudad de La Paz. En lo que refiere a hidrocarburos, Bolivia cuenta con la segunda mayor reserva de gas natural de América del Sur, siendo su exportación a Brasil y Argentina la principal fuente de ingresos del país.

En el marco de la denominada “Integración Energética en el Cono Sur”, planteada también por el “Plan IIRSA” para formar una red privada de gasoductos, oleoductos, etc., el 17 de febrero de 1993, Yacimientos Petrolíferos Fiscales Bolivianos (YPFB) y Petrobrás firmaron un contrato que establecía la compra de 16 millones de m3/día de gas natural a Bolivia. Posteriormente se firmaron adendums al contrato que incrementaban el volumen de exportación a 30 millones de m3/día de gas. Para hacer viable este volumen de exportación se necesitaría de un gasoducto que uniera Bolivia con Brasil, el cual cubriría los 3.100 km que separaban los pozos de gas bolivianos con las industrias periféricas de San Pablo. El emprendimiento fue definido como el proyecto que iba a sacar a Bolivia de la pobreza.
Sánchez de Lozada asumió la presidencia de Bolivia en agosto de 1993 y llevó adelante muchas reformas políticas y económicas. En el campo económico el gobierno promovió un amplio y muy polémico programa de reformas, en el que se destacaba el proceso de “privatización” de empresas públicas, como la empresa de ferrocarriles (ENFE), la de hidrocarburos (YPFB), la de telecomunicaciones (ENTEL), la de electricidad (ENDE) y la línea aérea Lloyd Aéreo Boliviano (LAB). El proceso estableció que un 50% del capital de estas empresas fuera abierto a la inversión privada, un 49% pasaría a manos de un Fondo de Capitalización Colectiva (FCC), gestionado por las Administradoras de Fondos de Pensiones (AFP) y el 1% restante se transferiría a propiedad de los mismos trabajadores de las empresas capitalizadas. Todos los bolivianos, residentes en el país, mayores de 21 años al 31 de diciembre de 1995, eran los beneficiarios del Fondo de Capitalización Colectiva.
El 13 de julio de 1994, el entonces presidente ejecutivo de YPFB, Mauricio González y la presidenta ejecutiva de Enron Internacional, Rebecca Mark, suscribieron en Brasilia un "Memorándum de Entendimiento" para la constitución de un contrato de "riesgo compartido" entre YPFB y Enron que, entre otras cosas, estipulaba el desarrollo, financiamiento, construcción y operación para el trasporte de gas natural de Bolivia al Brasil, donde YPFB tendría el 60% de la participación y Enron el 40%, comprometiéndose a prestar a YPFB hasta 10 millones de dólares para financiar los gastos que demandara el trámite del proyecto. El contenido del memorándum fue mantenido en absoluto secreto por el gobierno boliviano.
El 9 de diciembre de 1994 se suscribe en Miami un contrato de "Acuerdo de Asociación Accidental con Pacto de Accionistas" que contiene esencialmente lo acordado en el Memorándum de Entendimiento suscrito en Brasilia el 13 de julio de 1994. Ese contrato somete a Bolivia a las leyes del Estado de Nueva York y otorga a "Enron (Bolivia) C.V." la exclusividad en la construcción de otros gasoductos en el país; garantizando a Enron rendimientos anuales del 18,5% sobre las inversiones que pudiera realizar. Sin embargo, cabe destacar, que al momento del acuerdo “Enron (Bolivia) C.V.” jurídicamente no existía en el país, ya que su establecimiento legal se produjo recién el 18 de agosto de 1995.
Aunque el contrato de asociación con participación suscrito entre YPFB y Enron establecía que esta última debía conseguir financiamiento para la construcción del gasoducto al Brasil, Enron nunca llegó a conseguir el dinero para la construcción de tal obra. Así es que, dos años después, el 26 de julio de 1996, Petrobras anuncia que podría financiar los 300 millones de dólares que requería la obra, en la parte boliviana, pretendiendo dejar fuera del negocio a Enron. Sánchez de Lozada, decidió mantener su acuerdo con la energética norteamericana y se negó a aceptar el crédito de Petrobras. Además, por aquel entonces, ya había comenzado el proceso privatizador de YPFB, la cual fue desmembrada en diversas empresas de capitales privados (Andina, Chaco, Petrobras y Transredes). Enron Transportadora Ltda. y Shell Gas (Latin America) V.B., formaron una sociedad suscrita en partes iguales denominada Transportadora Holding o TR-Holding, a través de la cual se adjudicaron el 50% de la empresa Transredes S.A., la compañía encargada de administrar más de 5.000 km de gasoductos y oleductos en el país.
Mediante el Decreto Supremo 24.617, del 14 de mayo de 1997 (pocos meses antes del cambio de gobierno), Sánchez de Lozada subrogó el contrato de Asociación Accidental con Pacto de Accionistas (suscrito entre Enron y YFPB) al Contrato de Capitalización. Con esta medida se trató de “blanquear” el irregular ingreso de Enron en el país. La norma establecía que, de ahora en más, la parte de la petrolera nacional en el tendido del gasoducto a Brasil quedaba en manos de Transredes, empresa a la que también se transfiere el contrato de exportación de gas a Brasil, con lo que el consorcio Enron-Shell quedaba (en el tramo boliviano) a cargo del 59% del negocio de exportación de gas al Brasil, el 34% quedaba para las AFPs, y el 15% restante para Petrobras.
Gracias a este contrato y sin invertir nada, Enron obtuvo una participación (en el lado boliviano) del gasoducto Bolivia-Brasil. El propio Banco Mundial reveló que el aporte de Enron al gasoducto fue nulo y que todo el riesgo financiero lo asumió Petrobras. El gasoducto Bolivia-Brasil (GBB), finalmente fue construido por la empresa petrolera nacional brasileña, a partir de mayo de 1998 y comenzó sus operaciones en julio de 1999. El ducto de 32” de diámetro y 3.100 km de longitud tuvo un costo de 1.750 millones de dólares (350 millones de dólares corresponden al sector boliviano) provenientes de créditos del Eximbank del Japón, la CAF, el BID, el Banco Mundial y capitales de los socios. En el sector boliviano, el gasoducto era propiedad de la empresa Gas Transboliviano con 557 km de ducto y 5 estaciones de compresión.
En este contexto, desde 1998 se inicia el proceso de negociación para la construcción de otro gasoducto que se desprendería del troncal Bolivia–Brasil en el km 242 (San Miguel) al este de Río Grande y que se extendería por territorio boliviano hasta San Matías, en la frontera con el Estado de Mato Grosso (Brasil). La tubería continuaría luego hacia la Planta Termoeléctrica EPE en Cuiabá (Mato Grosso, Brasil), que estaba en proceso de expansión para pasar de 240 MW a los 480 MW gracias a su conversión al denominado “ciclo combinado”. Así se podría satisfacer la demanda energética y el desarrollo económico de la región. Los dos tramos del gasoducto a Cuiabá, el boliviano (362 km.) y el brasileño, totalizarían una extensión de 645 km. El nuevo gasoducto se enmarcó en el Proyecto de “Energía Integrada Cuiabá”, que sería desarrollado por las empresas Gas Oriente Boliviano (GOB), Empresa Productora de Energía (EPE) y Gas Occidente Mato Grosso (GOM). El costo total de gasoducto fue de US$ 230 millones (US$ 130 en el lado boliviano y US$ 100 millones en el lado brasileño). La inversión total del proyecto, incluyendo la ampliación de la planta termoeléctrica ascendería finalmente a US$ 570mn.
Desde el comienzo, el gasoducto tuvo que enfrentarse a problemas ambientales, ya que el trazado partiría en dos 160 km del Bosque Seco Chiquitano, considerado como “primario” por el gobierno boliviano, aspecto que generó la oposición de varias organizaciones nacionales e internacionales, por los impactos socioambientales que podría causar a nivel regional, incluyendo la afectación de 100 km de pantanal.
Ante esta situación, se realizaron diversos estudios ambientales y finalmente se llegó a un acuerdo monetario para crear y financiar un programa de conservación, a cambio de que las organizaciones ambientalistas no objetaran el trazado planteado por las empresas petroleras. Con el aval de estas organizaciones pudo destrabarse el financiamiento necesario para las obras.
La construcción del gasoducto concluyó al final del año 2000 y su operación comercial empezó el 1º de mayo del 2002. Mientras tanto, la ampliación de capacidad de la termoeléctrica Cuiabá, fue inaugurada el 7 de marzo de 2002. Cabe destacar que Enron era el principal protagonista en todo el emprendimiento integrado, ya que era socio mayoritario en EPE (Empresa Productora de Energía), con el 71,8%, mientras que Shell tenía solo el 28,1%. El gasoducto, en toda su extensión, también era propiedad de Enron y Shell, en participaciones de 56,2% y 43,7% respectivamente para el trecho brasileño y en partes iguales para el tramo boliviano.
El Proyecto Integrado Cuiabá representó uno de los tantos negocios turbios de Enron ya que el proyecto fue parcialmente comprado y luego nuevamente revendido a la misma Enron por la empresa de inversión LJM.
En septiembre de 1998, Enron vendió por US$ 11,3 millones un 13% del capital de EPE a LJM, de propiedad de Andrew S. Fastow, en la época que se desempeñaba como director financiero de Enron. En agosto del 2001, Enron volvió a comprar la participación de LJM en EPE por US$ 14,4 millones.
Años después, el 1º de mayo de 2008 el gobierno boliviano inició las negociaciones para adquirir el 50% de Transredes que había sido privatizada en 1997. La nacionalización se formalizó recién entre septiembre y octubre de 2008, y a partir de allí la empresa pasó a ser YPFB Transporte S.A. Ashmore y Shell del consorcio TR Holding recibieron del Estado 120,6 millones de dólares cada una, mientras que los accionistas minoritarios obtuvieron alrededor de 66 millones de dólares. Además, el Estado nacionalizó la deuda de Transredes, equivalente a 50 millones de dólares para evitar un arbitraje internacional que le hubiese costado mucho más dinero al Estado boliviano.

### Corporación de Energía Dabhol (India)

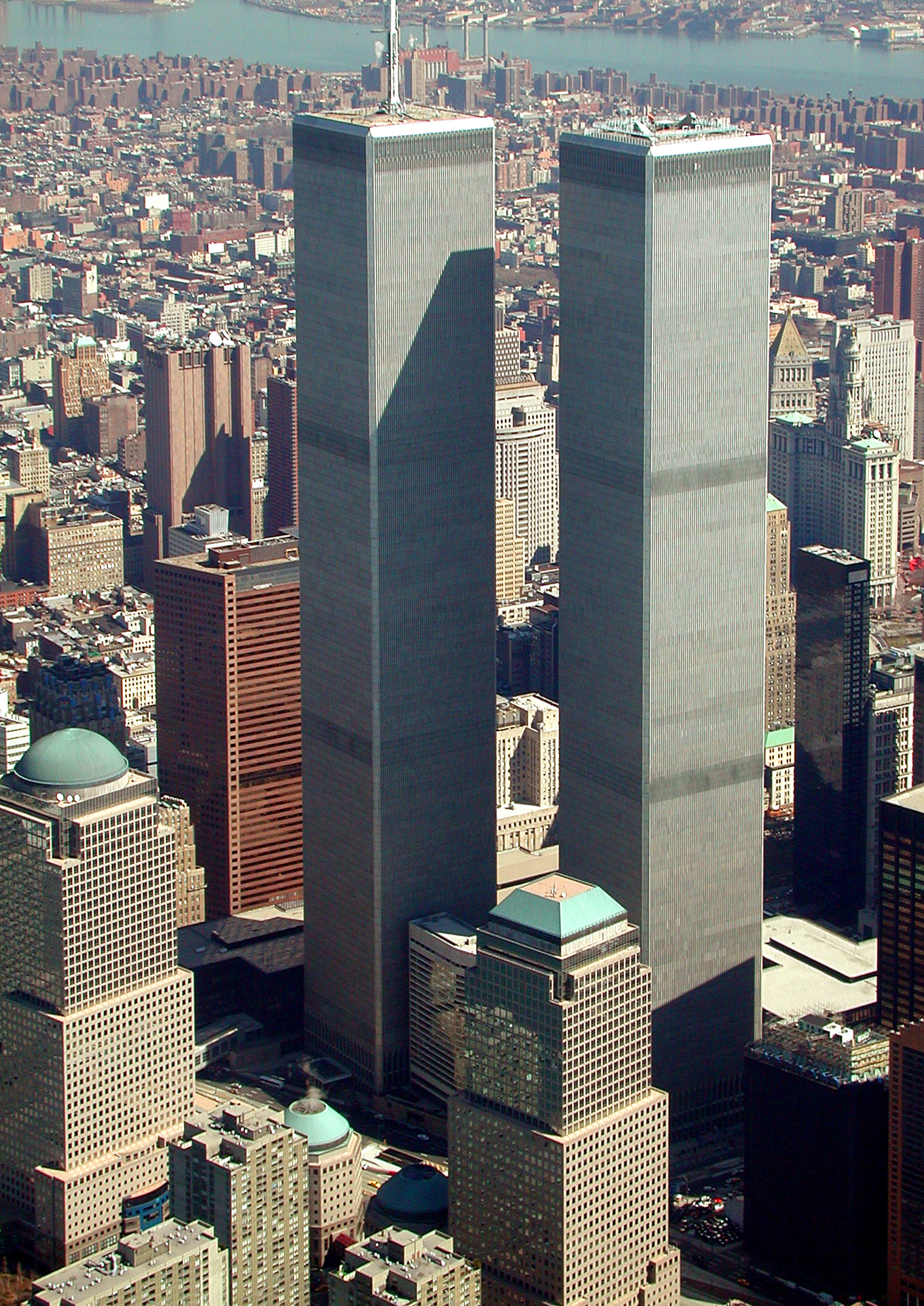
Para comienzos de los ´90, el proceso de "globalización" alcanza niveles nunca antes imaginados y se logra un crecimiento mundial sin precedentes.

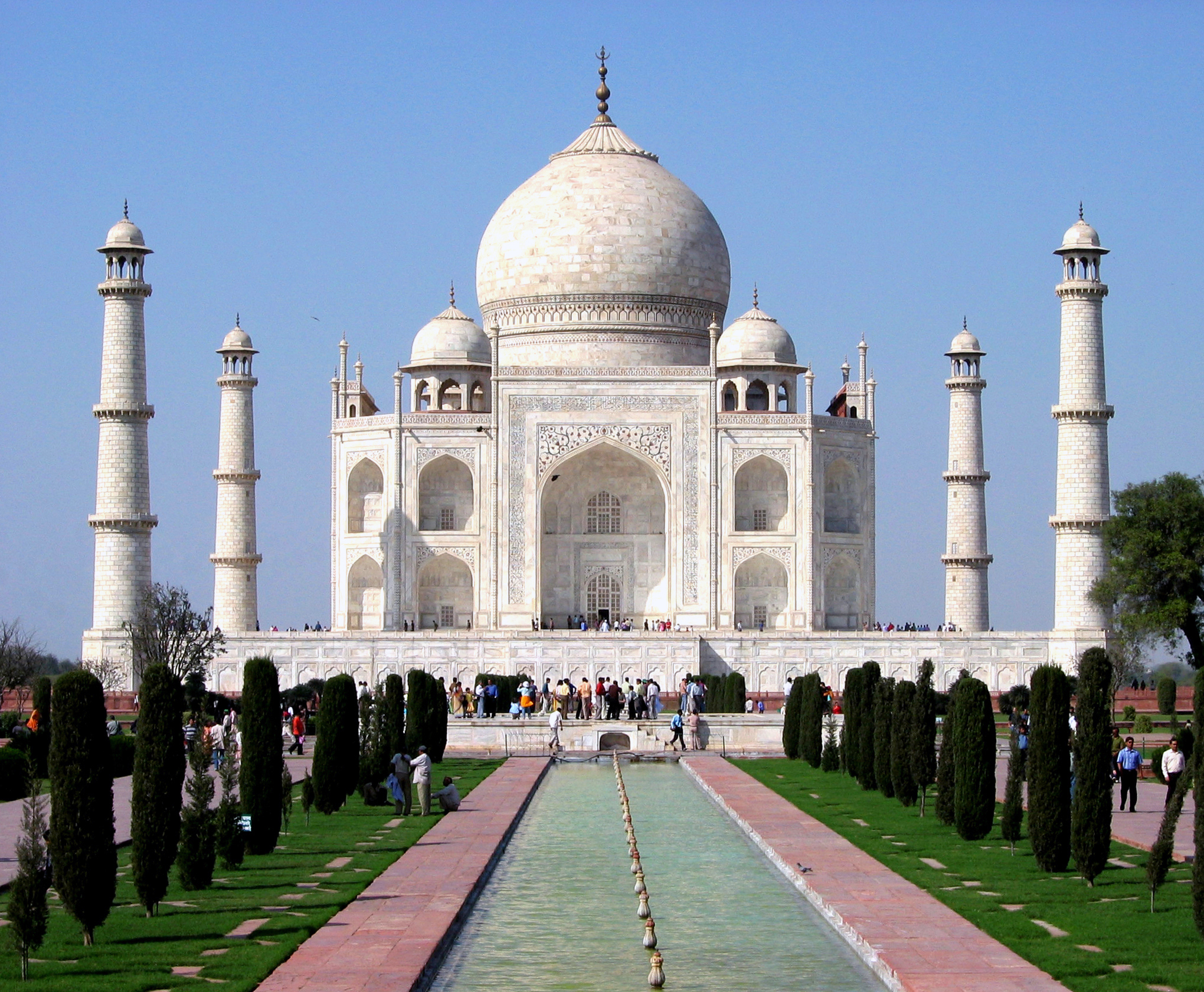
Vista del Taj Mahal, ciudad de Agra(2004). Las reformas económicas de 1991 han transformado a la India en una de las economías de más rápido crecimiento.

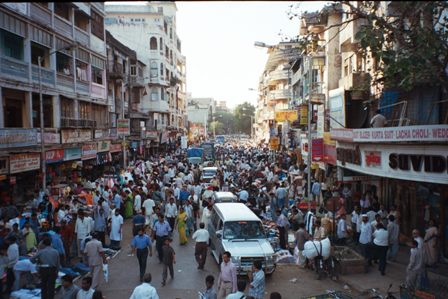
Vista de un Suburbio de Bombay (2004). Sin embargo, más allá de esta enorme transformación, el país todavía sufre de problemas como los altos niveles de pobreza, analfabetismo, pandemias y malnutrición.

La historia de Dabhol se remonta a 1991, cuando la India inicia la apertura de su sector energético a los inversores privados extranjeros, ante lo cual Enron comienza a investigar posibles oportunidades en el sector. En junio de 1992 Enron y General Electric firman un memorando de entendimiento con la Junta de Energía Eléctrica del Estado de Maharashtra (MSEB) para construir el proyecto Dabhol. En adelante, la entidad se denominaría Corporación de Energía Dabhol (DPC), una empresa conjunta donde Enron sería el dueño de la mayoría (80% del paquete accionario), mientras que General Electric (proveedora de las turbinas) y Bechtel (constructora del emprendimiento) poseerían acciones equivalentes al 10% cada una. Más adelante la Junta de Electricidad del estado de Maharashtra compró unas cuantas acciones, pero desde el principio Enron llevó las riendas.
El Proyecto de Energía Dabhol estaría situado en la costa de Maharashtra, un estado noroccidental de la India con costas en el Mar Arábigo. El estado se hallaba relativamente industrializado y poseía a la mayor ciudad del país: Bombay. Pero en las cercanías de Dabhol había muchas aldeas agrícolas y pesqueras. El ingreso promedio de la región era menor al 10% del ingreso promedio en Estados Unidos.
El plan se dividía en dos fases, la primera se inició en 1992 y comprendía la construcción de una planta para quemar nafta (que debía ser importada) y producir 740 MW con lo cual se ayudaría a estabilizar la red de transmisión local. La Segunda Fase era mucho más costosa y sofisticada y comprendía la construcción de la mayor central independiente de energía de gas natural del mundo, la cual sería alimentada a través de barcos de Gas Natural Licuado o GNL. Dicha planta requería la construcción de un puerto especial y una infraestructura muy costosa. Los tanques de gas líquido de Dabhol iban a ser los más grandes del mundo.
Varios partidos políticos de la india se oponen al proyecto, mientras que a la Junta Central de Electricidad le preocupaba el costo de capital y las tarifas finales de energía, ya que la cantidad mínima que la MSEB debía pagar por el proyecto era $1,3 mil millones de dólares al año, o aproximadamente $26 mil millones a lo largo del contrato de 20 años. Pero ante la presión de Enron el gobierno local y la Junta de Electricidad aprueban el proyecto en diciembre de 1993 y firman los convenios correspondientes. El costo total del emprendimiento se estimó en $ 2,8 mil millones de dólares y la MSEB se comprometía a comprar el 90% de la energía producida por la planta, a pagar en dólares a la tasa de cambio del momento. Según estaba previsto, la planta produciría 2.015 MW. Así, la Junta Estatal de Electricidad de Maharashtra sería prácticamente el único cliente de Dabhol, con la función final de distribuir y revender la electricidad a los consumidores. Bajo estas condiciones, Dabhol tenía garantizada una cantidad mínima de ingresos en dólares, independientemente de las fluctuaciones de la moneda y de la demanda de electricidad. El acuerdo también protegía a Dabhol del aumento de precios de combustible o de otros gastos.
Aunque todas las cláusulas del convenio aseguraban la inversión y la rentabilidad del proyecto, la realidad es que la jugada de Dabhol era extremadamente riesgosa, ya que se trataba de un emprendimiento muy costoso, para producir energía cara y con materias primas importadas (nafta y gas), a realizarse en un país considerado del “Tercer Mundo”, con una población sumamente pobre y con una política interna y externa bastante compleja y conflictiva. La sustentabilidad del proyecto Dabhol era dudosa y ninguna empresa se hubiese jugado a realizar semejante inversión sin tener una cierta garantía de mercado. Con el tiempo finalmente se comprobaría que la apuesta de Enron fue excesiva y caprichosa, y que tampoco era tan sencillo que el gobierno honrara las garantías que había ofrecido inicialmente.
Pero por aquel entonces Enron estaba más allá del mundo de las ganancias y las pérdidas. Sin evaluar los riesgos de un posible fracaso, la empresa obtiene $ 635 millones en financiamiento, seguros y garantías de préstamos de Bank of America, ABN Amro, bancos de la India, el Banco de Exportación e Importación de Estados Unidos, y la Overseas Private Investment Corporation (OPIC). En enero de 1995, el Secretario de Comercio de Estados Unidos, Brown visita la India, acompañado por Ken Lay, y supervisa la firma de los contratos de préstamo entre la Empresa de Energía Dabhol y el Export-Import Bank y la OPIC.
Desde el principio resultó claro que India no necesitaba un proyecto de tal tamaño; que las condiciones del acuerdo eran altamente desfavorables para el gobierno local; y que el proyecto causaría daños ambientales y provocaría el desplazamiento de mucha gente.
En marzo de 1995, al poco tiempo de iniciarse el proyecto, una alianza de oposición gana las elecciones en Maharashtra y poco después, el nuevo gobierno nombra a un comité de ministros para examinar el proyecto Dabhol. El informe final del comité resulta sumamente crítico y recomienda anular el emprendimiento ya que Enron había recibido favores y concesiones especiales, que las fuerzas de seguridad que custodiaban la planta habían cometido abusos contra los pobladores locales, que la construcción crearía serios problemas ambientales y que el alto costo de la energía del proyecto perjudicaría al estado de Maharashtra.
El 3 de agosto, el gobierno de Maharashtra ordenó suspender el proyecto, ante lo cual Enron exigió compensaciones por los $ 300 millones de dólares que ya llevaban invertidos, mientras que el estado indio amenazaba con anular definitivamente el acuerdo alegando fraude y tergiversación. Por su parte, el Departamento de Energía de Estados Unidos, presionó al gobierno de la India, considerando que el proyecto de Dabhol era esencial para el desarrollo económico del país, que se trataba de un emprendimiento con financiamiento acordado y en proceso de construcción, y que incumplir los acuerdos firmados, perjudicaría la imagen de la India para nuevos proyectos y créditos.
La presión de otros funcionarios norteamericanos y del propio embajador en ese país demostró la capacidad de Enron para sumar apoyos a su causa e intimidar al gobierno local. Rebecca Mark, presidente de Enron Internacional y principal impulsora del proyecto, se reúne con Bal Thackeray, una de las máximas autoridades políticas de la India. Finalmente se reanudan las negociaciones y el 23 de febrero de 1996, Maharashtra y Enron anuncian un nuevo acuerdo. Enron por su parte se comprometía a reducir el precio de la energía en más del 20 por ciento, reducir los costos totales de capital de $ 2,8 mil millones a $ 2,5 mil millones, y el aumento de la producción de Dabhol de 2.015 megavatios a 2.184 megavatios.
La primera fase de 740 MW se puso en línea mayo de 1999, con casi dos años de retraso, y se inició la construcción de la segunda fase para sumar los 1.444 MW acordados en el proyecto. Sin embargo los costos de capital se estimaban nuevamente en $ 3 mil millones de dólares.
Tal como se predijo desde el comienzo, el precio de la energía de Dabhol era altísimo y no se necesitaba toda la electricidad que generaba. Pero como el gobierno de Maharashtra se había comprometido a comprar una cantidad fija, empezó a endeudarse. A fines del año 2000 estaba muy atrasado en los pagos mensuales y Enron recurrió al Consejo Legal de Arbitraje de Londres.
Finalmente, aunque se recibieron los préstamos solicitados, toda la construcción se detuvo en junio de 2001. Tras invertir $ 900 millones en el proyecto, la Fase II no tenía perspectivas y las ganancias esperadas de la Fase I se evaporaron. Enron comenzó a buscar infructuosamente algún comprador para deshacerse del proyecto y recuperar algo del dinero gastado. Enron perdió casi todo el dinero que había invertido en India y la megaplanta quedó durante varios años como un “elefante blanco”, hasta que en julio de 2005, la instalación Dahbol fue adquirida por una empresa india que reactivó sus actividades aunque con numerosos problemas.
Casi diez años después de la suspensión del megaproyecto de Enron y a casi veinte años de su gestación, cabe destacar que a fines de julio de 2012 la India comenzó a sufrir una serie de cortes masivos en el suministro eléctrico, afectando a cerca de 600 millones de personas –la mitad de la población-, dejando atrapados a mineros, interrumpiendo todos los servicios públicos y haciendo colapsar al sistema de transporte nacional: alrededor de 300 trenes quedaron detenidos, dejando a miles de pasajeros varados, situación similar ocurría bajo tierra en las redes del metro, mientras que las calles y avenidas del país se saturaban ante la baja del sistema de semáforos. Una interrupción del suministro eléctrico de tal magnitud en la tercera mayor economía asiática, incluida en el grupo de los BRICS (Brasil-Rusia-India-China-Sudáfrica), hacía despertar serias dudas sobre su infraestructura y su capacidad para convertirse en una futura potencia económica mundial.
En enero de 1999, Human Rights Watch acusó al conglomerado Enron de complicidad con "serias violaciones" de los derechos de las personas en India. La usina eléctrica de Dabhol, cuyo 50% pertenece a Enron, "emplea fuerzas de seguridad que apalean y asedian regularmente a las personas que realizan manifestaciones pacíficas en contra de la central", escribió la organización, que acusó a los gobiernos indio y estadounidense de hacer la vista gorda.

### Incursión en las Energías Renovables
- Energía Solar
Enron entró en el negocio de las energías renovables a fines de 1994 por medio de la empresa Solarex, en asociación con AMOCO. Solarex Corp. con sede en Frederick, Maryland, era una unidad encargada de la fabricación de células de energía solar fotovoltaica que en 1983, había sido adquirida por Amoco Solar, filial de la American Oil Company (AMOCO). La nueva empresa conjunta, entró en vigor el 1º de enero de 1995 bajo el nombre de Amoco / Enron Solar. Cada uno de los gigantes corporativos sería dueño del 50 por ciento.
En 1998, se produjo la mayor fusión industrial del mundo, cuando BP se unió a AMOCO y, un año después, en 1999, BP-Amoco compraba a Enron el 50 por ciento de su participación en Solarex, creando BP Solar. Con esta desvinculación, la política de Enron sobre recursos renovables se concentró principalmente en los parques de viento.
- Energía Eólica

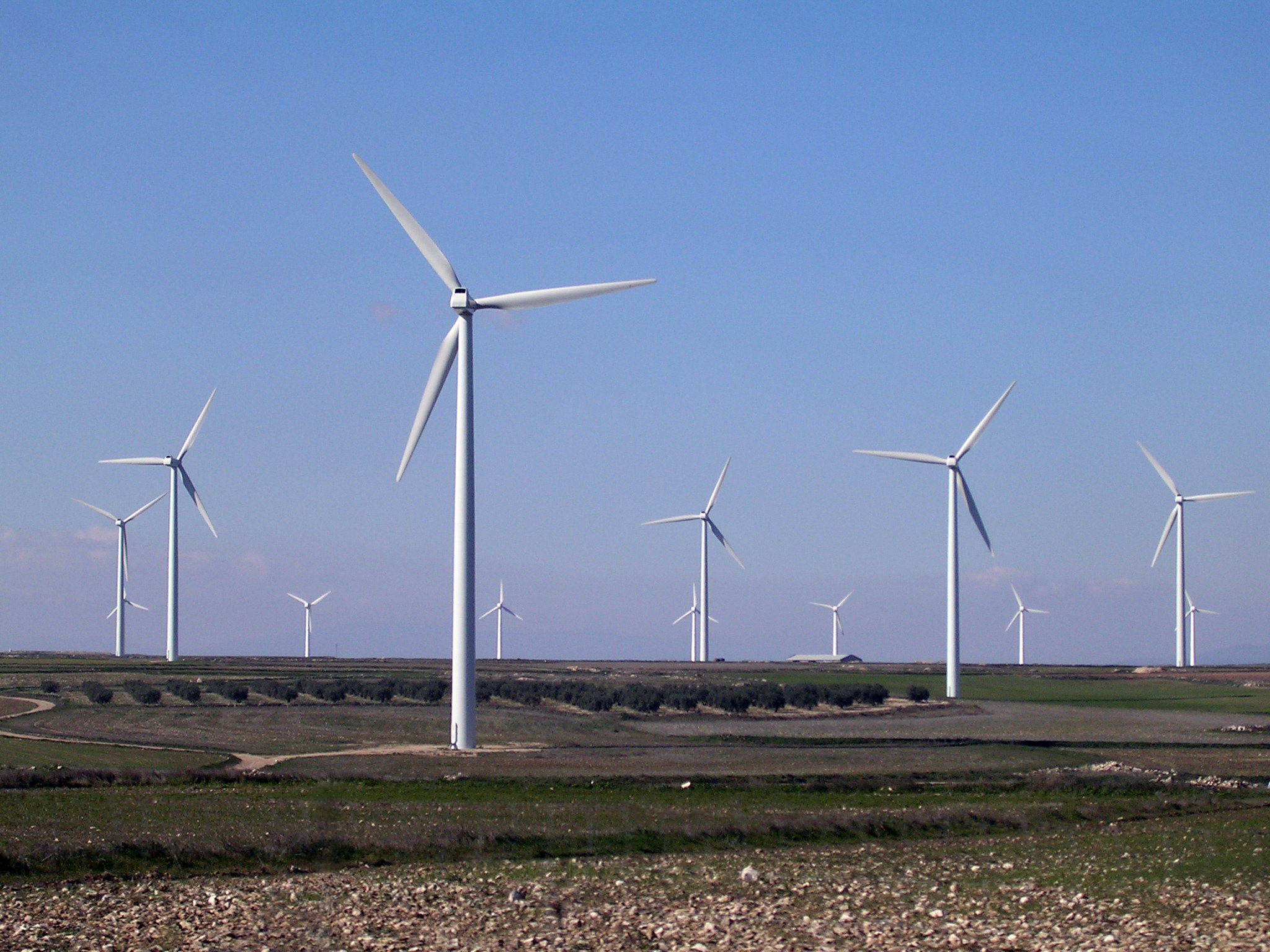
Enron decidió incursionar en la energía eólica en un momento donde había una creciente preocupación por el medio ambiente y donde los clientes comenzaban a valorar las fuentes limpias o renovables.

Enron también buscó introducirse en la industria eólica, en un momento donde había una creciente preocupación por el medio ambiente y donde los clientes comenzaban a valorar las energías “verdes”, provenientes de fuentes limpias o renovables.
Zond Corporation, una empresa de California, era el principal desarrollador de proyectos de energía eólica y el fabricante de turbinas más importante de Estados Unidos. Sin embargo, para fines de 1996, la industria eólica se hallaba en problemas debido al escepticismo y a la falta de capital. Las empresas involucradas en este ámbito carecían de los recursos financieros necesarios para participar agresivamente en los mercados potenciales. Zond, a su vez, estaba luchando contra su principal rival Kenetech, quien recientemente había suspendido su dividendo y estaba camino a la bancarrota. Enron vio la oportunidad y el 7 de enero de 1997 compró Zond, cambiando su nombre por el de Enron Wind Systems. Una vez más Enron avalaba su reputación de empresa innovadora y futurista, jugándose en esta industria de gran potencial.
La American Wind Energy Association (AWEA), formada en 1974, aplaudió la adquisición como "un tributo a la previsión de Enron, la comercializadora de energía líder en los EE.UU." Su director ejecutivo, Randall Swisher, también dijo: "Está claro que Enron ve la energía renovable como un componente necesario de sus operaciones, un componente que les dará una ventaja competitiva en el mercado de la electricidad del mañana, donde los consumidores podrán elegir a sus proveedores de energía."
Kenneth Lay también expresaba sus propios presagios: "Las energías renovables capturarán una parte significativa del mercado mundial de energía durante los próximos 20 años, y Enron tiene la intención de ser un líder en este mercado tan importante". A partir de allí Enron hizo todo lo posible por dar renombre a la industria eólica norteamericana, emitiendo un sinnúmero de comunicados de prensa sobre lo “maravilloso” del viento como energía verde y su potencial para los siguientes años. También se intentó convencer a los propietarios de las tierras sobre las suculentas regalías que recibirían por permitir la instalación de las turbinas de viento.
La idea de la energía eólica, parecía grandiosa, ya que era limpia y moderna a la vez. El “pequeño” problema estaba en la economía, ya que los proyectos de energía eólica presentaban altos costos y poca fiabilidad.
El negocio no daba ganancias y ante esta situación Enron comenzó a realizar tareas de “cabildeo” para promover leyes que privilegiaran el desarrollo de energías renovables. Paradójicamente, contra toda su prédica de desregulación, ahora Enron apoyaba la creación de un mercado “artificial” avalado por el gobierno. En verdad la única estrategia de Enron era la de forzar cambios normativos para crear negocios lucrativos.
La presión de Enron rindió sus frutos y en 1999, el Estado de Texas, dirigido por el republicano George W. Bush, promulgó la Ley de Energías Renovables más estricta de los Estados Unidos. Por supuesto el mandato hacía un llamamiento a las demandas de los grupos ecologistas. La nueva ley requería que los consumidores minoristas del Estado compraran electricidad producida por energías renovables, donde la energía eólica resultaba la más económica de todas.
La “reestructuración” del sistema, creó un gran mercado lucrativo para los generadores de energías renovables, principalmente los de energía eólica, dejando a los consumidores con facturas más altas y mayores riesgos. Gracias a este mandato de Estado, Texas dejó en el camino a California y se convirtió en el rey del viento. Los defensores de la energía eólica argumentaban que el ahorro en combustibles convencionales y otros beneficios serían cada vez mayores con el correr de los años
, aunque para otros, el plan energético de Texas era un asombroso ejemplo de como la intervención del gobierno podía crear toda una industria parasitaria.
Para ese momento Enron Wind era una empresa totalmente integrada, incluyendo las plantas de diseño e ingeniería; los departamentos encargados de seleccionar los emplazamientos y, finalmente, las divisiones destinadas a la operación y mantenimiento de los servicios. La línea de aerogeneradores de Enron era la más importante de Norteamérica e incluía unidades con una potencia de 750, KW, 900 KW y 1.5 MW, mientras se desarrollaban sistemas más grandes de 3.2 y 3.6 MW.
Tras la bancarrota de Enron, GE anunció en febrero de 2002 la intención de adquirir su unidad proveedora de generadores para turbinas eólicas. Tras obtener todas las aprobaciones de la Corte, el 10 de mayo de 2002, General Electric finalmente adquirió los activos de Enron Wind Systems, unidad que pasó a denominarse GE Wind Energy. Los parques eólicos existentes se mantendrían como activos de la ex-Enron.

### Enron Servicios de Energía

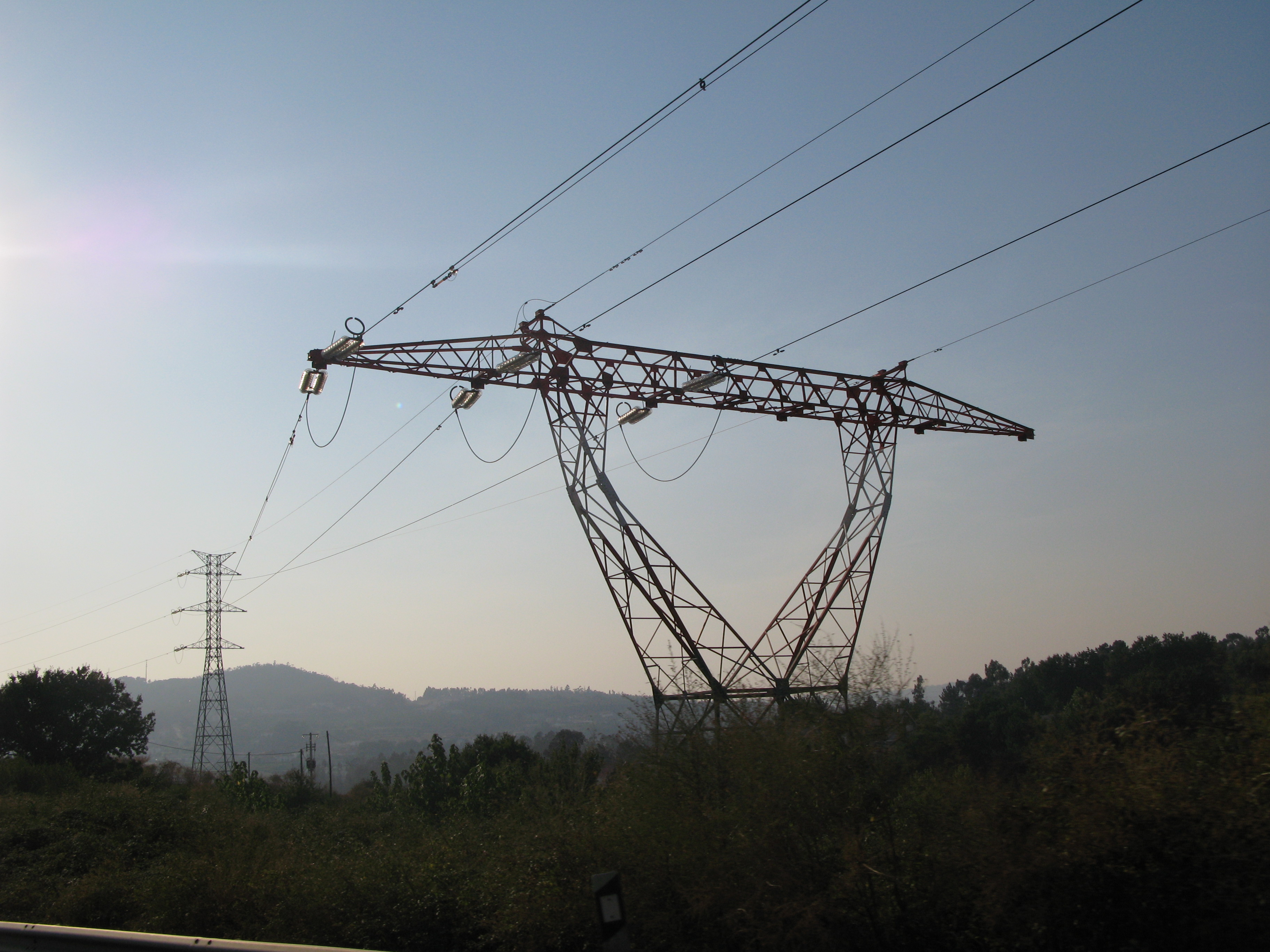
La EES tenía como objetivo principal suministrar y gestionar el consumo energético de pequeños y grandes usuarios.

Dentro del círculo más íntimo de Skilling, se encontraba Lou Pai, un chino-americano, genio de las matemáticas, de personalidad reservada, quien fue una pieza determinante en los negocios comerciales de Enron. Lou Pai fue designado Director General de Enron Energy Services (EES) una de las nuevas unidades de negocio dentro de Enron Corporation, cuyo propósito era suministrar gas, electricidad y servicios de gestión directamente a las empresas y hogares. EES basaría su negocio en los nuevos mercados energéticos desregulados, donde un consumidor tendría libertad elección para decidir quién le brindaría el servicio, como si se tratara de una línea telefónica.
EES concentraría sus negocios en California, un estado donde la población había aumentado en gran medida, y donde la energía era provista por centrales eléctricas estatales que si bien se habían ampliado, no llegaban a cubrir la creciente demanda, a tal punto que California dependía en parte de la importación de energía hidroeléctrica desde los estados de Oregón y Washington.
En 1996, bajo la dirección del gobernador republicano Pete Wilson, California empezó a cambiar su política energética, dando los primeros pasos hacia su desregulación.
El 1 de julio de 1997, Enron Corporation compró Portland General Electric (PGE) por $ 2 mil millones de dólares en acciones y $ 1,1 mil millones de dólares en deuda asumida. PGE era una compañía eléctrica con sede en Portland, en el estado de Oregón. Con esta adquisición Enron ingresaba en el mercado de la distribución eléctrica.
Parte de la estrategia de EES se basaba en utilizar medidores eléctricos inalámbricos de dos vías, que podrían ser leídos de forma remota y, eventualmente podrían hasta permitir el encendido o apagado de equipos de aire acondicionado y sistemas de iluminación de manera telefónica. Enron compró miles de estos medidores, así como millones de dólares en tiempo de aire inalámbrico. A su vez, EES gastó otros tantos millones de dólares en publicidad para atraer a los nuevos clientes. Enron Energy Services prometía a sus usuarios un promedio de ahorro anual del 5% al 15%.
Esta estrategia de negocio dependía sobre todo de las políticas de desregulación del mercado, y para fines de los ´90 se hizo evidente que los estados no habían avanzado demasiado con sus desregulaciones. A tal punto se llegó que todos los empleados de Enron recibieron comunicadores Skytel, para utilizar la enorme cantidad de tiempo de aire inalámbrico que la empresa había adquirido.
EES decidió cambiar su estrategia, basándose principalmente en los grandes clientes comerciales e industriales con los cuales firmó contratos garantizándoles un monto fijo de ahorro de energía en sus facturas históricas. Según estaba previsto Enron podría superar estos ahorros, quedándose con el adicional para sí mismo. Sin embargo, los costos de energía superaron las estimaciones anteriores y los ahorros terminaron siendo menores a lo previsto. A menudo EES terminaba debiendo más dinero del que estaba ganando. Sin embargo, la empresa enmarcó estos problemas iniciales dentro de las típicas pérdidas que incluyen la "puesta en marcha" del negocio, asegurando que posteriormente la rentabilidad crecería de manera exponencial.
Enron Energy Services tuvo problemas de facturación a los clientes y el negocio registró pocas ganancias, a tal punto que las operaciones de la compañía estaban con un déficit de más de 500 millones de dólares.
Mientras tanto, Lou Pai asiduo visitante de clubs nocturnos, terminó envuelto en una aventura amorosa con una bailarina de striptease. Su esposa, al enterarse de ello, solicitó el divorcio. Para cumplir con su acuerdo de separación, Lou Pai dejó la compañía en el año 2000, exigiendo que se le pagara de inmediato una cantidad que rondaba aproximadamente entre los $ 250 o $ 300 millones de dólares. A partir de ese momento, la dirección de EES fue asumida por David Delainey.
Entre el 18 de mayo de 2001 y 7 de junio de 2001, Pai vendió 338,897 acciones de Enron y ejerció opciones por acciones de Enron por otras 572,818 acciones en el mercado abierto. En ese momento, las acciones estaban en un promedio de 53,78 dólares cada una. Gracias a ese dinero Pai se convirtió en el segundo mayor propietario de tierras en el Estado de Colorado.
Luego del colapso de la compañía, el abogado de Pai trató de desvincularlo del asunto, asegurando que la venta de las acciones había sido parte del acuerdo de divorcio y que su alejamiento de la empresa le impedía recibir información privilegiada.

### El Negocio de los Derivados Energéticos

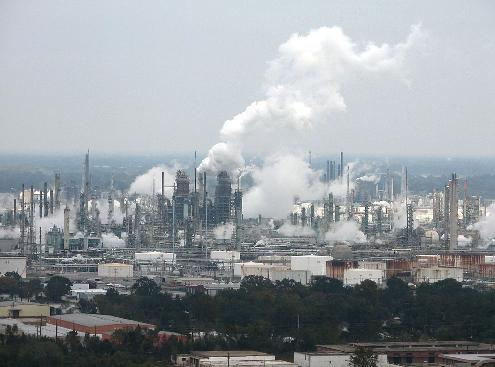
Los derivados energéticos de Enron permitían que las grandes industrias pudiesen prever de manera más adecuada sus costos y ganancias futuras, sin correr riesgos ante cambios en el precio del gas o la electricidad.

Basado en sus contratos de gas a largo plazo Enron también comenzó a operar otro de los grandes negocios de la época: los “derivados”, o contratos financieros entre dos o más partes que tienen como base o soporte un producto cualquiera. Ésta era una práctica compleja y con pocos antecedentes, que los Entes Reguladores de Estados Unidos no comprendían del todo.
Hasta ese entonces, el negocio más común de derivados era el de compra y venta de acciones a futuro: si un inversor consideraba que las acciones de una empresa subirían su precio en un período determinado de tiempo, dicho inversor podría adquirir una “Opción de Compra” pagando una determinada prima. Dicha opción de compra permitía que el inversor, adquiera el derecho (no la obligación) de poder comprar en un momento específico, una determinada cantidad de acciones, a un precio preestablecido, todo ello era acordado de antemano. Al momento del vencimiento de la opción existían dos posibilidades, una de ellas era que el inversor estuviese en lo cierto y que el valor de las acciones se hubiese incrementado, por lo tanto este podría “ejercer” su opción, pagando la totalidad del monto de las acciones en el precio establecido y revenderlas a su precio actual de mercado, obteniendo un beneficio. Si, por el contrario, el inversor estaba equivocado y las acciones habían descendido, este podría dejar expirar la opción y perder únicamente el costo de la prima. Las “Opciones de Venta”, en cambio, funcionaban de manera inversa: si esta vez el inversor pensaba que una acción iba a bajar su precio en el futuro, este podía adquirir una opción de venta, donde nuevamente pagaba una prima, que le daba el derecho, no la obligación, para vender una determinada cantidad de acciones, en un momento específico y a un precio estipulado de antemano. Si una vez vencido el plazo las acciones efectivamente bajaban, el inversor podría ejercer su opción, pudiendo adquirir dichas acciones a precio de mercado y revenderlas al precio prefijado en la opción, obteniendo un beneficio.
El negocio de derivados de Enron seguía un patrón similar al de las “opciones”, solo que en vez de tratar con inversores individuales, sus clientes eran grandes industrias o compañías de energía, que en vez de comprar y vender opciones sobre acciones, lo hacían sobre productos como el gas natural o la electricidad. Gracias a este negocio, una empresa industrial o energética, podía adquirir de Enron una “opción de compra” de una enorme cantidad de gas, a un determinado precio, por un tiempo prefijado, pagando únicamente una prima, que le permitía prever de manera más adecuada sobre sus costos y ganancias futuras, sin correr el riesgo de un aumento en el precio del gas.
Si bien este tipo de contrato era común en las instituciones financieras, nuevamente resultaba novedoso en el mundo de los energéticos, donde Enron representaba un mundo aparte, ya que gracias a una excepción que le había otorgado el gobierno de los Estados Unidos, a través de la presidenta de la Comisión para la Transacción de Productos y Futuros (CFTC) Wendy Gramm, la empresa no tenía necesidad de obtener una licencia para operar con valores, ni registrarse en la SEC, como tampoco tenía que sujetarse a las reglas de la Bolsa de Valores de Nueva York, ni reportar a alguien cuanto dinero en efectivo estaba utilizando para respaldar sus operaciones, algo totalmente insólito para el mundo financiero y para las firmas de Wall Street. En efecto, todos veían como Enron crecía y crecía bajo las leyes del “libre mercado” y la desregulación.
A diferencia de otros mercados de derivados como el de Nueva York y Chicago, los cuales estaban delimitados por requerimientos y reglas establecidas por la CFTC, Enron podía establecer sus propios estándares para la operación con derivados, lo que, de hecho, le permitía convertirse en el partícipe esencial de este bullente y multimillonario mercado.
Más aún, en el año 2000, se aprobó una ley (Commodity Futures Modernization Act) que reforzaba la exención de que gozaba Enron para ser supervisada o regulada en sus actividades de derivados. Esta ley fue especialmente promovida por el senador Phil Gramm, esposo de Wendy Gramm.
El negocio de los derivados creció de tal manera, que para fines del año 2000, de los $ 65,5 mil millones de dólares que Enron mostraba como activos en sus estados financieros, casi un tercio de los mismos ($ 21 mil millones) provenía de los derivados, mientras que en 1996, cuando el negocio era relativamente nuevo, él mismo solo ascendía a $ 2,7 mil millones y representaba un octavo de los $ 16,1 mil millones de dólares que la empresa poseía como activos totales. Este crecimiento desmedido fue obviamente resultado de la falta de reglas y supervisión gubernamental, ya que Enron podía hacer lo que quisiera para calcular el valor de sus derivados y crear millones de dólares simplemente con realizar pequeños ajustes en las “presunciones” de los precios futuros de sus contratos y ajustar esa ganancia proyectada en sus libros contables. La realidad es que no había un límite ni reglas que impidieran a la empresa realizar tales proyecciones de precios y a su vez inflar sus ganancias a placer. El único control sobre el sistema de derivados de Enron, era, nuevamente, su auditor contable: la firma Arthur Andersen, que tenía que validar las presunciones de precios.
El crecimiento desmedido de los derivados fue una parte esencial en el “boom” que vivió el mercado de valores norteamericano durante los años ´90. Antes de su caída, Enron fue constantemente alabada por sus sofisticadas herramientas de gestión financiera, que permitían a las empresas cubrir riesgos y establecer compromisos fijos a largo plazo ante la inevitable fluctuación de los precios de la energía. Sin embargo, Enron no solo se limitó a vender derivados de gas y electricidad, sino que abarcó gran cantidad de rubros por valores que ascendían a billones de dólares.
La caída de Enron se atribuyó en parte a su uso imprudente de los derivados y de las entidades de propósito especial, ya que Enron asumió enormes riesgos aludiendo estar cubierta, pero esto no era del todo cierto, ya que su cobertura la tomaba de sus propias entidades de propósito especial, con lo cual, lo único que hacia Enron era transacciones con sí misma.

## El Principio del Fin

### Afianzamiento de Skilling

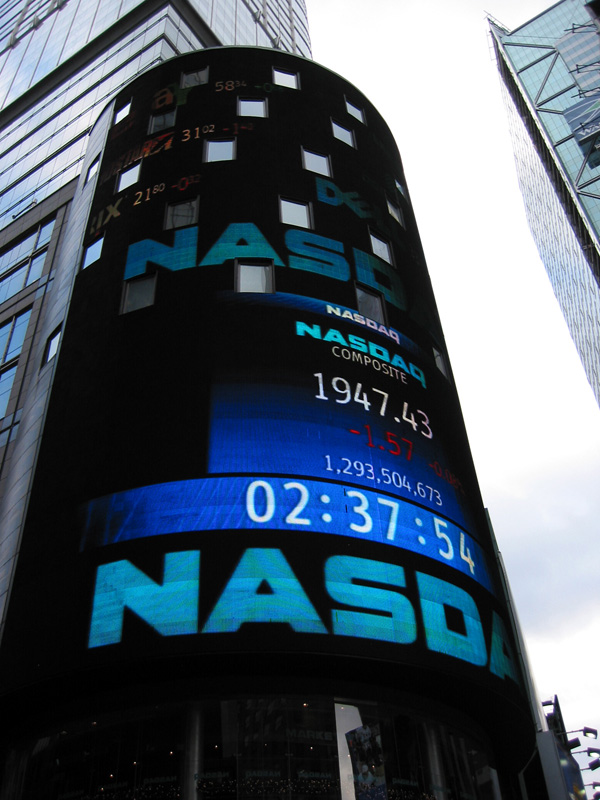
Edificio del NASDAQ en Times Square - Nueva York. A mediados de los ´90, los inversores son seducidos ante la exuberancia de la “Nueva Economía”, donde el crecimiento estaría basado ya no en la industria tradicional, sino en el conocimiento y la tecnología. La burbuja del Internet y la ilusión de un mercado en continuo crecimiento marcaron el fin del siglo y allí estuvo Enron como uno de los principales animadores de la fiesta que nunca terminaría.

Dentro de la puja interna, en 1996, Jeff Skilling obtuvo una importante victoria sobre Rebecca Mark. Ese año, Richard Kinder, Presidente y COO de Enron, dejó la compañía tras un enfrentamiento con Ken Lay, quien aprovechó la situación para promover a Skilling en reemplazo de Kinder. A partir de enero de 1997 Skilling asumió como COO (Chief Operating Officer) quedando a un paso en la línea de sucesión para reemplazar a Lay como director ejecutivo en un futuro. Sin embargo, Mark seguía siendo una fuerza importante dentro de Enron, y Skilling buscó consolidar su posición, promoviendo a un círculo de allegados en los cargos de alto nivel.
Hasta ese entonces, Kinder había mantenido una política estricta en los gastos y en los negocios, pero ahora no había nadie en la cabeza de Enron dispuesto a mantener la prudencia.
Enron todavía tenía una deuda considerable, y tanto Lay, como Skilling y Mark eran declarados derrochadores. Mark ya se había establecido una reputación como gran gastadora del "jet-set", derrochando grandes sumas de dinero en las oficinas internacionales de Enron, sin escatimar gastos para entretener a los clientes y contrapartes. Con la salida de Kinder, Lay vendió inmediatamente la modesta flota de jets corporativos que tenía la empresa y compró una flota mucho más cara, que incluía un Gulfstream V de US$ 41.6 millones para su uso personal. Sin embargo, el peor de todos fue Skilling, quien no iba a permitir obstáculos en su visión de negocio y comenzó una fiebre de contrataciones. Entre 1996 y 1997, la dotación de personal de Enron se duplicó, pasando de 7.456 empleados a 15.555.
Skilling también impuso una dura cultura corporativa con el fin de eliminar a los menos aptos para el negocio y sustituirlos por nuevas contrataciones. Mientras tanto, Andrew Fastow, hombre del círculo íntimo de Skilling fue nombrado Director Financiero de Enron en 1996, a la edad de 37 años.
En 1997, se presenta el dilema del fondo JEDI, formado en 1993 conjuntamente por Enron y CalPERS, el sistema de jubilación de empleados públicos de California. Enron propone a CalPERS unirse a un nuevo negocio, y este último pone como condición su retiro del fondo JEDI que presentaba algunas pérdidas. Enron no podía simplemente comprar la inversión de CalPERS, ya que entonces sería el único inversor en JEDI, este dejaría de ser independiente, y su deuda tendría que aparecer en el balance general de Enron. Fastow propuso formar una nueva empresa, llamada Inversiones Chewco, que ocuparía el lugar de CalPERS como inversor en JEDI con lo cual la deuda quedaría fuera del balance. Este sería solo el primer paso de una compleja red de sociedades fantasma creadas por Fastow para ocultar deudas, separar inversiones fallidas e inflar las valoraciones de otros activos.
Por aquel entonces, Skilling comenzó a explorar nuevos mercados para aplicar el "modelo de Enron". Estos nuevos mercados vendrían a incluir: el tiempo, la pasta de papel, plásticos, metales e incluso el agua. Poco a poco la empresa se convirtió en un gigantesco "hacedor de mercados" dentro de Estados Unidos, creciendo en esos asuntos financieros en forma mucho más rápida que en sus operaciones tradicionales.
Mientras tanto, en 1998, Rebecca Mark buscaba darse un nuevo papel para sí misma y decide jugarse en los mercados para la distribución de agua potable creando una nueva empresa llamada "Azurix", la cual terminaría en un desastre total.
El área de Pai, no obtiene mejores resultados que la de Mark. EES pierde millones de dólares en los negocios eléctricos, tanto minoristas como de gestión de consumo de grandes usuarios. Lou Pai y Rebecca Mark se terminan retirando de la compañía en el año 2000. Simultáneamente, Enron parecía seguir sumando éxitos mientras que Estados Unidos experimentaba el mercado alcista más largo de su historia. Nuevas oportunidades de inversión parecían abrirse por todas partes y Wall Street exigía crecimientos de dos dígitos en casi todos los rubros.
El logro más visible de la empresa para fines de los ´90 fue Enron Online, una plataforma de comercio en Internet puesta en marcha en noviembre de 1999. Este sistema permitió a los clientes conectarse en línea, observar los precios de oferta y realizar operaciones directamente con Enron.
La economía mundial se encontraba en medio de una burbuja impulsada por la tecnología, mientras que el Internet iba a cambiar todas las reglas. El capital era barato, y los precios de las acciones no frenaban su alza. Los trabajadores de oficina que nunca había pensado mucho en las inversiones, ahora seguían todos los rumores del mercado y acumulaban grandes ganancias principalmente por las acciones de las empresas informáticas.
El último gran proyecto de Enron estuvo vinculado al desarrollo de una red de cables de fibra óptica en los Estados Unidos. El uso de Internet estaba creciendo y cada día era más popular, por lo que se predijo que la demanda de ancho de banda se incrementaría dramáticamente. En muchos aspectos, este negocio sería como el del gas natural o la electricidad y la visión de Enron era aplicar su modelo comercial para crear un mercado global de ancho de banda.
Sin embargo, hubo problemas técnicos desde el principio y, lo peor era que Enron estaba ingresando en un negocio saturado y a punto de estallar.
Paradójicamente, Skilling, que tanto estaba pujando por hacerse del control de Enron, acabaría en el centro de la tormenta, mientras que Mark y Pai, terminarían siendo los más afortunados en la trágica historia de la compañía: disfrutaron los beneficios de su rápido crecimiento y la abandonaron justo en el momento indicado, dejando un tendal de deudas y proyectos frustrados. Ellos vendieron todas sus acciones cuando los valores tocaron su máxima cotización y, como si esto fuera poco, su retiro anticipado les permitió quedar excluidos de los posteriores escándalos y procesos judiciales.

### La Gestión de Recursos Humanos

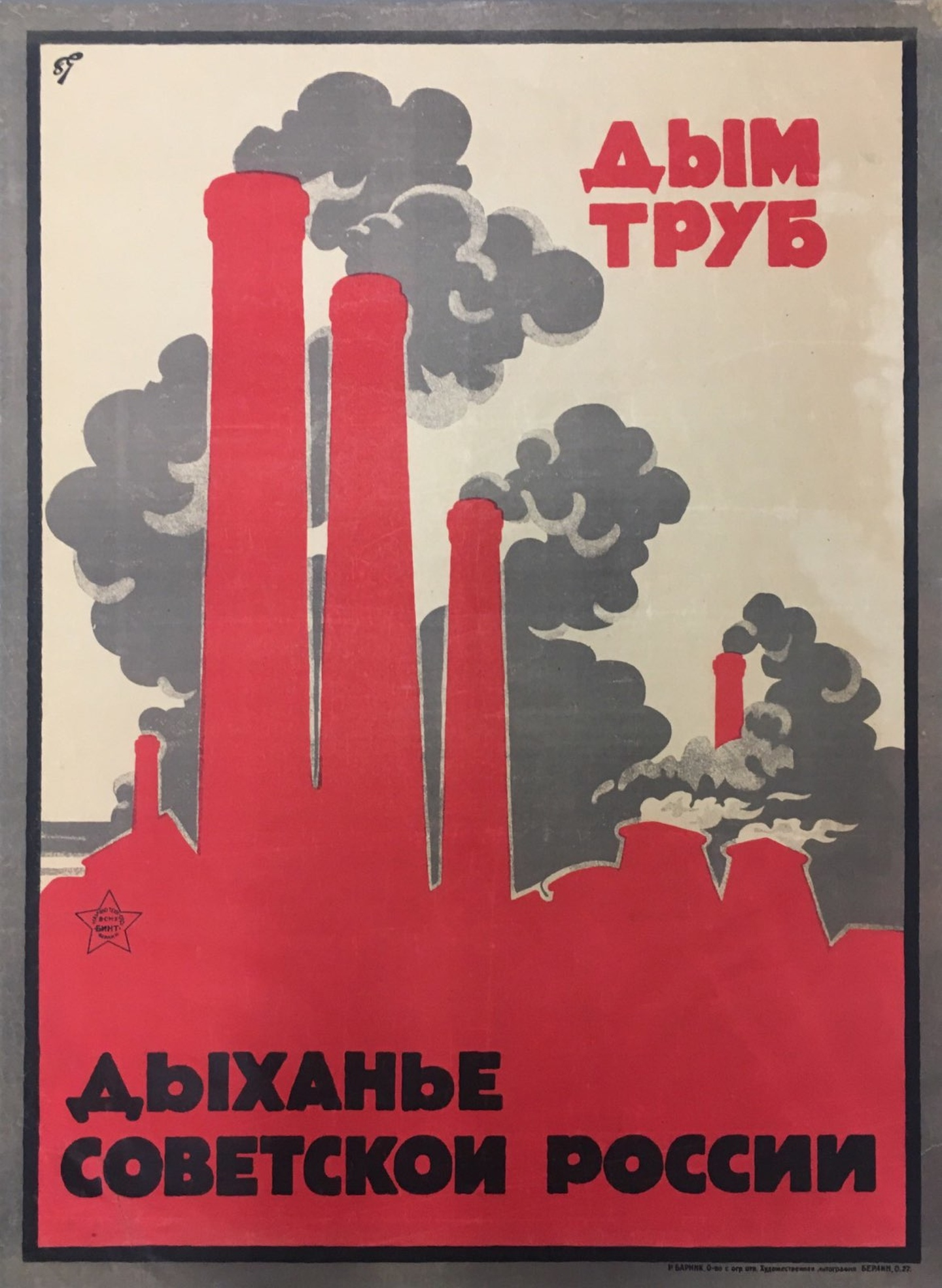
Afiche de la era comunista: «El humo de las chimeneas es el aliento de la Rusia soviética». Las políticas de desregulación y desindustrialización fueron de la mano con la "Nueva Economía", donde el "talento" individual era más valorado que la organización colectiva y el mandato unificado.

La transición entre el “Estado de Bienestar” y la “Nueva Economía”, trajo diversos cambios en la mentalidad corporativa, sobre todo en la gestión de los recursos humanos. Según la idea del momento, las compañías que mejor funcionaban se diferenciaban de las demás en cuanto a su forma “agresiva” de gestionar el reclutamiento y promoción de su personal.
Esta nueva cultura se definió como “mentalidad del talento”, donde la fortaleza del sistema se debe a sus “estrellas” y por lo tanto estas deben ser premiadas con importantes paquetes remunerativos. Las empresas modernas debían contar con líderes obsesionados en la cuestión del talento, basándose en el siguiente procedimiento: Reclutar sin parar buscando a los mejores; identificar y segregar a las “estrellas”, recompensándolas en forma desproporcionada y continua; y finalmente siempre invitarlas a escalar hacia posiciones de mayor responsabilidad. La estrategia se basaba en apostar por los “atletas naturales”, quienes tenían habilidades intrínsecas más fuertes, más allá de su experiencia concreta, e incluso promocionarlos por encima de sus jefes directos. La empresa que contara con los mejores talentos en todos los niveles obviamente superaría a sus competidores.
Ninguna otra empresa como Enron tomó con tanto fervor este predicamento. Enron llevó esta “mentalidad del talento” a extremos insospechados y, básicamente, fue la compañía del “talento” por excelencia.
Cuando en 1990 Lay contrata a Skilling para dirigir la nueva división llamada “Enron Finance Corp.”, este decidió cambiar la cultura corporativa de la empresa para que coincidiese con el nuevo perfil de negocio comercial que se buscaba imprimir a la compañía. En competencia con los grandes bancos de inversión, Skilling salió a reclutar a todos los mejores graduados de instituto y MBAs que pudiera encontrar para llenar de talento la compañía.
A cambio de horarios agotadores, Enron mimaba a sus empleados con una larga lista de beneficios corporativos, incluyendo servicios de conserjería y un gimnasio dentro de la empresa.
Skilling instituyó el Comité de Evaluación de Desempeño (PRC), que se conocía como él más duro sistema de clasificación de empleados en el país. Los miembros de los comités se reunían dos veces al año y calificaban a las personas de su área utilizando diez criterios diferentes en una escala de uno a cinco. Llamaban a este proceso como la "revisión de 360 grados". La configuración del sistema se basaba en brindar enormes compensaciones para retener y recompensar a sus empleados más valiosos.
Los calificados como los mejores de su unidad recibían incentivos dos tercios más altos que los evaluados en el treinta por ciento siguiente. Finalmente, los que sacaban un 5, no recibían incentivos ni más opciones sobre acciones y generalmente eran reubicados o despedidos dentro de los próximos seis meses. La división de Skilling era conocida por sustituir hasta un 15% de su fuerza laboral cada año.
Si bien el pretexto de la evaluación era aumentar los valores de respeto, integridad, comunicación y excelencia dentro de la empresa, los empleados sentían que la única medición real era la cantidad de beneficios que podrían generar. Con el fin de lograr la máxima calificación, todos en la organización se sintieron instantáneamente motivados y obsesionados por "hacer negocios" y maximizar dichas bonificaciones.
Los empleados buscaban constantemente manejar un alto volumen de ofertas, a menudo sin tener en cuenta la calidad del flujo de caja o los verdaderos beneficios, con el único objetivo de obtener una alta calificación para su evaluación de desempeño. Se impuso una competencia interna feroz y floreció un ambiente de paranoia.
El proceso terminó convirtiéndose en un acto político. Los empleados podrían socavarse unos a otros mediante la presentación de comentarios negativos o, por el contrario, podían entran en acuerdos con otros compañeros para presentar buenas críticas. Los administradores también solían “comerciar” entre ellos, ya que si uno quería eliminar más del 15% de su personal y otro quería mantener la mayor parte de ella, podrían llegar a un acuerdo. Los administradores, rápidamente comenzaron a utilizar la PRC como una herramienta para recompensar a los amigos, y todos los empleados estaban bajo presión para conseguir a un alto directivo como un protector.
Otros, como Andrew S. Fastow, eran reconocidos como explotadores del sistema de revisión para vengarse de las personas que expresaban su desacuerdo o crítica. Mediante el PRC, Andy podría obstruir el otorgamiento de beneficios a determinadas personas, porque todas las decisiones debían tomarse por unanimidad.
Sin embargo, existían diversos factores que imposibilitaban realizar una evaluación realista de las habilidades del personal: contratar a los hombres con mejores promedios de sus escuelas o universidades no siempre se vinculaba a un mejor desempeño en el trabajo; por otro lado evaluación "integral" incluía la opinión del jefe y de los colegas, aunque nadie podía determinar cuán fiable o subjetiva sería dicha evaluación; y finalmente otro problema lo constituía la constante rotación de personal y la propia naturaleza de los negocios de Enron, ya que todos ellos eran “innovadores”, por lo tanto, las evaluaciones generalmente se realizaban sobre el “potencial” de los empleados, más que por el rendimiento concreto. Por ejemplo, Linda Clemmons reconocida por haber creado el negocio de derivados climáticos de Enron, en siete años pasó de ser Operadora, a Directora Adjunta, luego a Directora y finalmente a Primera Ejecutiva de su unidad de negocio. Por lo tanto, ¿cómo era posible evaluar el desempeño de alguien en un sistema en el que nadie duraba en su puesto un mínimo de tiempo que permitiese realizar dicha evaluación?
Otras historias particulares dentro de Enron, fueron las de Rebecca Mark y Lou Pai, ambos catalogados como “talentosos”. Sin embargo, sus divisiones de negocio terminaron en desastre: las estrategias estaban mal planificadas o sobredimensionadas y se perdieron decenas de millones de dólares. Pero nadie les reprochó el no haber analizado mejor estos negocios con mucho más cuidado, antes de arriesgar millones de dólares. Enseguida se les dio nuevas oportunidades, que se tradujeron en nuevas grandes pérdidas antes de que ambos se retiraran en el año 2000, con varios millones de dólares bajo el brazo por los servicios prestados a la empresa. Entonces surge la paradoja de que si realmente es coherente premiar el “talento” si este finalmente no se traducía en un buen negocio. Justamente puede decirse que una de las razones de la quiebra de Enron fue su “mentalidad del talento”, y su sobrevaloración de determinadas personas que terminaron provocando el fracaso conjunto de la compañía.
La idea de Enron se basaba en buscar personas que se salieran de lo establecido, el “no sistema”, donde los beneficios se conseguirían únicamente en función de la inteligencia de los empleados. Nuevamente era la lucha entre la centralización y la descentralización, entre quien debía ser la estrella: si los mismos empleados o el sistema que los organizaba. Si bien es muy importante la inteligencia de las personas, en muchos casos está comprobado que los resultados finales varían sustancialmente, no tanto por la aportación de “talento” de las personas, sino por la capacidad de organización y mandato de una unidad, que vuelve a las mismas personas más eficientes que antes. La empresa muchas veces es como un equipo de fútbol o rugby, donde lo importante es que los recursos funcionen de una manera organizada y no como un conjunto de estrellas.
Otro de los elementos más perniciosos de Enron era algo de lo que sus directivos estaban muy orgullosos, Enron se jactaba de tener un “mercado abierto” de recursos humanos, donde cualquiera podía solicitar el puesto que deseara sin que ningún directivo pudiera impedirlo. Esto también estimulaba el “furtiveo” (captar a personas de otras partes de la empresa). Cuando un directivo de Enron llamado Kevin Hannon abordó la unidad de banda ancha global, se lanzó a reclutar a los mejores de cada sector dentro de la empresa y sus colegas se quedaron con varios agujeros negros que tapar. Nadie en aquel entonces parecía preocupado por cómo ese éxodo de empleados podía alterar el funcionamiento de los departamentos afectados, lo que podría entrar en conflicto con los intereses generales de la Empresa.
Una práctica de Enron, muy común en las empresas norteamericanas, era que los responsables y ejecutivos recibieran bonos de grandes cantidades de efectivo y opciones sobre acciones.
El otorgamiento de premios con opciones sobre acciones, causaron que todos los esfuerzos de la compañía se centraran en aumentar el valor de sus propias acciones, creando expectativas sobre un rápido crecimiento de las ganancias reportadas año tras año y así satisfacer las expectativas de Wall Street. Las cotizaciones de la acción de Enron podían verse en los vestíbulos, en los ascensores, y en todas las computadoras de la empresa. Al 31 de diciembre de 2000, Enron tenía 96 millones de acciones en circulación en virtud de sus planes de opciones sobre acciones (aproximadamente el 13% de las acciones ordinarias en circulación). Según Enron, todos estos premios serían ejercidos en el transcurso de los próximos tres años. Con las acciones de Enron, a un valor de $ 83.13 en enero de 2001, el valor de la propiedad de los directores era de $ 659 millones para Ken Lay y $ 174 millones para Skilling.
Skilling no quería que los empleados estuviesen pensando constantemente en sus gastos, ya que esto obstaculizaría su desarrollo y el de Enron, por lo tanto, el gasto extravagante se extendió a todos los niveles de la empresa, principalmente entre los ejecutivos. Los empleados tenían grandes cuentas para sus gastos y a muchos ejecutivos se les pagaba a veces el doble que a los de la competencia. En 1998, los 200 empleados mejor pagados recibieron $ 193 millones por concepto de salarios, bonos y acciones. Dos años más tarde, la cifra subió a $ 1,4 mil millones.

### Entidades de Propósito Especial

Una constante en la historia de Enron fue que casi todas las operaciones fraudulentas habían sido bautizadas por sus creadores con nombres sacados de películas de ciencia ficción.

A lo largo de su historia Enron utilizó las SPE o “Entidades de Propósito Especial” (compañías o sociedades creadas para cumplir un propósito temporal o específico) para financiar o gestionar los riesgos asociados con determinados activos. Las SPE surgieron como una especie de fideicomiso generado por la empresa, para trasladar una parte de sus activos y solicitar préstamos u realizar otro tipo de arreglos financieros con base o garantía en esos activos. Como una SPE, poseía activos pero no deudas, la convertía en una entidad menos riesgosa y en consecuencia podía obtener préstamos a tasas más bajas que la empresa central. Sin embargo Enron no revelaba o daba mínimos detalles sobre el uso de sus entidades de propósito especial. Estas empresas eran creadas por Enron, pero contaban con inversores independientes y se financiaban con deuda. Para los efectos de la información financiera, una serie de reglas determinaba si una entidad de propósito especial podía ser separada de los balances de su patrocinador.
Esta maniobra fue particularmente útil cuando Enron comenzó a otorgar préstamos a los productores de gas a cambio de la promesa de entregar sus hidrocarburos una vez emprendida la explotación. Como Enron no tenía realmente el dinero para financiar estos proyectos, debía salir a buscar flujos de efectivo en los bancos y en las instituciones financieras. Para formalizar la asociación, Enron establecía los términos del contrato y creaba una SPE que obtenía el dinero de los bancos para los productores de gas, a cambio de las futuras entregas de este recurso.
Desde fines de los años ´90 hasta el año 2001, Enron utilizó estas “Entidades de Propósito Especial”, para eludir las convenciones contables y en especial para esconder su deuda. Como resultado de esta violación, la hoja de balance de Enron siempre subestimaba sus pasivos, mientras que exageraba su patrimonio y sus ganancias. En un momento dado, Enron reveló a sus accionistas que había cubierto el riesgo de sus propias inversiones fallidas con entidades de propósito especial. Sin embargo, los inversores eran ajenos al hecho de que las entidades de propósito especial estaban utilizando acciones de la propia empresa como garantías financieras para realizar estas operaciones de cobertura.
Otros beneficios que encontró Enron para sus SPE fue el hecho de que podía “venderles” activos y generar así ganancias rápidas, aunque estas eran simuladas, pues Enron controlaba los dos lados de la transacción, lo que le permitía no solo asegurar una venta “rápida”, sino establecer el precio y los plazos.
Las SPE rápidamente se constituyeron en una de las principales herramientas de negocios de Enron. Solo en 1999, las operaciones realizadas a través de entidades de propósito especial inflaron las ganancias de Enron en 248 millones de dólares, lo cual significaba más de una cuarta parte de los 893 millones que se reportaron como ganancias ese año.
Algunas de las principales entidades de propósito especial que empleó Enron fueron Jedi, Chewco, Whitewing, las empresas LJM y las Raptors.
- JEDI y Chewco
En 1993, Enron creó un “Join Venture” (acuerdo de inversión conjunta) para inversiones en energía con CalPERS, el fondo de jubilaciones y pensiones del Estado de California. La empresa conjunta se llamó “Joint Energy Development Invesments”, más conocida por sus siglas JEDI, que hacían recordar a los Caballeros Jedi de la película la Guerra de las Galaxias.
En 1997, Skilling, sirviendo como Director de la Oficina de Operaciones, pidió a CalPERS unirse a Enron en una nueva inversión separada denominada JEDI II. El fondo CalPERS estaba interesado en la idea, pero era reacio a invertir más dinero y solo accedería si podía ser retirado como socio de la alianza JEDI original. Sin embargo, si se disolvía la empresa conjunta, Enron no tendría otra opción más que “consolidar” a JEDI en sus estados financieros y reflejar nuevas deudas y pérdidas financieras. Por lo tanto había que mantener JEDI a flote, y hacer que algún socio tomara una participación de al menos el 3%. Ante esta situación, el Director de la Oficina Financiera de Enron, Andrew Fastow desarrolló una “Entidad de Propósito Especial” (o SPE en inglés), denominada Chewco Investments LP con el objetivo de adquirir los $ 383 millones de la participación de CalPERS en JEDI. A modo de chiste, el nombre de la nueva empresa se debía al personaje de la Guerra de las Galaxias, Chewbacca, ya que el objetivo de la entidad era esconder las pérdidas de JEDI.
Para que Chewco no fuese consolidada en los balances de Enron, se requería que su capital fuese de inversores independientes. Inicialmente Chewco parecía cumplir con esta regla básica, ya que fue financiada por un préstamo sin garantía del Banco Barclays, pero en realidad, el préstamo si estaba garantizado por acciones de Enron en manos de la propia empresa. Además, para ocultar la propiedad real, la gestión titular de Chewco, estaba en manos de Michael Kopper, quien se manejaba bajo las órdenes de Andrew Fastow. Todos los fondos de Chewco provinieron de la misma Enron o de préstamos garantizados por ella, por lo tanto Enron tenía el control práctico sobre Chewco, y la utilizó para adulterar sus libros y ocultar deudas de la empresa. El Consejo de Enron aprobó el acuerdo Chewco sin profundizar en la función de Kopper, o en los detalles de cómo el acuerdo había sido financiado.
Gracias a Chewco, Enron pudo reportar desde 1997 hasta mediados de 2001 aproximadamente $ 405 millones en ganancias que no existían, mientras ocultaba $ 628 millones en deudas. Cuando el arreglo con CalPERS salió a la luz en el otoño de 2001, se requirió a Enron consolidar las pérdidas y deudas de Chewco y JEDI, lo cual representó la punta del iceberg que terminó provocando el hundimiento final de toda la empresa.
- Whitewing y Osprey
La paloma de alas blancas (White-winged Dove) es nativa de Texas, y fue también la inspiración para el nombre de una entidad de propósito especial que fue utilizada como un vehículo de financiamiento creativo por parte de Enron. En diciembre de 1997, con $ 579 millones aportados por Enron y $ 500 millones por un inversor externo, se formó Whitewing Associates LP.
Dos años después, en septiembre de 1999, Enron procede a vender $ 1.4 mil millones en bonos corporativos del Osprey Trust. El Fideicomiso Osprey (“Águila Pescadora”) tendría el único propósito de comprar una participación de la sociedad Whitewing, que utilizaría el dinero recibido por Osprey para entregarlo de nuevo a Enron, a cambio de comprar algunos de sus activos, incluyendo participaciones en centrales eléctricas extranjeras, oleoductos, acciones y otras inversiones. En la declaración de oferta de los bonos corporativos emitidos por el Fideicomiso Osprey, se aclaraba: "Enron va a ejercer una influencia significativa sobre las políticas, la gestión y los asuntos de Whitewing" dejando poco lugar a dudas acerca de quién tenía la última palabra en esta transacción.
Pero Enron no obtuvo la totalidad de los $ 1.4 mil millones recaudados por la venta de los bonos Osprey. De acuerdo con la declaración de oferta, aproximadamente $ 578 millones de los ingresos se utilizaron para comprar la participación de un "inversor de capital existente en Whitewing LP que no está afiliado con Enron". En la declaración de oferta nunca se identificó a este inversor, posiblemente un gran fondo, que por alguna razón quería salir de Whitewing.
Esta estrategia sirvió para que Whitewing no se consolidara en los balances de Enron. Entre 1999 y 2001, Whitewing compró activos de Enron por valor de $ 2 mil millones, con acciones de la propia Enron como garantía. Dichas transacciones fueron asentadas por Enron como ventas, aunque realmente se trataba de préstamos.
- Empresas LJM
En marzo de 1998, cuando recién comenzaba el boom de las empresas Puntocom, Enron invirtió $ 10 millones para comprar 5,4 millones de acciones de Rhythms Net Connections, un proveedor privado de banda ancha. Después Rhythms se hizo pública, las acciones se dispararon de US$ 21 a US$ 69 y Enron se encontró con 300 millones de dólares de las acciones el Rhythms en mayo de 1999. Sin embargo, un acuerdo de “lock-up” obligaba a que Enron mantuviese sus acciones hasta el final de 1999. Debido al bloqueo, Enron no podía registrar este aumento en sus balances y Skilling estaba preocupado por la volatilidad del precio de Rhythms.
Enron también estaba sentado en una gran ganancia no realizada en un contrato a plazo, que había comprado a Union Bank de Suiza sobre sus propias acciones. Enron no podía tomar la ganancia como ingreso debido a las normas de contabilidad que prohibían a las empresas incluir en los ingresos el aumento de sus propias acciones.
Con el deseo de cubrir estas inversión sustancial (Enron tenía bajo su propiedad el 50% de las acciones de Rhyhms) y algunas otras, Fastow se reunió con Kenneth Lay y Jeffrey Skilling el 18 de junio de 1999 para discutir el establecimiento de una SPE llamada LJM Cayman LP (LJM1) para realizar operaciones concretas de cobertura con Enron. El propósito de esta SPE sería el de comprar activos de Enron de bajo rendimiento y así mejorar sus estados financieros.
En la reunión del Consejo de Administración del 28 de junio, Fastow anunció que iba a cumplir la función de socio gerente en la nueva firma y que invertiría $ 1 millón de dólares en ella. Como Andrew Fastow era el Director de Finanzas de Enron, tuvo que obtener de Kenneth Lay una aprobación para ser exceptuado del Código de Ética de la compañía (la participación de Fastow como el socio gerente de LJM1, se consideró como "adversa a afectar los intereses de Enron"). Más tarde, Fastow recaudó $ 15 millones y comenzó a trabajar en LJM1. Las siglas LJM, significaban “Lea, Jeffrey, Michael”, o sea el nombre de la esposa de Andrew Fastow, y el de sus hijos.
En primer lugar, Enron transfirió a LJM1 un bloque de 3.4 millones de acciones propias con severas restricciones. Al momento de la transacción, dichas acciones equivalían a $ 276 millones, aunque Enron las transfería a LJM1 a un precio reducido de $ 168 millones. Entonces, LJM1 capitalizó una de sus filiales, LJM Swap-Sub, con $ 80 millones de acciones restringidas de Enron y $ 3.75 millones en efectivo. Por último, Swap-Sub colocó una opción de venta sobre las 5,4 millones de acciones de Rhythms Net Connections que estaban en poder de Enron. Bajo esta opción, Enron podría requerir un intercambio a Swap-Sub para adquirir las acciones en junio de 2004 por un valor de $ 56 por acción. Por lo tanto, el precio de las acciones de Enron estaba ligado ahora al precio de las acciones de Rhythms. Si las acciones de Enron iban bien y las Rhythms se hundían, Swap-Sub podría luego reintegrar a Enron con sus propias acciones y proporcionarle incluso un beneficio. Más importante aún, el acuerdo permitió a Enron usar esta "trampa" para colocar en sus libros el valor de la opción de venta de Rhythms y así apuntalar su cuenta de resultados y mantener su precio de mercado.
Sin embargo, a diferencia de una verdadera economía de cobertura que utiliza el capital de un competidor directo (en este caso un competidor directo de Rhythms Net Connections), esta "cobertura" fracasaría desastrosamente si ambas acciones, las de Enron y las de Rhythms, se hundían (esto fue lo que finalmente sucedió). A pesar de esta preocupación y el evidente conflicto de intereses que suponía tener a Fastow a cargo de la empresa LJM, la firma de contabilidad Arthur Andersen aprobó la operación.
A mediados de 1999, Enron tenía una participación de 65% en una empresa brasileña, la EPE, encargada de la construcción de una planta de energía a gas natural en Cuiabá, Brasil. Además, la participación de Enron le daba el derecho a nombrar 3 de los 4 directores del Consejo de Administración de EPE. La planta estaba teniendo problemas técnicos y ambientales y Enron quería reducir su participación, pero encontró dificultades para conseguir un comprador. A través de una secuencia de confusas y oscuras transacciones, LJM1 "acuerda" comprar un 13% de la participación que tenía Enron en EPE, con la condición adicional de que LJM1 obtendría el control de al menos uno de los tres directores que Enron poseía en el Consejo.
Enron ahora solo tenía 2 de los 4 Directores del Consejo de Administración y su participación se había reducido a un 52%, por lo tanto podía afirmar que no era la empresa controlante de EPE y ya no tenía que consolidarla en sus balances. Esta medida permitió que Enron colocara a precio de mercado parte de un contrato de gas relacionado con EPE, lo que a su vez le permitió mostrar ingresos extra por $ 65 millones para el segundo semestre de 1999. Más tarde, Enron vuelve a comprar la participación de EPE con una pérdida de aproximadamente $ 3 millones, a pesar de que la construcción de la planta se hallaba estancada.
Mientras tanto, en octubre de 1999, Fastow propone a la Junta de Finanzas de Enron lo que sería esencialmente una segunda versión de la misma idea: la creación de LJM2 Co-Investment LP. Una vez más, Fastow actuaría como director general, pero esta vez de un fondo de inversión privado mucho mayor, el cual se financiaría con $ 200 millones de otras instituciones.
En diciembre de 1999, Enron North America (ENA), formó un grupo con sus “préstamos por cobrar” y los colocó en un Fideicomiso denominado CLO o “Collaterized Loan Obligatións” (obligaciones de préstamo co-lateralizadas) y vendió cerca de $ 324 millones de Notas y Seguridades. Los títulos de menor calificación resultaron ser extremadamente difíciles de vender, dado que serían los últimos en ser pagados por el Fideicomiso y por lo tanto tenían mayor probabilidad de incumplimiento. Estas notas fueron adquiridas por LJM2 por un valor de $ 32,4 millones. Como los préstamos supuestamente habían sido vendidos a una entidad independiente de Enron, esto le permitió decir que ya no estaba sujeta a riesgos de crédito y así, nuevamente mejorar sus estados financieros. Más tarde, cuando algunos de los préstamos comenzaron a ser incumplidos, Enron prestó apoyo a la CLO en un movimiento similar al realizado con Rhythms, dándole al Fideicomiso una opción de venta sobre $ 113 millones de sus acciones.
El 29 de diciembre de 1999, Enron vendió una participación del 90% en una empresa propietaria de un sistema de recolección de gas natural en el Golfo de México a LJM2 por $ 25,6 millones. Enron había estado luchando para encontrar un comprador antes de fin de año para evitar la consolidación de este activo en el Formulario 10-K, requerido anualmente por la SEC. Como la transacción con LJM2 solo estaba destinada a ese fin temporal, Enron fijó en el contrato que tendría un derecho exclusivo para recomprar estos activos durante el plazo de 90 días, con un tope de retorno para LJM2 del 25%. Los primeros informes indicaron que dichos pozos tendrían un rendimiento por encima de las expectativas y el 9 de marzo de 2000, Enron re-compró la participación de LJM2 otorgándole a ésta el máximo rendimiento estipulado por contrato.
Poco después, en abril de 2000, tras el estallido de la burbuja puntocom, las acciones de Rhythms en manos de LJM1, disminuyen su valor y se calcula un riesgo de pérdida del 68% de la cobertura, con lo que Enron decide dar marcha atrás en la transacción. Según el acuerdo, Swap-Sub (Subsidiaria de LJM1) había tomado de Enron $ 207 millones en acciones Rhythms, pero una vez terminado el acuerdo reintegró a la compañía acciones de Enron sin restricciones supuestamente valoradas en $ 234 millones. Sin embargo, las acciones de Enron aún estaban bajo restricciones contractuales y deberían haber sido valuadas en alrededor de $ 161 millones. Por lo tanto, Enron computó un ligero beneficio en lugar de una verdadera pérdida de $ 70 millones.
- Empresas Raptors
Varias de las participaciones de Fastow en LJM2 fueron re-compradas por Enron en 2001. Mientras que muchos activos de LJM1 y algunos de LJM2 pasarían a ser manejados en parte por otro vehículo de Enron, las sociedades de propósito especial (SPE) denominadas Raptors, inspiradas en el nombre de los Velociraptores de la película Jurassic Park.
Enron capitalizaría a los Raptors incluyendo documentos a pagar emitidos por ella misma que pasarían a ser activos en el balance de las nuevas sociedades. Simultáneamente Enron aumentaba sus fondos propios en la misma cantidad. Así fue que Enron transfirió de las empresas LJM a las "Raptor I-IV", más de $ 1,2 mil millones en activos, incluyendo millones de acciones ordinarias de Enron y derechos a largo plazo para comprar más millones de acciones, sumado a $ 150 millones de dólares en documentos por pagar de Enron. Las entidades de propósito especial habían servido para comprar todo esto utilizando el poder de deuda de las nuevas empresas.
Los contratos de derivados en manos de las SPE llegaron a alcanzar un valor de $ 2,1 mil millones cuando las acciones tocaron sus valores máximos en el mercado a fines del año 2000. Un año después, ante la caída de las acciones de Enron, el valor de porfolio de dichas empresas se redujo en $ 1,1 mil millones (la pérdida de valor de las acciones significaba que las entidades de propósito especial, técnicamente ahora le debían a Enron $ 1,1 mil millones por los contratos firmados). Así fue que Enron reclamó para su informe anual del año 2000 un aumento de $ 500 millones por los contratos de Swap. Esta maniobra permitió compensar sus pérdidas en la cartera de valores y representó casi un tercio de las ganancias de Enron en 2000 (antes de que se actualizaran correctamente en 2001).
LJM 1 y 2, las Raptors y Chewco, jugaron un papel importante en la posterior caída de Enron, y representaron el principal medio que utilizó Fastow para desviar por lo menos $ 42 millones de dólares, mientras Enron se arruinaba. Este mecanismo para ocultar deudas luego se convirtió en un problema para Enron y su auditor Arthur Andersen. Al momento de tener que sincerar las cuentas, estas arrojaron una disminución de $ 1,2 mil millones en la cantidad de fondos propios, empujando los pasivos al frente de los balances y echando por tierra la imagen exitosa de Enron.
Las dos LJM habían sido financiadas con alrededor de $ 390 millones proporcionados por Wachovia, JP Morgan Chase, Credit Suisse First Boston, Citigroup y otros inversores. Merrill Lynch, también había contribuido con $ 22 millones para apoyar a las entidades. Posteriormente todas estas entidades fueron acusadas de ser cómplices en el gigantesco fraude perpetrado por Enron.

### Los Derivados Climáticos

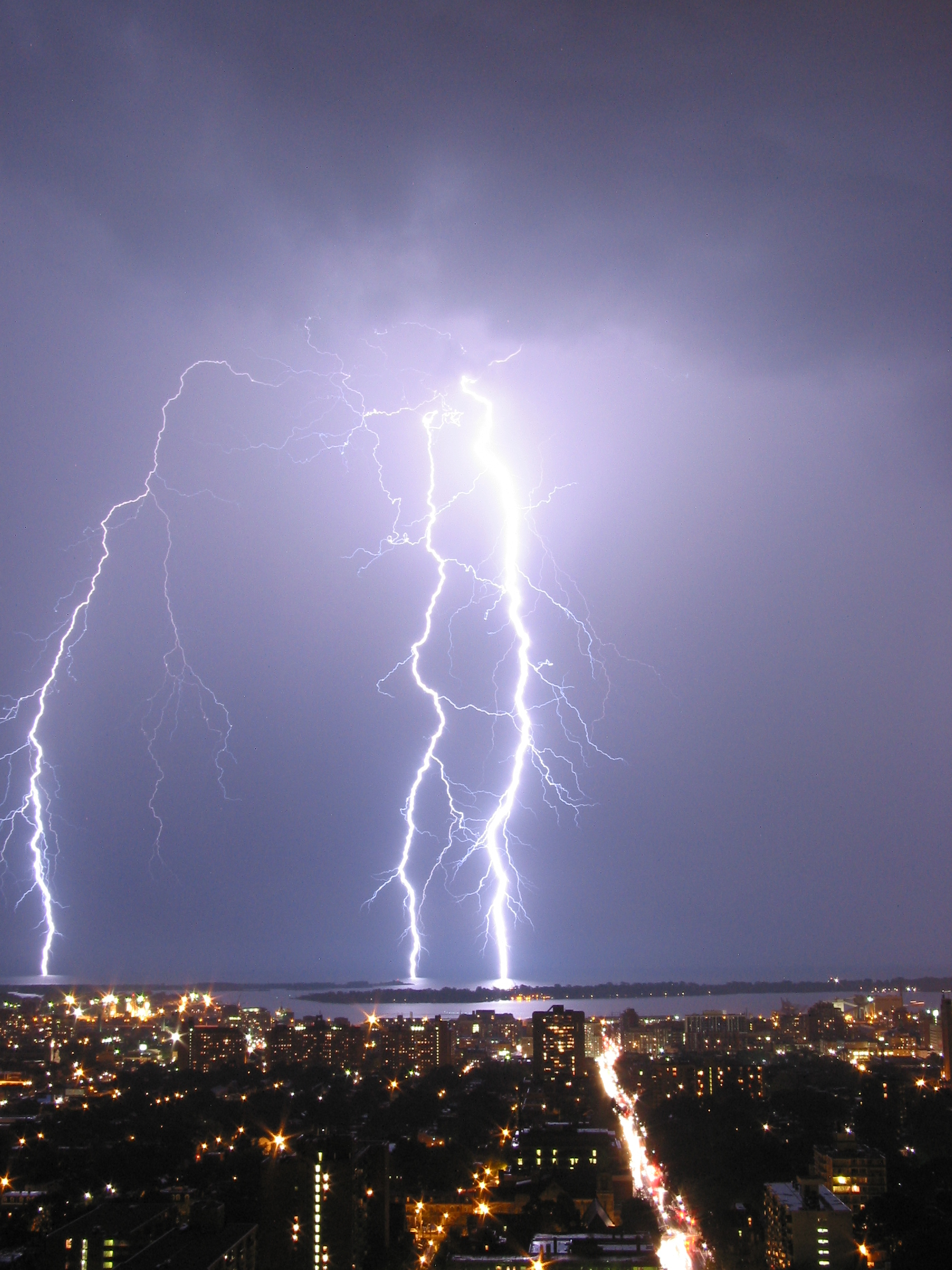
Los novedosos Derivados Climáticos de Enron permitían que una empresa estuviese cubierta ante los riesgos de una eventual modificación en las condiciones del medio ambiente.

Uno de los productos más innovaores de Enron, fue el de los futuros o derivados climáticos, que la compañía comenzó a vender entre 1996 y 1997, pues detectó que había un mercado receptivo para ellos.
Muchas empresas, para no decir la mayoría, están expuestas a los riesgos climatológicos. Hasta ese momento, todas ellas solían dejar enormes fortunas a la casualidad y simplemente esperar lo mejor. Dentro de Enron, Lynda Clemmons, una comerciante de gas y energía, de 27 años de edad, observó la oportunidad para crear un servicio que ayudara a las empresas a obtener un control sobre un riesgo visto históricamente como incontrolable. Para ella, mientras el público prestaba mayor atención a los tornados, huracanes e inundaciones, la realidad era que los mayores daños financieros provenían de eventos climáticos más comunes como el calor, el frío, la lluvia o la nieve.
El negocio se presentaba como muy diverso y de perspectivas casi ilimitadas, ya que no existía ninguna empresa en el mundo que no estuviese de alguna manera afectada por los cambios climáticos: un fabricante de bebidas perdía dinero a causa de un verano inusualmente frío cuando los clientes compraban menos de su producto; un complejo de esquí podía perder gran parte de su negocio debido a un invierno cálido; un agricultor dependía de las temperaturas para obtener un buen cultivo; o una empresa de generación hidroeléctrica podía ser afectada por una sequía, al reducir su capacidad y sus flujos de corriente.
Las empresas de gas y electricidad se mostraron particularmente interesadas en los derivados climáticos de Enron porque constituían una especie de seguro, que les permitía protegerse de los riesgos que enfrentaban ante una eventual modificación de las condiciones climáticas. De esta manera, si las temperaturas se desviaban de los rangos normales durante un período de tiempo determinado, Enron les pagaría a sus clientes el monto de las pérdidas que hubiesen experimentado. Normalmente Enron empaquetaba estos derivados para proteger a una empresa contra un clima demasiado frío, demasiado caliente o en caso de nevadas.
Mientras tanto, en su sección de negocios, el New York Times anunciaba la gran potencialidad de los negocios climáticos con una foto de Clemmons vestida en cuero negro sobre una Harley-Davidson. Después de todo, ella también era un producto de la cultura de Enron: inteligente, atrevida, creativa, y dispuesta a asumir riesgos. Dos años después de su lanzamiento, Enron registraba $1 mil millones de dólares en coberturas climáticas a corto plazo, para proteger a las empresas de variaciones en el precio de la energía, durante las olas de frío o calor.
Como otras iniciativas de Enron, este era un negocio complejo y difícil de evaluar, que finalmente tuvo más beneficios en el ámbito de las relaciones públicas que en el de las ganancias reales. Pero en ese momento, los derivados climáticos eran una parte más de la "revolución cultural" que Enron estaba dirigiendo. Obviamente, la joven Clemmons, inició una carrera meteórica dentro de Enron: en solo siete años pasó de analista a asociada, luego a gerente, más tarde a directora, y, finalmente, a vicepresidente de la Asociación de Gestión de Riesgos Meteorológicos (WRMA), cuyo objetivo era brindar información general a todas las empresas del mundo sobre los derivados climáticos.
Finalmente, en julio de 2000, Lynda Clemmons fundó Element Re con cinco empleados. Para marzo de 2001 la empresa ya contaba con 22 empleados y más de $ 800 millones de dólares en operaciones de cobertura por riesgo climático. Para ese entonces, la industria de gestión de riesgo climático se había convertido en un mercado de 4.200 millones de dólares con aproximadamente 4.000 contratos negociados en el mismo año según Price Waterhouse Coopers. Mientras tanto, los derivados climáticos de Enron entraron en crisis, generándole a la empresa deudas millonarias que debía pagar a corto plazo por los riesgos que se había comprometido a cubrir.

### Compañía de Agua "Azurix" (Europa y América)

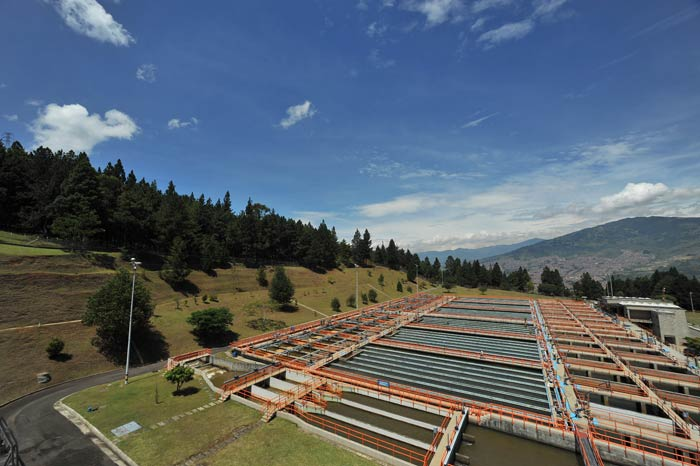
A través de "Azurix", Rebecca Mark intentó llevar el "modelo de Enron" a la distribución de agua corriente. Sin embargo, al poco tiempo quedaría claro que no resultaba fácil especular con un bien tan vital.

Una de las últimas jugadas de Rebecca Mark se produjo cuando ella decidió que tomaría los métodos que Enron había desarrollado en los campos del gas natural, para aplicarlos a la industria del agua. Así es que en julio de 1998 Rebecca impulsa la compra de la empresa de agua británica Wessex Water, pagando casi $ 2,4 mil millones de dólares, un 30% más que la capitalización de mercado.
Wessex era una de las empresas de servicios públicos más rentables del Reino Unido, obteniendo ingresos por $ 436 millones de dólares y ganancias netas de $ 232 millones, un año antes de ser adquirida por Enron. Esta empresa sería el núcleo de la nueva compañía de desarrollo internacional de agua soñada por Mark. Además, el tratamiento de aguas utiliza mucha energía, por lo que la adquisición ofrecía un posible lazo con otras especialidades de Enron. La industria del agua era una actividad regulada en la mayoría de los países en el mundo y la posibilidad de desregulación ofreció una oportunidad para que Enron capitalizara su conocimiento de las oportunidades de negocio en mercados desregulados. La idea de que Enron se incorporara a la industria del agua no era totalmente ilógica.
A partir de Wessex se creó una nueva compañía llamada "Azurix", controlada por Enron a través de una entidad denominada Atlantic Water Trust. Casi inmediatamente Rebecca Mark comenzó a armar la venta de acciones de Azurix al público. Sin embargo, era inusual para una compañía realizar tan pronto un Ofrecimiento Público Inicial (IPO), particularmente antes de haber puesto a prueba el plan básico de la operación de la compañía. En esa IPO la empresa recaudó casi $ 700 millones de dólares, cotizando cada acción a $ 22 dólares. Enron retuvo el 34% de la compañía.
Entre los años 1999 y 2002 la nueva empresa comenzó a firmar contratos de concesión de servicios de agua, operando conjuntamente en América y Europa. Azurix creó Waterdesk.com, un sitio web de comercio electrónico en línea que permitía realizar transacciones para la industria del agua en Europa. La empresa también añadió a sus servicios los contenidos de Freese-Notis que brindaba información sobre el clima, permitiendo a los usuarios evaluar riesgos y tendencias en los consumos de agua.
Los usuarios abonados podían utilizar cuentas en línea para el intercambio de derechos de agua como los contratos de instrumentos financieros. Además, la intención era proporcionar la gestión de riesgos para los compradores y vendedores de contratos de agua. Esta área representaba una expansión de Enron Online al negocio del agua. Algunas compañías en el negocio de la energía también se basaban en contratos de agua para las operaciones.
Con Azurix en marcha, Rebacca Mark finalmente renuncia a Enron en agosto de 2000, vendiendo su stock de acciones por un valor equivalente a $ 80 millones de dólares, justo un año antes del derrumbe de la compañía. Uno de los últimos lanzamientos de Azurix antes de la salida de Rebecca fue Water2Water.com, un programa piloto para el área del bajo Río Grande en la frontera de Texas y México. Este era el primer mercado en línea de compradores y vendedores para acordar precios sobre contratos de agua, su almacenamiento, suministro y otros servicios relacionados. El argumento del emprendimiento era añadir eficiencia y transparencia en el negocio.
Una de las primeras operaciones de Azurix fue la firma de un contrato en julio de 1999 para la prestación del servicio de agua potable y cloacas a 2,5 millones de usuarios englobados en 71 localidades de la Provincia de Buenos Aires (Argentina), por un plazo de 30 años. Azurix ganó la licitación ofreciendo a la provincia $ 480 millones de dólares en concepto de canon, contra los $ 125 millones ofrecidos por su inmediata competidora, lo que indicaba un desconocimiento de Azurix sobre el asunto en el que se estaba embarcando. Otros hechos dieron evidencia adicional de que Azurix no estaba preparada para las diferencias entre el funcionamiento de una compañía de agua en Inglaterra y otra en la Argentina: en primer lugar existía una falta de información y de expedientes sobre los usuarios del servicio, por lo que la empresa desconocía su cantidad real y no tenía forma de enviarles la cuenta. Más adelante también se produjeron serias deficiencias en el servicio causando la intoxicación de varios usuarios y provocando un escándalo entre los clientes que dejaron de abonar sus cuentas. La empresa a su vez denunció al gobierno provincial acusándolo por incumplir la ejecución de obras conjuntas y por obstaculizar la adecuación de tarifas prevista por la actualización fiscal de la valuación de las propiedades, lo que hubiese otorgado ingresos adicionales a la compañía. Según Azurix la concesión era económicamente inviable y se había visto obligada a realizar desembolsos que no tenía previstos. Por su parte, el gobernador Carlos Ruckauf alegó que el servicio prestado por la empresa era deficiente, que su función era atender los intereses de la gente de la provincia y que el problema real era que Azurix se había equivocado al apreciar cuanto valía la concesión y que al no conseguir la rentabilidad esperada inició el conflicto para abandonar el servicio.
En octubre de 2001, Azurix anunció que iba a rescindir el contrato a partir de enero de 2002 y más tarde presentó una demanda de indemnización ante el CIADI por $ 620 millones de dólares en concepto de inversiones, daños y perjuicios. La concesión finalmente se revocó en marzo de 2002.
Mientras tanto, en el Reino Unido las cosas tampoco funcionaban tan bien ya que los reguladores británicos requirieron a la empresa reducir sus tarifas en un 12% a partir de abril de 2000, lo que se sumó a obras urgentes de actualización que requería la infraestructura del servicio, estimada en un costo superior a los mil millones de dólares. A finales de 2000 Azurix tenía una ganancia operativa de $ 100 millones de dólares, contra $ 2 mil millones en deudas.
La empresa se derrumbaba financieramente y las acciones bajaron de $ 22 dólares a tan solo $ 2 en dos años. La inversión en empresas de agua resultó ser un desastre para Enron, quien en abril de 2001 decidió separar y vender los activos de la compañía. Azurix North América y Azurix Industrial Operations a American Water Works lograron ser vendidas en $ 141,5 millones de dólares.
El negocio del agua representó para Enron una pérdida de $ 1,1 mil millones de dólares en inversiones.

### Enron Online

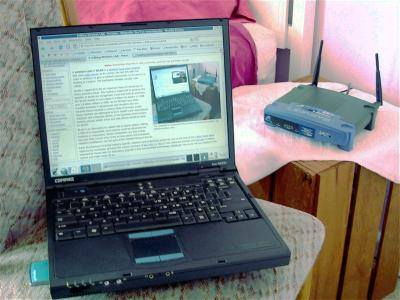
"Enron Online" fue uno de los mayores éxitos de Enron y significó crear un verdadero mercado global.

Tal vez el desarrollo más emocionante de Enron a los ojos del mercado financiero surgió de una iniciativa de Louise Kitchin, una operadora de gas en Europa, de veintinueve años, convencida de que la Compañía debía desarrollar el negocio de gas por internet. Ella se lo dijo a su jefe y empezó a trabajar en el proyecto en sus ratos libres hasta llegar a contar con un equipo de apoyo de doscientas cincuenta personas en todo Enron. Pasados seis meses, se informó a Skilling, quien acogió la idea con entusiasmo y más tarde afirmó: “nunca se me solicitó capital, ni personas. Ellos mismos compraron los servidores, hicieron el reacondicionamiento del edificio; cuando tuve la primera noticia ya habían realizado indagaciones legales en veintidós países. Es exactamente el tipo de comportamiento que permitirá el crecimiento de esta Compañía.”
Esta era la historia perfecta para una empresa narcisista como Enron y así fue que el 29 de noviembre de 1999, se puso en marcha “Enron Online”. Conceptualizado y armado por el equipo de comercio europeo de gas de la compañía, dirigido por John Siepierski, fue el primer sitio web basado en un sistema de transacciones que podrían utilizar los clientes autorizados para comprar y vender productos básicos comerciales a nivel mundial, donde Enron sería el intermediario. En su apogeo, Enron Online llegó a efectuar 6.000 transacciones diarias.
El sitio permitió a los participantes poder operar a través de Enron en los mercados energéticos mundiales. Los principales productos ofrecidos en la web fueron gas natural y electricidad, aunque hubo 500 productos adicionales, incluyendo derivados de crédito, swaps de quiebra, plásticos, papel, acero, metales, transporte de mercancías y derivados climáticos. Enron sería la contraparte de cada transacción realizada en la plataforma, a través de la cual, los operadores recibían una información muy valiosa sobre los precios de los productos en tiempo real. Para dichos operadores la gestión del riesgo era crucial y la piedra angular de la confianza era que Enron oficiaba como comprador o vendedor en cada operación, por lo tanto EOL proporcionaba un entorno de transacciones seguras y resultó en un éxito inmediato.
Enron Online fue posteriormente vendido a UBS como parte del grupo de negocios de Gas Natural y Energía de América del Norte.

### Crisis Energética de California

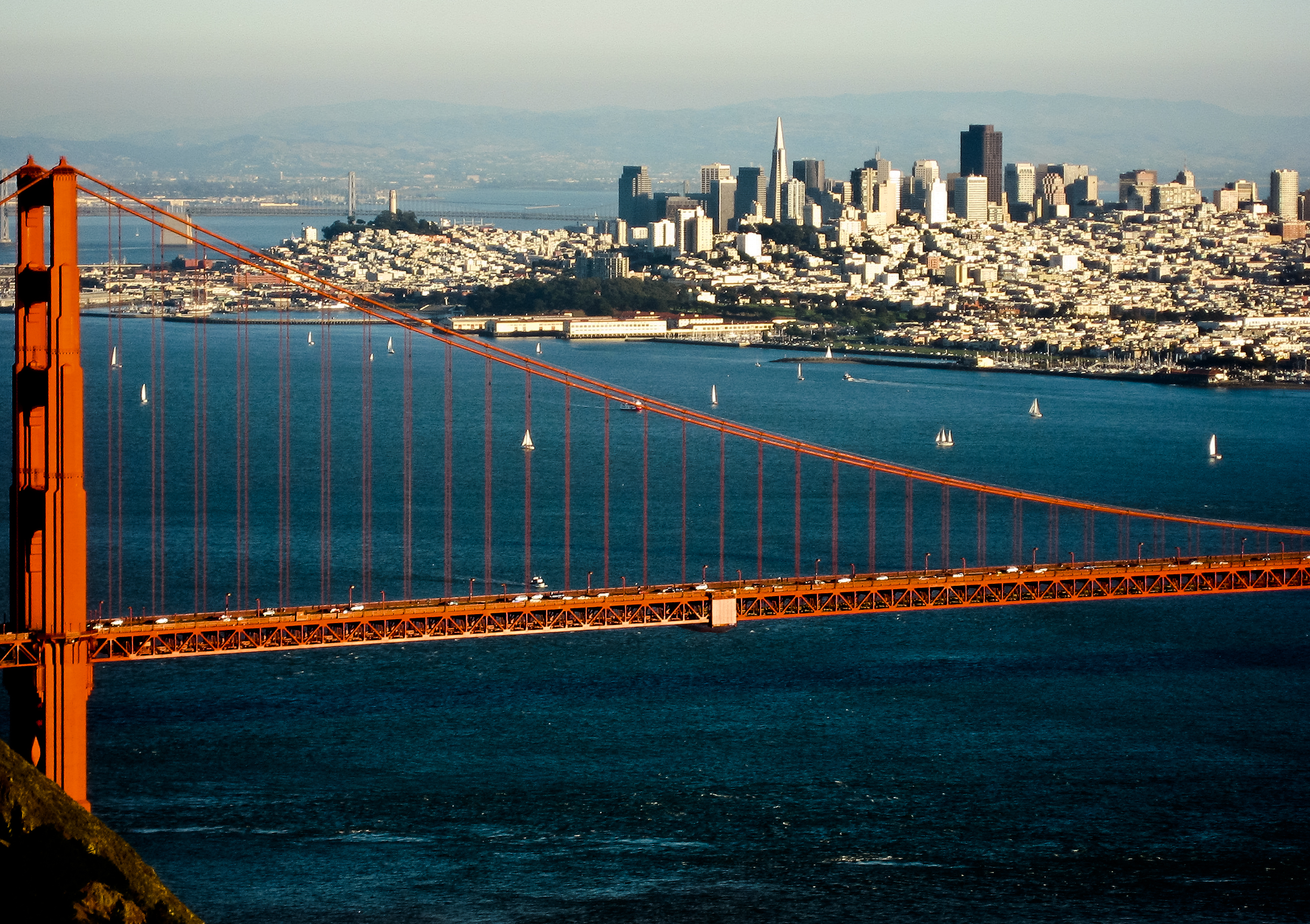
Vista de la ciudad de San Francisco - California (EE. UU.). Ésta crisis demostró los riesgos de la desregulación en el mercado eléctrico.

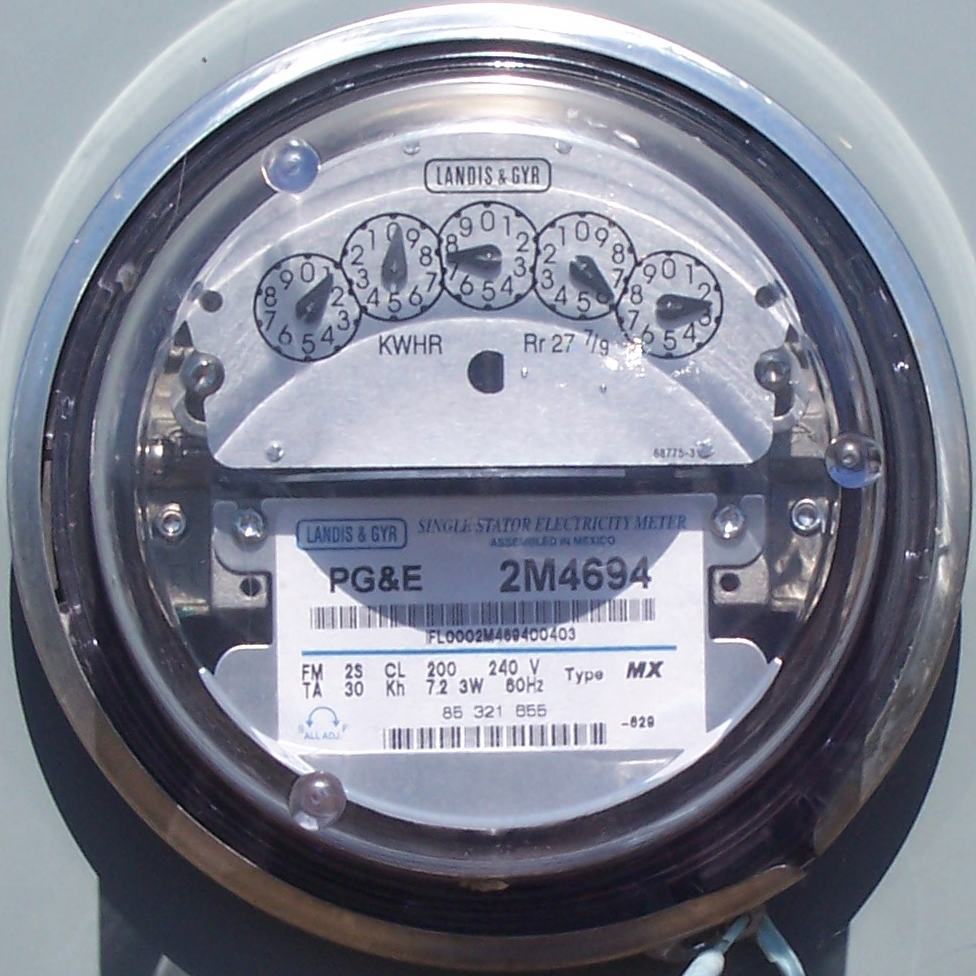
Medidor de la PG&E. Esta empresa estatal tuvo que declararse en bancarrota en abril de 2001 fruto de la manipulación de precios que ejercían los proveedores de energía.

El proceso de desregulación de California, fue promovido como un medio para aumentar la competencia, e implicó la cesión parcial en marzo de 1998, de la generación de electricidad por parte de las centrales públicas, que hasta ese momento eran responsables de la distribución de electricidad y competían con los independientes en la venta de energía en el mercado minorista. Un 40% de la capacidad instalada (20 gigavatios) fue vendido a los llamados "productores independientes de energía”, entre ellos Mirant, Reliant, Williams, Dynegy y AES. A continuación se requirió a las empresas comprar y vender su electricidad a través de la recién creada California Power Exchange (PX).
Las nuevas normas afectaban principalmente a Pacific Gas and Electric, Southern California Edison y San Diego Gas and Electric, las cuales debieron vender una parte importante de su generación de electricidad a empresas totalmente privadas no reguladas. Las plantas de energía se convertían entonces en los mayoristas que debían comprar la electricidad para luego revenderla a los consumidores. Si bien la base del sistema era la “desregulación” se esperaba que organismos como la FERC impidieran la manipulación de los mercados energéticos.
Luego, en 2000, los precios mayoristas fueron desregulados, pero los precios al por menor siguieron “congelados”. Los legisladores del estado esperaban que el precio de la electricidad disminuyera debido a la competencia, por lo que se fijaron las tarifas eléctricas al por menor en el precio anterior a la desregulación, sobre la base de que estas tarifas seguirían siendo superiores a los precios por mayor. El acuerdo también estableció que el suministro de electricidad debería ser ininterrumpido, por lo que las empresas de servicios públicos estaban obligadas por ley a comprar la electricidad del mercado mayorista sin importar los precios.
La desregulación de la Energía puso a las tres empresas que distribuían la electricidad en una situación compleja, ya que la política energética ponía un tope al precio que las tres distribuidoras de energía podrían cobrar. Sin embargo, la desregulación no alienta a los nuevos productores para crear más energía y bajar los precios. Muy por el contrario, los productores rápidamente se dieron cuenta de que el negocio estaba en generar escasez de energía, para inflar los precios mayoristas.
Las señales de problemas surgieron por primera vez en la primavera de 2000, cuando las facturas de electricidad se dispararon para los clientes en San Diego, la primera área del Estado totalmente desregulada. Los expertos advirtieron de una inminente crisis energética, pero el gobernador Davis no hizo mucho para resolver el problema en ese momento.
El 14 de junio de 2000, se producen apagones que afectaron a 97.000 clientes en la Bahía de San Francisco, ante lo cual, la San Diego Gas & Electric Company presenta una denuncia sobre la manipulación del mercado por parte de algunos productores de energía en agosto de 2000. El 7 de diciembre se sufre una nueva baja en la oferta a las plantas de energía. El Operador del Sistema Independiente (ISO) de California, que gestiona la red energética del estado, declara el Alerta 3 de potencia, es decir, que las reservas de energía estaban por debajo del 3 por ciento. Los apagones se evitaron cuando el estado detuvo el funcionamiento de dos grandes bombas de agua para ahorrar electricidad.
El 15 de diciembre de 2000, la Federal Energy Regulatory Commission (FERC) rechazó la solicitud de California para un límite de la tasa al por mayor de California, en su lugar aprueba un plan de "tapa flexible" de $ 150 dólares por megavatio-hora. Ese día, California, debió pagar precios al por mayor de más de $ 1.400 dólares por megavatio-hora, cuando el promedio del año anterior había sido de $ 45 dólares por megavatio-hora.
Ante las críticas que llovian desde California, Skilling se burló de la situación durante una reunión de empleados, preguntando al público: "¿Cuál es la diferencia entre California y el Titanic? Por lo menos cuando el Titanic se hundió, las luces estaban encendidas".
Las estrategias de manipulación eran conocidas por los operadores de energía con nombres como "Fat Boy", “Death Star”, "Forney Perpetual Loop", "Ricochet", "Ping Pong", "Black Widow", "Big Foot", "Red Congo", "Cong Catcher" y "Get Shorty".
La estrategia denominada “Death Star” o “Estrella de la Muerte”, era el nombre que Enron le dio a su práctica fraudulenta basada en los planes para mitigar la “congestión”. Según la infraestructura disponible, el transporte de la electricidad tiene una carga máxima definida. Las líneas de tendido eléctrico deben ser reservadas (o programadas) por adelantado para el transporte de cantidades compradas y vendidas. La estrategia de Enron se basaba en sacar provecho a las horas de mayor demanda para “programar” o “reservar” el uso de una línea en California más de lo que realmente requería, creando la apariencia de que las líneas eléctricas están congestionadas. Según las reglas del mercado, el Estado de California debía abonar “tasas de congestión", un incentivo financiero por los inconvenientes producidos a las compañías de energía. Sin embargo, en el juego de la “Estrella de la Muerte”, la congestión era totalmente ilusoria y las “tasas de congestión” eran el verdadero negocio. Una vez obtenido el beneficio, Enron reenviaba la energía a su punto de origen, pero no a través de California. En última instancia la energía terminaría justo donde empezó, y Enron cobraría dinero a California sin haber utilizado la electricidad.
"Fat Boy" era otro tipo de fraude (también conocido como "Inc-ing"), donde también se requería una excesiva actividad de transmisión de energía. En esta estrategia Enron enviaba grandes cantidades de energía a alguna de sus subsidiarias, la cual realmente no requería tanta energía, pero en este caso Enron podría vender al Estado este "exceso" de potencia como un premio.
Otra estrategia fue la que recibió el término de “Lavado de Megavatios”, por analogía al lavado de dinero. El mercado energético de California permitía a las empresas de energía cobrar precios más altos por la electricidad producida fuera del Estado. Por lo tanto, era una ventaja hacer que parezca que la electricidad se generaba en alguna parte que no sea California. Enron denominó a esta técnica con el apodo de "Ricochet": Enron compraba energía barata dentro de California, luego la enviaba a otro estado a través de un intermediario y finalmente la volvía a vender a California a un precio muy inflado considerando que era energía "importada".
Estas prácticas provocaron un 800% de aumento en los precios al por mayor desde abril hasta diciembre de 2000. Como resultado de estas acciones, las Southern California Edison (SCE), y Pacific Gas & Electric (PG&E) debieron realizar compras en un mercado spot a precios muy altos, a la vez que eran incapaces de elevar las tasas de venta al por menor.
El 17 de enero de 2001, la crisis eléctrica lleva a que el gobernador Gray Davis declare el estado de emergencia. Los especuladores, encabezados por Enron, estaban obteniendo grandes beneficios, mientras el Estado se tambaleaba sufriendo apagones entre los días 17 y 18 de enero. Davis se vio obligado a intervenir para comprar energía en condiciones muy desfavorables en el mercado abierto, ya que las compañías eléctricas de California estaban técnicamente en bancarrota y no tenía ningún poder de compra. El masivo endeudamiento a largo plazo y la crisis del presupuesto estatal pusieron en jaque a la administración de Davis, quien se negó a aumentar los precios al consumidor. En febrero de 2001, el gobernador Davis declaraba: "Créame, si yo quería subir las tasas podría haber resuelto este problema en 20 minutos". Los días 19 y 20 de marzo se produjeron nuevos apagones que afectaron a más de 1,5 millones de clientes.
En el verano de 2001 una sequía en los estados del noroeste redujo la cantidad de energía hidroeléctrica disponible para California. Las reservas de energía del estado eran tan bajas que durante las horas pico las plantas generadoras de energía podrían mantener como rehén al Estado mediante el cierre de alguna de sus plantas con el pretexto de tener que realizar tareas de "mantenimiento" y así manipular la oferta y la demanda. Estas paradas críticas a menudo se produjeron sin ninguna otra razón más que la de obligar a los administradores de la red eléctrica de California a comprar más electricidad en el "mercado spot", donde los generadores privados podrían cobrar precios astronómicos. A pesar de que estas tasas eran semi-reguladas, las mismas también se vinculaban al precio del gas natural, donde Enron y Reliant Energy controlaban gran parte del suministro. Por ende, el mercado de gas natural también sufrió la manipulación de precios.
Las compañías de energía se aprovecharon de la pobre infraestructura eléctrica de California, donde la línea principal que permitía que la electricidad viajara desde el norte hacia el sur, por la denominada “Ruta 15”, no se había mejorado, convirtiéndose en un cuello de botella que limitaba la cantidad de energía que podría ser enviada de un área a otra. Si dicha línea hubiese estado en condiciones podría haber brindado al Estado una mayor capacidad de acción. Pero en esta situación los administradores de energía se veían obligados a trabajar en dos mercados distintos para comprar la electricidad, los cuales estaban siendo manipulados por las compañías proveedoras.
Finalmente, PG&E se declaró en bancarrota en abril de 2001, y Southern California Edison trabajó diligentemente en un plan de emergencia con el Estado de California para salvar a su empresa de la misma suerte. PG&E y SCE habían acumulado $ 20 mil millones de dólares en deuda para la primavera de 2001 y sus calificaciones de crédito se redujeron a la categoría de basura. Los días 7 y 8 de mayo se producen nuevos apagones que afectan a 167.000 clientes. Pocos días después, el 17 de mayo de 2001, el candidato a gobernador republicano Arnold Schwarzenegger y el exalcalde republicano de Los Ángeles Richard Riordan, se reúnen con Kenneth Lay, en Beverly Hills. La reunión fue convocada por Enron para presentar su "Solución Integral para California", con el objetivo de poner fin a las investigaciones federales y estatales sobre el papel de Enron en la crisis energética de California.
Entre 2000 y 2001, el sector público de California tuvo que despedir a 1.300 trabajadores, en un esfuerzo por mantener su solvencia. Como el mercado de San Diego estaba completamente desregulado, la empresa a cargo de la distribución estaba en condiciones de aumentar las tarifas para reflejar el mercado spot, con lo que las pequeñas empresas se vieron seriamente afectadas.
Los precios de la energía recién se normalizaron en septiembre de 2001 y tras la caída de Enron, salió a la luz toda la manipulación de precios que había existido en el mercado energético. El 7 de octubre de 2003, Schwarzenegger fue elegido gobernador de California y, el 13 de noviembre, poco antes de dejar el cargo, Davis declara oficialmente el fin de la crisis energética iniciada el 17 de enero de 2001. El estado de emergencia permitió a Davis comprar directamente la energía para ayudar a las empresas públicas con problemas financieros, además que permitió agilizar el proceso de solicitud para las nuevas centrales eléctricas. Durante ese tiempo, California concedió licencias a 38 nuevas plantas de energía, que ascenderían la producción de electricidad a 14.365 megavatios cuando estuviesen terminadas.
Durante la gestión de Schwarzenegger no hubo más escasez de electricidad ni apagones, y durante su gobierno se puso en marcha la nueva Western Area Power Administration (WAPA), una línea de 500 kV cuyo objetivo era remediar el cuello de botella de la mencionada “Ruta 15”. Mientras tanto, los directivos de Enron eran detenidos y juzgados.

### Servicios de Banda Ancha

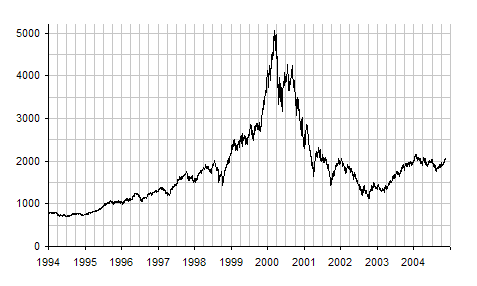
El negocio del internet era prometedor, sin embargo Enron ingresó tarde, en enero del 2000, justo tres meses antes de que la burbuja estallara. Véase el gráfico del índice NASDAQ entre 1994 y 2004.

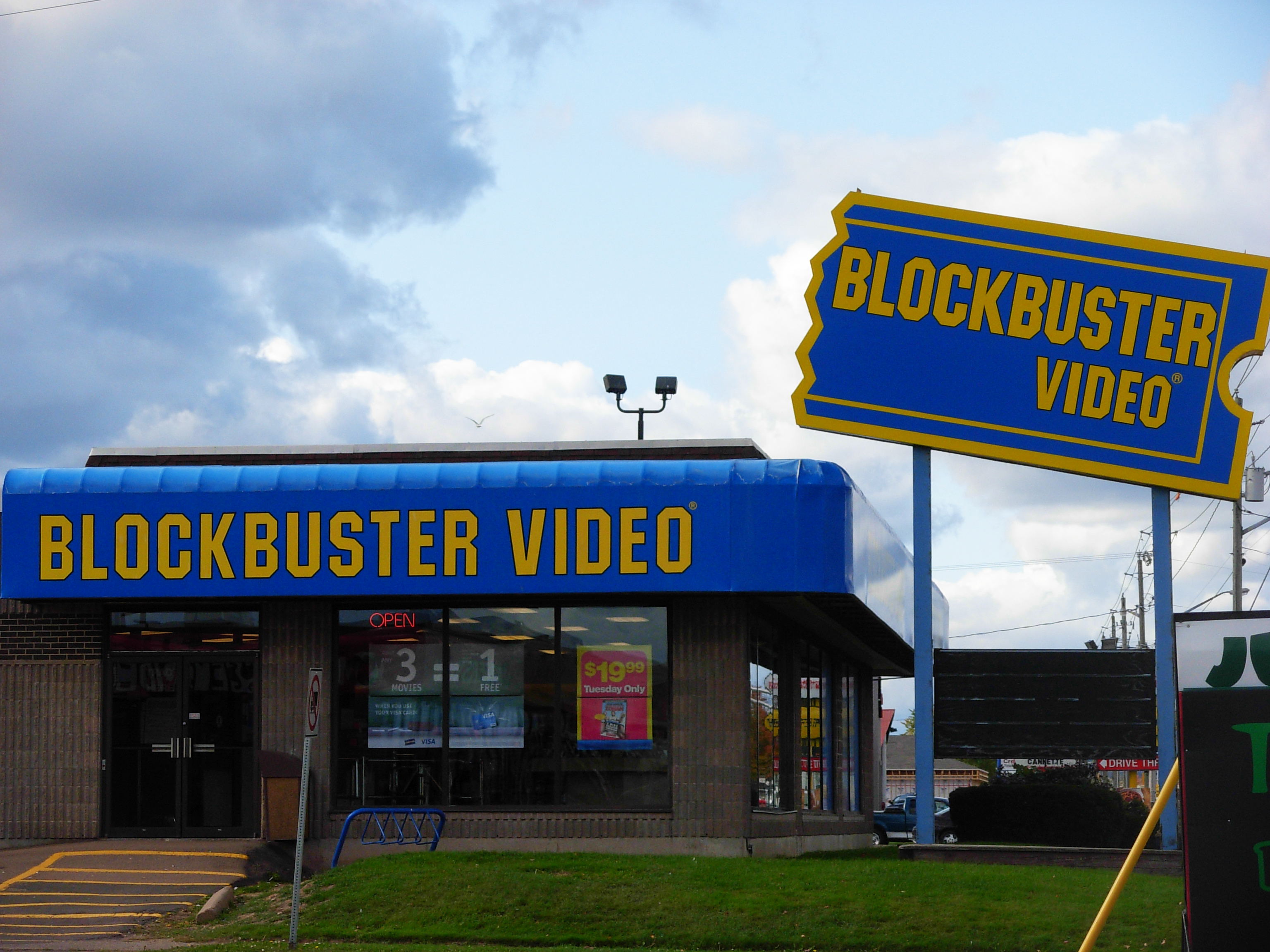
En julio de 2000 se da a conocer el Convenio con Blockbuster para el alquiler de películas por internet, lo que provocó que las acciones se dispararan hasta alcanzar los $90,56 c/u. Este fue el último gran anuncio de Enron antes de su bancarrota.

Al final del milenio, la burbuja de las empresas PuntoCom era el foco de la atención y la gente de Enron buscó la manera de unirse a la bonanza de la "Nueva Economía", donde las firmas tenían valuaciones enormes a pesar de la carencia de beneficios o de cualquier potencial plausible.
La aprobación de la Ley de Telecomunicaciones en 1996, desregulaba el mercado abriéndolo a nuevas empresas y, un buen número de recién llegados se lanzó a la pileta. Esperaban capitalizar lo que presumían iba a ser la interminable expansión de internet y así arrebatar el mercado a los colosos firmemente establecidos como Deutsche Telekom, NTT, AT&T y Verizon.
Expandiéndose por medio de fusiones y adquisiciones a la mayor velocidad posible, estas empresas buscaron ganarse la aprobación del mercado de valores, deslumbrándolo con su crecimiento y su envergadura y, así, sentar las bases financieras necesarias para un crecimiento ulterior, de mayores proporciones.
Las recién llegadas compañías de telecomunicaciones se apresuraron a tender decenas de millones de kilómetros de fibra óptica a lo largo de EE.UU. y bajo los océanos, recibiendo, al hacerlo, la indispensable asistencia de los bancos líderes en inversión de Wall Street y de sus sedicentes “analistas de comunicaciones”.
El tema era que nadie quería correr el riesgo de quedarse fuera de la competición, así fue que todos los inversores institucionales acabaron por comprar acciones de telecomunicaciones como si no fuera a haber un mañana, llevando sus valores a terrenos desconocidos. Asimismo, ni la FED (Reserva Federal), ni la SEC (la Comisión de Valores) hicieron algo para interferir en la burbuja, ya que nadie deseaba poner un freno al mercado de valores que era la única fuerza que sostenía la expansión de la economía real.
La base económica de esta gran burbuja de las telecomunicaciones era la expectativa de que la demanda de servicios de internet crecería exponencialmente, conduciendo a un crecimiento comparable de la demanda de ancho de banda. La interminable expansión esperada del sector de telecomunicaciones generó una explosión paralela en el sector fabricante de equipos y de componentes de telecomunicaciones.
Justamente, el concepto que utilizó Enron para sumarse a la burbuja informática fue el del servicio de Internet por banda ancha y la posibilidad futura de negociar esos derechos a la capacidad como si fueran un “comodity”. Esta idea no estaba tan alejada de los negocios de tuberías, ya que en 1985 la compañía Williams (Tulsa, Oklahoma) comenzó a colocar cables de fibra óptica en algunos de sus gasoductos, trasfiriendo información en vez de energía. En 1995, Williams vendió esta operación subsidiaria a la empresa Worldcom por $2.5 mil millones de dólares. A esto se sumaba los intentos que había realizado la Portland General Electric (empresa adquirida por Enron en 1997), para crear una red de fibra óptica en la ciudad de Portland. Enron pensó que gracias a la Banda Ancha tenía una entrada natural a la “Nueva Economía”.
En 1999, Kenneth Rice aceptó la oferta de Skilling para dirigir el importante proyecto de Enron Broadband Services (Servicios de Banda Ancha de Enron). Rice era un hombre de mucha trayectoria dentro de la compañía y se había hecho rico gracias a Enron, sin embargo, cuando asumió como principal ejecutivo para los servicios de banda ancha, realmente él ya no tenía interés en involucarse en nuevos desafíos. Además, el principal problema era que Enron se incorporaría al mercado en un momento donde todo el mundo estaba haciendo lo mismo. En 2000, por lo menos 5 o 6 compañías, se hallaban en feroz competencia, construyendo nuevas redes de fibra óptica a lo largo y ancho de la nación. Cientos más estaban instalando fibra a nivel local, y otras tantas, construyendo líneas bajo el océano. El mercado se estaba inundando con proveedores y varios analistas, tanto dentro como fuera de Enron, advirtieron que el precio de los servicios del Internet probablemente bajaría. No se necesitaban muchos conocimientos de economía para predecir que sería difícil sobrevivir y dar batalla en un clima comercial tan hostil.
Sin embargo, Enron siguió adelante y celebró con bombos y platillos el lanzamiento de sus nuevos servicios de banda ancha en enero de 2000. En una reunión de analistas financieros, Scott McNealy, el director ejecutivo de Sun Microsystems, anunció que su compañía proveería 18 000 de sus servidores de Internet para el equipo de fibra óptica de Enron Broadband Services. Esta noticia resulta un éxito y el precio de la acción de Enron salta un 25 por ciento.
EBS se presentó como una empresa valiente, de servicios sofisticados, con grandes sueños y con un destino de grandeza. La empresa se dividió en tres unidades de negocio: intermediación, red de fibra óptica y servicios de contenido. El negocio de intermedición estaba basado en la plataforma de comercio electrónico Enron Online, que fue un éxito total desde su puesta en marcha en noviembre de 1999. Sin embargo, las otras dos unidades estaban haciendo grandes sacrificios por expandirse y consolidarse.
Para mayo de 2000 EBS anuncia la adquisición de WarpSpeed Communications y se da a entender que a partir de allí la red de banda ancha ya se encontraba en operaciones. Sin embargo, el mensaje contenía representaciones inexactas sobre el estado del sistema, ya que el servicio de Banda Ancha de Enron todavía no estaba operativo.
Evidentemente, para ese entonces, las cosas no andaban bien en el negocio informático, ya que para fines de 1999, casi ninguna empresa de internet había presentado beneficios. Por el contrario, las compañías generalmente arrastraban deudas y pérdidas por miles de millones de dólares. Sin ser una sorpresa, para comienzos de 2000, debido a sus pérdidas continuas, muchos de estos llamados e-negocios estaban al borde de quedarse sin dinero. El descalabro y el colapso de la industria, se inició en el mes de marzo, cuando salieron a la luz los primeros fracasos y dudas. Las expectativas pasaron de ser favorables a desfavorables y los capitales huyeron tan rápido como llegaron, agudizando el derrumbe.
Poco a poco la racionalidad comenzó a imponerse, cuando los acreedores vieron que mucho dinero se había dilapidado inútilmente o que las inversiones no lograrían recuperase en un plazo razonable. Los modelos de negocios basados en el Internet subestimaron la complejidad y los costos de logística y distribución, y sobreestimaron algunos efectos de la economía en red de difícil comprobación empírica.
Sin embargo, Enron pareció mantenerse firme ante la crisis del sector y en julio del 2000 pudo anunciar otro golpe. Había negociado un contrato con la compañía de alquiler de películas, BlockBuster, para crear un servicio de entretenimiento “a la carta” a través de la red de internet. Las acciones de Enron vuelven a subir, batiendo nuevos récords y tocando lo que serían sus valores máximos antes de su estrepitosa caída.
Aunque esta alianza con Blockbuster sonaba prometedora, el proyecto resultaría ser un fracaso. Enron debía realizar una enorme inversión en costosos equipos, con lo que sería virtualmente imposible obtener beneficios del servicio de banda ancha. Un analista de Enron estimaba que para recuperar la inversión requerida por el proyecto, tendrían que adherirse al servicio aproximadamente la mitad de los hogares estadounidenses y que dichos suscriptores deberían mirar una gran cantidad de películas por semana (se estimaba un promedio de diez películas semanales). Si no se daban estas pretenciosas condiciones el proyecto derivaría en enormes pérdidas. El mundo financiero no sabía esto.
Mientras tanto, el estallido de las empresas PuntoCom continuaba su expansión provocando la quiebra de varias compañías de telecomunicaciones hacia mediados de 2000. Las reverberaciones del colapso eran inmensas, ya que también afectaban la rentabilidad de los proveedores de equipos (Cisco Systems, Lucent, Nortel, Motorola, etc.) y a los productores de componentes, incluidos los de semiconductores. El estallido de la burbuja informática enviaba a la economía entera rumbo a la recesión.
Ya a fines de 2000 Enron Broadband estaba luchando con pocos clientes y un importante aumento en los costos. En 2001 la situación empeoró aún más y EBS comenzó a sufrir una hemorragia de dinero. En el Primer Trimestre perdió $35 millones contra ingresos de $83 millones. Comparando los datos con el primer trimestre del año anterior, los ingresos se habían reducido en $100 millones y las pérdidas habían aumentado en cerca de $15 millones. En el mercado corrían los rumores sobre problemas y despidos en la división EBS y, Jeff Skilling, nuevo director ejecutivo de Enron, se comunicó con Rice para explicarle que estaba siendo presionado por los analistas y que no necesitaba más malas noticias. Por lo tanto Rice tuvo que ingeniárselas para que los resultados trimestrales mostraran una pérdida significativamente menor a la real. Así fue que en marzo de 2001, Skilling mostró que todo andaba bien y que EBS era una división valiosa y en fuerte crecimiento.
A pesar de esta restructuración, en el Segundo Trimestre de 2001 el cuadro de situación se volvió aún más oscuro. Había pérdidas por $102 millones contra ingresos de $16 millones.
Cuando EBS parecía venirse abajo apareció Andrew Fastow al rescate con una de sus entidades para “propósitos especiales” llamada LJM2. Esta última empresa compró la capacidad del cable de fibra óptica de los servicios de banda ancha en un precio inflado que permitió a Enron Broadband presentar un beneficio. Sin embargo, LJM2 compró la capacidad del cable de fibra óptica con una garantía de que Enron o alguna de sus subsidiarias la re-compraría a un precio incluso más elevado. Los hombres de Enron podían lograr cualquier milagro: de la noche a la mañana las pérdidas catastróficas de los servicios de banda ancha desaparecieron.
EBS nunca dio un beneficio, y cuando se destapó el escándalo Rice quedó en el centro de la tormenta. El derrumbe de Enron impidió saber si la joven unidad de negocios habría logrado desarrollar todo su potencial. Para fines de 2001, las tres unidades de negocio marchaban de la siguiente manera: La plataforma de intermediación siempre había dado ganancias, el sector encargado de la red de fibra óptica nunca había logrado arrancar del todo y la unidad de contenidos había obtenido algunos éxitos como la difusión de los Country Music Awards, y un torneo de tenis de Andre Agassi.
Sin embargo, EBS ya era historia y ahora toda su cúpula debía enfrentar los juicios por defraudación pública.

## Principales Detonantes
- La reputación de Enron comenzó a caer cuando comenzaron a surgir rumores acerca de contratos con valor de treinta mil millones de dólares con la empresa Maharashtra State Electricity Board. Dichos sobornos se rumoreaba que eran para América Central y del Sur, Filipinas e India.
-Tres Sociedades de Enron con altos pasivos fueron excluidas de los balances de la empresa.
-Hubo manipulación en la información de Enron por parte de la Auditoría Arthur Anderson, sospechando de la complicidad con estos.
-Enron creó una cortina a la población mostrando beneficios más altos a los que en realidad poseía.
Estos principalmente fueron provocados por descuidos dentro del Sistema Financiero de Enron.

## Caída de la empresa

### El Cenit

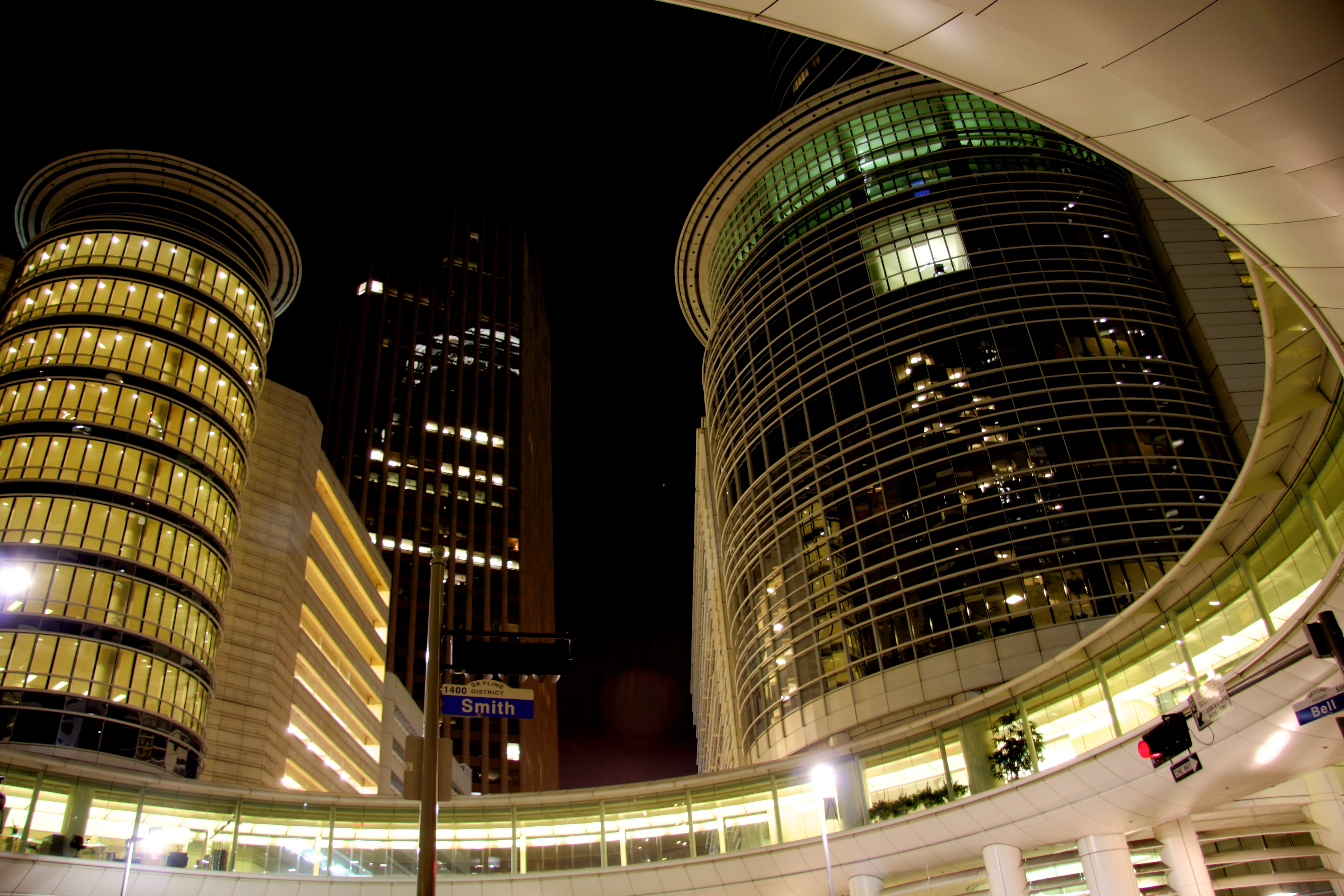
Enron Complex en la ciudad de Houston. Una de las características de Enron fue la grandilocuencia de sus instalaciones.

En 1999, cuando todo era crecimiento dentro de Enron, el gigante energético encomendó al prestigioso arquitecto César Pelli construir un segundo edificio para la compañía en el 1500 de la calle Louissiana, que estaría conectado con el “1400 Smith Street” a través de una pasarela circular a alto nivel. El nuevo edificio formaría el "Enron Center South" dentro del "Enron Complex".
La torre de Louissiana 1500 tendría 40 pisos (180 m de altura), sería de características similares al Smith 1400 y estaría equipada con la última tecnología en el manejo de los recursos internos. El edificio, que costo en total $ 200.000.000, recién sería terminado en el año 2002 (Enron nunca llegó a ocuparlo).
Para fines de 1999, Enron ya era una empresa muy inusual. Por un lado brindaba servicios diversificados, poseyendo plantas de energía, compañías de agua, distribuidoras de gas y otras unidades empresarias involucradas en la distribución de servicios a consumidores y a empresas. Por otra parte, también se había hecho famosa aplicando el estilo de Wall Street a esos mercados tradicionalmente dormidos.
La “genialidad” de Enron había sido considerar que todos esos servicios y complejos productos tales como “anchos de banda” eran en realidad "commodities", que podían ser comprados, vendidos y almacenados como si se tratara de acciones o de bonos.
Si bien Enron había logrado mantener a la opinión pública alejada sobre el valor real de la empresa y de sus ganancias, lo cierto es que la situación no andaba bien y esto no podría ocultarse por mucho más tiempo. La deuda de Enron era creciente, pero los grandes conglomerados financieros se asociaron fraudulentamente para que en los libros contables los préstamos aparecieran como pagos por ventas. Quizá el ejemplo más asombroso de esta maniobra fue la compra de tres centrales eléctricas sobre barcazas situadas en el mar de la costa de Nigeria por Merrill Lynch en diciembre de 1999 por 12 millones de dólares. Esto permitió a Enron registrar 12 millones más de dólares de beneficios en su informe de fin de año. A cambio, Merrill Lynch recibió de Enron, 200 millones de dólares en honorarios por las “molestias” y un 15% de interés por lo que en realidad era un préstamo que sería liquidado en el plazo de seis meses (cuando Merrill Lynch tenía que devolver las centrales eléctricas a la empresa asociada LJM2, manejada desde Enron). Con tales ardides, Enron reflejó lo que de hecho era pasivo como activo, declarando su deuda más baja de lo que realmente era y exagerando su flujo de efectivo. Con esto lograba aumentar el precio de sus acciones y su capacidad para solicitar nuevos préstamos. Sin embargo, desde principios de 2000, Enron estaba teniendo serios problemas para conseguir efectivo y tuvo que seguir endeudándose para mantener a flote el negocio. Además, la empresa había quedado muy expuesta ante las compañías eléctricas de California, a las cuales debía decenas de millones de dólares por los famosos "derivados climáticos".
Pero en ese momento, para el mundo exterior, todos los negocios de Enron parecían exitosos y todos sus empleados parecían ricos. Las oficinas centrales impresionaban por su opulencia y Enron era aclamada como una gran compañía global, elogiada por sus grandes planes de pensiones a largo plazo y los beneficios para sus trabajadores. Junto a su agresiva política expansiva a nivel de activos, Enron también había fomentado la participación de sus trabajadores en las actividades de la empresa. Alrededor del 60 por ciento de sus empleados recibía una bonificación anual en opciones, que equivalía al 5 por ciento de su sueldo básico. Los ejecutivos y gerentes recibían montos mayores. A fines del 2000, todos los administradores y empleados de Enron tenían opciones que podían ejercerse en cerca de 47 millones de acciones. Bajo un plan típico, el titular recibía la opción de comprar un número determinado de acciones a precio de mercado el día en que se emitiera dicha opción. Ese precio fijo se denominaba "strike price". Pero la opción generalmente no podía ejercerse durante unos años. Si el precio de la acción se elevaba durante ese tiempo, la opción podía producir un buen beneficio. En los 47 millones de opciones de Enron, el "strike price" promedio fue de 30 dólares y a fines del 2000 el precio del mercado fue 83 dólares. El beneficio potencial era casi de 2.500 millones de dólares.
Durante el año 2000, todo estuvo bien, las acciones de Enron alcanzaron su máxima cotización de $ 90.56 dólares en el mes de agosto, e incluso Jeff Skilling auguraba a los inversionistas nuevas subas que llevarían el papel a unos $ 126 dólares para el año próximo. El futuro parecía prometedor, ya que Enron había sido una de las principales fuentes de financiación de la carrera política de George W. Bush (Hijo), quien asumiría la presidencia de EE. UU. el 20 de enero de 2001. El director ejecutivo de Enron, Kenneth Lay, era amigo personal de Bush desde la época en que este era gobernador de Texas e incluso corrieron rumores de que Lay podía llegar a ocupar algún cargo dentro del nuevo gobierno republicano, aunque finalmente esto no ocurrió. Por aquel entonces el valor de las acciones de Enron oscilaba entre los 83 y los 85 dólares cada una, no era el precio más alto de su historia, pero tampoco estaba muy lejos de ello.
No es la utilidad de la sociedad emisora lo que determinaba la cotización de sus acciones, sino la “expectativa” de su utilidad. Este fenómeno es aún más pronunciado en las sociedades que cotizan en la bolsa, que están obligadas a publicar sus estados financieros trimestralmente, acompañándolos con predicciones de resultados, generalmente para el próximo trimestre y para el resto del ejercicio.
A su vez, los bancos de inversión (Merrill Lynch, Morgan Stanley, Lehman Brothers, etc.) tenían a sus propios cuerpos de analistas que no solo formulaban recomendaciones de “comprar, retener o vender” las acciones que estudiaban, sino que también hablaban de expectativas cuantificadas respecto a los resultados que esperaban de ellas y las cotizaciones a las que podían llegar en el mercado.
La influencia de los “analistas” era tan grande que podía llegar a generar casos curiosos, donde una empresa emisora podía reportar una buena utilidad, pero si ésta era inferior a la esperada, su cotización descendía porque era la utilidad esperada la que había alimentado las esperanzas de los compradores de dichas acciones. Las expectativas de los analistas en el caso de Enron apuntaban a resultados de más de $ 10 dólares anuales por acción, y la empresa no deseaba decepcionarlos.
En efecto, el desempeño bursátil de la compañía no fue menor: desde el inicio de la década de 1990 hasta fines del año 1998 las acciones de Enron habían aumentado 311%. A partir de allí, el valor de las acciones se disparó alcanzando un incremento del 56% en 1999 y un 31% durante el año 2000, lo que equivalía a una revaluación del papel en torno al 104.4% en tan solo dos años: en comparación, el índice de acciones S&P500 había registrado un aumento del 20% y una disminución del 10% durante esos mismos años respectivamente.
Al 31 de diciembre de 2000, las acciones de Enron se habían estabilizado e incluso retrocedido un poco, a un precio de 83,13 dólares, lo cual no dejaba de ser un valor razonable. Para aquel momento su capitalización bursátil superaba los $ 60 mil millones de dólares, 70 veces el ratio de ganancias y seis veces superior a su valor contable, lo que representaba una indicación de las altas expectativas del mercado de valores sobre sus perspectivas de futuro.
Además, en el año 2000 la empresa ganó el premio del Financial Times a la "Compañía de Energía del Año" y a la "mejor y más exitosa decisión de inversión". Ese mismo año apareció también en la lista de los 100 mejores empleadores según una lista de la revista Fortune, donde se destacaba la grandilocuencia de sus instalaciones entre los ejecutivos de empresas.
Poco después, el 6 de febrero Enron era nuevamente galardonada por la revista Fortune como “la empresa más innovadora de América” por sexto año consecutivo (1996 a 2001). Lo más destacable era que en cuestión de quince años, Enron Corporation había pasado de ser una pequeña empresa de gas en Texas, a convertirse en el séptimo grupo empresarial de mayor valor en Estados Unidos.
El futuro seguía pareciendo prometedor, sin embargo, en las oficinas de Arthur Andersen ya se debatía sobre un punto crítico: las sociedades creadas y gestionadas (directa o indirectamente) por el principal ejecutivo financiero de Enron, Andrew S. Fastow. Lo que hacía tan importantes a estas sociedades era que sus transacciones involucraban grandes cantidades de acciones de la propia Enron, y estos negocios podrían desplomarse si el precio de la acción caía demasiado.
Justamente, a partir de allí el valor de la acción comenzaría un imparable retroceso hasta que finalmente, en poco menos de un año, terminaría siendo retirada de la bolsa por haber rebasado el límite inferior de cotización fijado en un dólar.
Como en muchas cuestiones, las causas y los efectos se influirían mutuamente. Las acciones eran la mejor mercancía de Enron, pero ante la continua caída de los mercados bursátiles su precio retrocedió. Como Enron no podría seguir usando sus propias acciones para cubrir las inversiones desafortunadas, inevitablemente las pérdidas tendrían que empezar a sincerarse en los balances, lo que resultaría devastador ya que empujaría el precio de las acciones aún más abajo. Como era de esperarse, el círculo “vicioso” no haría otra cosa más que retroalimentarse, ya que las bajas en las cotizaciones provocarían nuevas pérdidas, que a su vez provocarían mayores bajas en el precio de la acción de Enron. Los caprichos contables utilizados para fomentar el sorprendente ascenso de la compañía, serían los responsables de su declive.

### El Ocaso

Evolución de la acción de Enron (cotizaba en el NYSE bajo las siglas: ENE) desde el 23 de agosto del 2000 ($90) al 11 de enero de 2002 ($0.12).

Podría decirse que la espiral descendente de Enron comienza formalmente el día 12 de febrero de 2001, cuando la mesa directiva de Enron aprueba una decisión trascendental: Skilling, que desde hacía tiempo era el segundo al mando, ascendería al cargo de director ejecutivo de la compañía. Mientras tanto Kenneth Lay se mantendría como presidente del Directorio.
Para aquel entonces, la burbuja había crecido demasiado y los problemas de liquidez eran ya muy serios. Enron comenzó a ser acosado por sus deudores, a su vez que varias SPE como las Raptors, Whitewing y Osprey, entre otras, mostraban claros signos de insolvencia. La mayor parte de estas SPE formaban parte de un plan para esconder deudas o inversiones fallidas de la propia Enron.
Cuando las acciones de Enron oscilaban entre valores de 80 o 90 dólares, los negocios vinculados a sus SPE sin duda se veían absurdamente atractivos. Pero, durante los primeros días de marzo el precio de las acciones de Enron bajó a alrededor de 70 dólares, con lo cual el riesgo aumento considerablemente.
Ante la falta de Liquidez y los problemas que agobiaban a Enron, la empresa inicia la campaña secreta denominada “Project Summer” (Proyecto Verano) para deshacerse de gran parte de los activos de Enron Internacional que se hallaban en manos de las Raptors. La tarea habría caído en manos del vicepredente ejecutivo de la compañía, Cliff Baxter y según trascendió, Enron estuvo cerca de vender gran parte de estos activos, valuados en $ 7 mil millones de dólares, a inversores internacionales, principalmente del Medio Oriente. Pero la operación se habría frustrado a último momento y tanto Skilling como Fastow cuestionarían posteriormente la existencia de dicho plan.
Mientras tanto, el 5 de marzo, la periodista Bethany McLean, escribió un artículo en la revista Fortune que tenía como encabezado: “¿Enron esta Sobrevalorada?”. En dicho artículo la periodista se hacia eco de la molestia y preocupación de algunos inversionistas y analistas sobre los altos precios de Enron en la Bolsa de Valores. Allí se preguntaba cómo Enron podía mantener su alto valor de las acciones, que cotizaban 55 veces por encima de sus ganancias y que nadie, incluyendo a analistas e inversores, sabía exactamente cómo Enron ganaba su dinero. Ella fue dibujando la situación de la empresa después de que un analista sugirió haber visto el informe 10-k presentado por Enron, donde se encontró con "operaciones extrañas", "flujo de caja irregular", y "deuda enorme".
Sin embargo, los signos de que algo andaba mal eran cada vez más visibles. En una conferencia telefónica el 17 de abril de 2001, Jeff Skilling, atacó verbalmente al analista de Wall Street Richard Grubman, quien cuestionaba las inusuales prácticas contables de Enron durante una conferencia telefónica grabada. Cuando Grubman se quejó de que Enron era la única empresa que no podía lanzar un balance junto con sus declaraciones de ingresos, Skilling respondió: "Bueno, muchas gracias, somos conscientes de que... imbécil". Esto se convirtió en una broma interna entre muchos empleados de Enron. Hasta ese entonces, las publicidades televisivas de la empresa, solían tener el lema “Ask why” (“Pregunta por qué”), y luego de esta falta de tacto de Skilling el lema cambio a: “Ask why, asshole” (“Pregunta por qué, imbécil”) como una burla hacia la injerencia de Grubman.
Sin embargo, el comentario de Skilling fue recibido con consternación y asombro por la prensa y el público. Como lo había hecho anteriormente, Skilling rechazó las críticas hacia Enron con frialdad o con humor, aunque muchos vieron que esta falta de mesura simbolizaba un gran nerviosismo por las prácticas engañosas que estaba realizando la empresa. Todos estos hechos, sumados a las constantes faltas de liquidez, comenzaron a ser sentidos negativamente en la bolsa, lo que dio inicio a una mayor caída en el valor de las acciones de Enron.
El primero de mayo, Clifford Baxter, el Vicepresidente del Directorio y Jefe Estratégico de Enron deja abruptamente la empresa, después de haber discutido con Jeff Skilling por temas relacionados con las prácticas contables de la compañía.
A mediados de julio de 2001, Enron reportó ingresos por $ 50,1 mil millones, casi el triple del año anterior, superando incluso las previsiones de los analistas en 3 centavos por cada acción. A pesar de ello, el margen de ganancias de Enron se había quedado en un modesto promedio de alrededor de 2,1%, y el precio de sus acciones había caído más de un 30% desde el mismo trimestre de 2000.
Mientras tanto, los inversionistas tenían varias razones para estar preocupados ya que los negocios emprendidos por Enron mostraban claras dificultades: nunca pudieron solucionarse los problemas en el funcionamiento de la nueva unidad comercial de banda ancha, y las pérdidas por la construcción del Proyecto Dabhol Power (India) eran tremendas. Al mismo tiempo crecían las críticas sobre la empresa por el papel que su filial Enron Energy Services había jugado en la crisis energética de California entre los años 2000-2001.

### El Alejamiento de Skilling
La falta de liquidez y la baja en las cotizaciones eran una constante, a tal punto que para agosto de 2001 la acción de Enron ya cotizaba a $ 40,25 dólares y el día 14, Skilling renuncia al cargo de director ejecutivo después de solo haber estado seis meses al frente. Skilling citó razones personales para dejar la compañía. Obviamente su renuncia envió más señales negativas a los inversionistas bursátiles y financieros, quienes quedaron sorprendidos ante el repentino anuncio de un hombre que había hecho todo lo posible por encumbrarse en la máxima dirección de Enron y que había sido el principal ideólogo de los más “innovadores” productos financieros de la compañía. Daba la impresión de que el barco se estaba hundiendo y que ahora sus propios ejecutivos se precipitaban por salir de la empresa. Tras la renuncia de Skilling, Kenneth Lay anunció que él mismo volvería a asumir el cargo de Director Ejecutivo.
La imagen pública de la empresa era, hasta poco tiempo atrás, la de una innovadora y poderosa corporación que estaba a punto de remodelar el mundo. Pero ahora sus ejecutivos intentaban desesperadamente evitar el derrumbe. Ante esta situación, Kenneth Lay comienza a reunirse con los empleados, alentándolos a escribir en forma anónima sus preocupaciones. El 15 de agosto, Lay recibió un e-mail donde no se transmitía una simple queja o inquietud sino que se le advertía sobre las prácticas contables de la empresa. El autor anónimo mencionaba incluso detalles de los problemas con las sociedades vinculadas a Enron y le aseguraba que esto podría causar graves desastres financieros en la compañía en un plazo tan corto como uno o dos años. Dicha nota afirmaba: "Estoy increíblemente nervioso ante la posibilidad de que la compañía implosione en una oleada de escándalos contables. Skilling está renunciando por razones personales, pero yo creo que no le divertía mirar hacia el futuro cercano y saber que este asunto es imposible de arreglar, y prefirió abandonar el barco antes que tener que renunciar avergonzado en unos dos años."
"¿Se ha convertido Enron en un lugar peligroso para quienes trabajan allí? Aquellos de nosotros que no nos hicimos ricos durante los últimos años, ¿podemos darnos el lujo de quedarnos?".
El escritor de la carta pronto se identificó como una mujer, Sherron S. Watkins, una contadora que había trabajado para Arthur Andersen y que desde 1993 se había unido a Enron, como asistente de Skilling. Después de ocho años de trabajo Watkins había sido despedida la primavera anterior, pero en junio la habían vuelto a contratar para trabajar como vicepresidente de desarrollo corporativo en el sector de Fastow.
Finalmente el 22 de agosto, Watkins se reunió individualmente con Lay y le dio un memorando donde básicamente se cuestionaba la transparencia y la viabilidad financiera de las operaciones, al tiempo que sugería algunos procedimientos para corregirlas.
Kenneth Lay la interrogó acerca de que si ella había dicho algo fuera de la empresa, lo cual efectivamente no había ocurrido, ya que el memorando solo se haría público cinco meses después y de hecho ayudó a dar cobertura legal a Lay en el juicio posterior. Una vez despejado el asunto de la confidencialidad Lay se comprometió a investigar el asunto, a lo que Watkins le sugirió contratar una firma de abogados distinta a Vinson & Elkins, la compañía que tradicionalmente asistía a Enron, ya que dicha empresa también podría enfrentarse a un conflicto de intereses. Lay hizo caso omiso a tal recomendación y llamó a la misma firma de abogados para que examinara todos aquellos asuntos.
Sin embargo, la carta de Watkins se convirtió en un detonante para el colapso de Enron, ya que si bien ella no la hizo pública, sí fue conocida por los altos ejecutivos y muchos empleados menores de la empresa, que a través del memorando se enteraron de situaciones internas que hasta el momento se habían mantenido en secreto. Esto a su vez facilitó que personas ajenas a la empresa conocieran la situación, hasta que finalmente los rumores llegaron a la prensa, que estaba interesada en investigar el asunto dado la continua caída en el precio de las acciones de Enron.
A finales de agosto de 2001, las acciones de la compañía siguen cayendo y cada vez más observadores comienzan a plantear su incertidumbre sobre Enron, no solo porque el negocio de la compañía era difícil de entender, sino también porque los estados financieros de la empresa eran poco claros.
Después de los ataques terroristas del 11 de septiembre, la atención de los medios de comunicación se alejó de la empresa y sus problemas, dándole un respiro. Menos de un mes después, Enron anunciaba su intención de deshacerse de los activos de menor rentabilidad vinculados a sus negocios de gas e intercambio de electricidad. Esta medida incluía la venta de Portland General Electric y otra utilidad de Oregon, la Northwest Natural Gas, por alrededor de $ 1,9 mil millones de dólares en efectivo y acciones, y, posiblemente, la venta de su participación del 65% en el proyecto de Dabhol en la India.
Entre septiembre y octubre de 2001, ante la continua baja en las cotizaciones y con la empresa al borde de la ruina, Lay y otros altos ejecutivos venden grandes cantidades de acciones y opciones sobre acciones de Enron. Simultáneamente, Kenneth Lay realiza charlas con los empleados animándolos a comprar más acciones, afirmando que la empresa se recuperaría y que había que ver los bajos precios de la acción como una oportunidad para el futuro. El 15 de octubre, la firma Vinson & Elkins, informa los resultados sobre la investigación relacionada con las denuncias de Watkins. Los abogados aseguraron a Lay que no había razones para preocuparse y que todo en la operación de Fastow parecía estar correcto.
La reputación de la empresa continúa decayendo ante los insistentes rumores de pago de sobornos y tráfico de influencias para obtener contratos en distintas partes del mundo.

### Investigación de la SEC

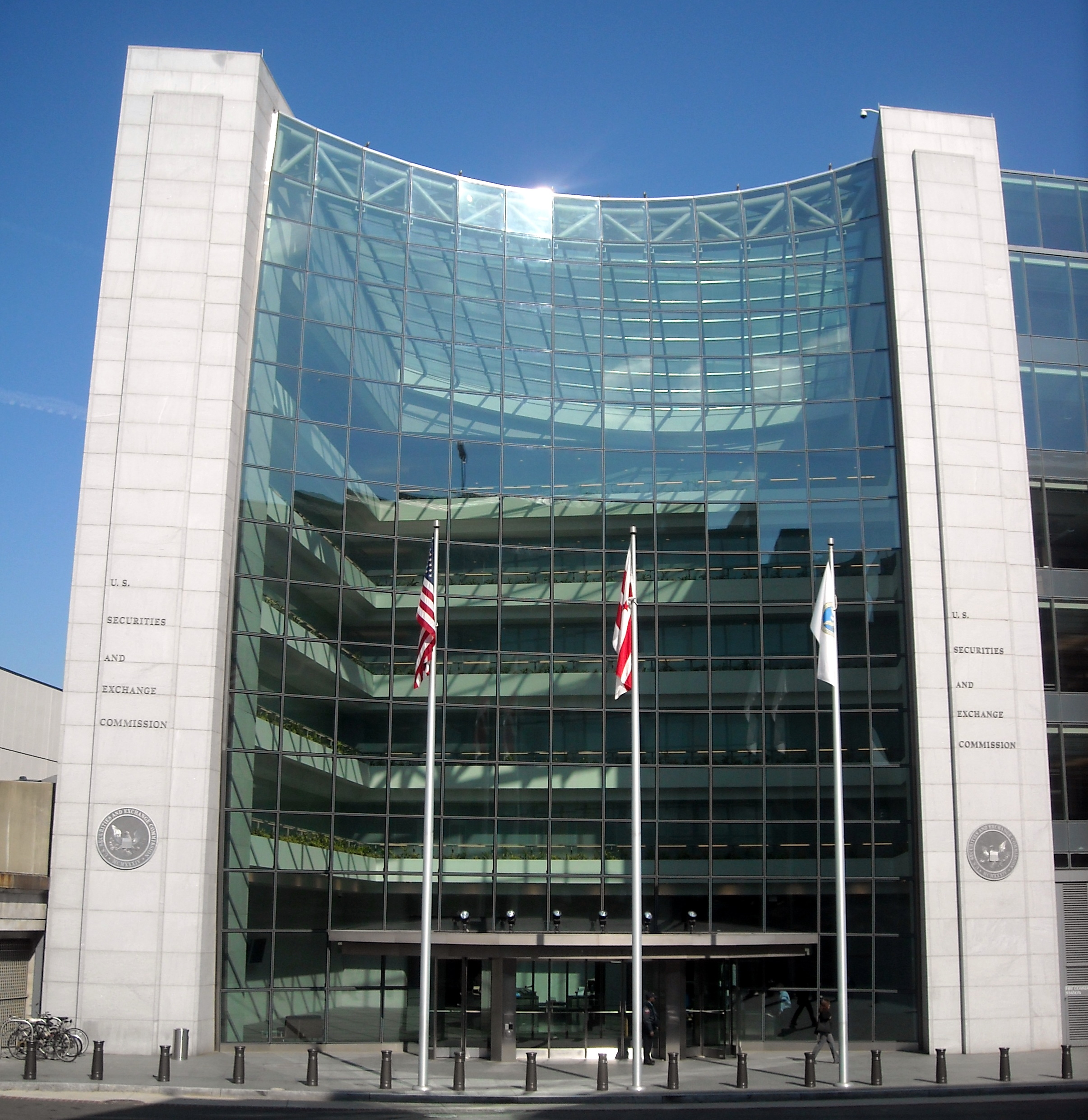
Edificio Central de la "Securities and Exchange Commission" (SEC) en la ciudad de Washington, D.C..

Para fines de septiembre, Enron estaba esencialmente condenada y su fuerza laboral se hallaba sacudida y atemorizada por la continua declinación del precio de las acciones.
Mientras tanto, los auditores de Andersen informan que inevitablemente debían rectificar errores que habían sido cometidos en los libros de Enron. Las acciones de Enron que habían sido utilizadas para financiar a las sociedades Raptors habían añadido incorrectamente 1000 millones de dólares a los activos en el balance de Enron. Por lo tanto, corregir el error reduciría los activos en 1000 millones de dólares.
Para este momento, Lay y sus asesores habían decidido desmantelar los acuerdos Raptors. Eso significaba que las pérdidas de inversión que habían sido mantenidas al margen durante tanto tiempo tendrían que ser informadas a los accionistas. Y también significaba que 200 millones de dólares adicionales tendrían que ser recortados de los activos de Enron.
El 16 de octubre finalmente Enron anuncia públicamente que debía realizar correcciones en sus estados financieros entre los años 1997 y 2000 para corregir violaciones de contabilidad. Los reajustes para el período redujeron las ganancias por $ 613 millones (o 23% de los beneficios reportados durante el período), mientras que los pasivos para fines del 2000 aumentaban en $ 628 millones (6% de los pasivos reportados y el 5,5% del capital declarado), con lo que la reducción de capital era de por lo menos $ 1.2 mil millones (10% del capital declarado). Se trataba de la primera pérdida trimestral registrada en más de cuatro años.
El equipo de gestión de Enron dijo que las pérdidas se debieron principalmente a inversiones fallidas, junto a otros gastos tales como $ 180 millones para reestructuración de la unidad de banda ancha de la compañía. Enron tomaba esta decisión con el fin de sincerar su situación y tratar de recuperar el camino de las ganancias a través de sus negocios tradicionales de energía. Sin embargo, la gestión de Enron había perdido credibilidad y los analistas se mostraban cada vez más nerviosos.
El 17 de octubre la compañía anunció que habían cambiado los administradores del plan de pensiones de sus empleados. Con lo cual el plan quedaba congelado durante un período de 30 días y los trabajadores tenían prohibida la venta de sus acciones de Enron.
El lunes 22 de octubre Fastow revelaba al Consejo de Administración de Enron que había ganado 30 millones de dólares en compensaciones por la gestión de las sociedades LJM. Ese mismo día se hizo público que la SEC estaba investigando varias operaciones sospechosas realizadas por la empresa. El precio de las acciones de Enron que por entonces cotizaban en un rango cercano a los 30 dólares, cayó rápidamente hasta el valor de $ 20,65.
La realidad es que Enron no podía explicar esta inesperada carga de mil millones de dólares y muchos analistas quedaron como verdaderos ignorantes ya que nunca habían sabido realmente cómo funcionaba el negocio de la empresa.
Mientras tanto, en pleno colapso, los 21.000 empleados y 4.500 jubilados de la empresa, cuyos ahorros estaban depositados en acciones de Enron, asistían impotentes al desplome de la cotización.
Dos días después, el 25 de octubre, con el mercado clamando por señales de cambio, Lay decide suspender temporalmente a Fastow de su cargo, aunque este alejamiento, sería definitivo. Lay justificó su decisión en los siguientes términos: "En mis continuas conversaciones con la comunidad financiera, se hizo claro para mí que la restauración de la confianza del inversor nos obligaba a reemplazar a Andy (Fastow) como Director Financiero." Las acciones de Enron ahora cotizaban a 16,41 dólares, después de haber perdido la mitad de su valor en poco más de una semana. Ante este panorama la empresa comenzó a buscar un posible comprador.
El 27 de octubre la compañía comenzó a re-comprar sus propias acciones por un valor estimado de US $ 3,3 mil millones, en un esfuerzo por calmar los temores de los inversionistas. Enron financió gran parte de la operación a costa de reducir sus líneas de crédito en varios bancos. La calificación de la deuda de la compañía aún se consideraba como "Investment-Grade" (Grado de Inversión), la mejor nota otorgada por las calificadoras de riesgo. Este último dato es fundamental, ya que en el corto plazo, la supervivencia de Enron dependía de su calificación de crediticia y a fines de octubre se rumoreaba que Moody 's y Fitch, dos de las tres mayores agencias de calificación, preveían revisar la nota de Enron para una posible baja. Tal maniobra obligaría a que Enron tuviese que emitir millones de acciones para cubrir los préstamos que había garantizado, una medida que a su vez provocaría un mayor descenso del valor de las acciones existentes. Ante este panorama, todas las empresas comenzaron a revisar sus contratos firmados con Enron, especialmente los de largo plazo. En el caso de que la calificación de Enron se redujera por debajo del grado de inversión, este sería un enorme obstáculo en las operaciones futuras.
La realidad a fines de 2001 era que los analistas y observadores no podían evaluar correctamente a una empresa cuyos estados financieros eran tan misteriosos, y muchos temían que solo Skilling y Fastow podían dar explicaciones a tantos años de operaciones extrañas. Lay se había convertido en el único interlocutor dentro de Enron, pero él tampoco podía dar respuesta a preguntas tan detalladas sobre los negocios que había realizado la empresa, lo cual provocaba más preocupación entre los analistas.
Como se temía, el 30 de octubre, Moody 's bajó la calificación de crédito de Enron de Baa1 a Baa2, dos niveles por encima de la categoría de basura. Standard & Poors también bajó la calificación de Enron a BBB+, el equivalente de calificación de Moody. Esta baja impidió a la empresa encontrar el financiamiento necesario para mantenerse solvente.
En noviembre comenzó con la revelación de que la SEC estaba realizando ahora una investigación formal, motivada por cuestiones relacionadas con Enron y sus sociedades de propósito especial. El Consejo de Administración de Enron también anunció que crearía un comité especial encabezado por William C. Powers, el Decano de la Facultada de Abogacía de la Universidad de Texas, para investigar las susodichas transacciones. Mientras tanto, Enron fue capaz de obtener $ 1 mil millones en financiamiento de su empresa rival Dynegy el 2 de noviembre, pero la noticia no calmó los ánimos ya que la deuda estaba garantizada con los activos de la valiosa compañía Northern Natural Gas and Transwestern Pipeline.

### Dynegy, la Última Carta

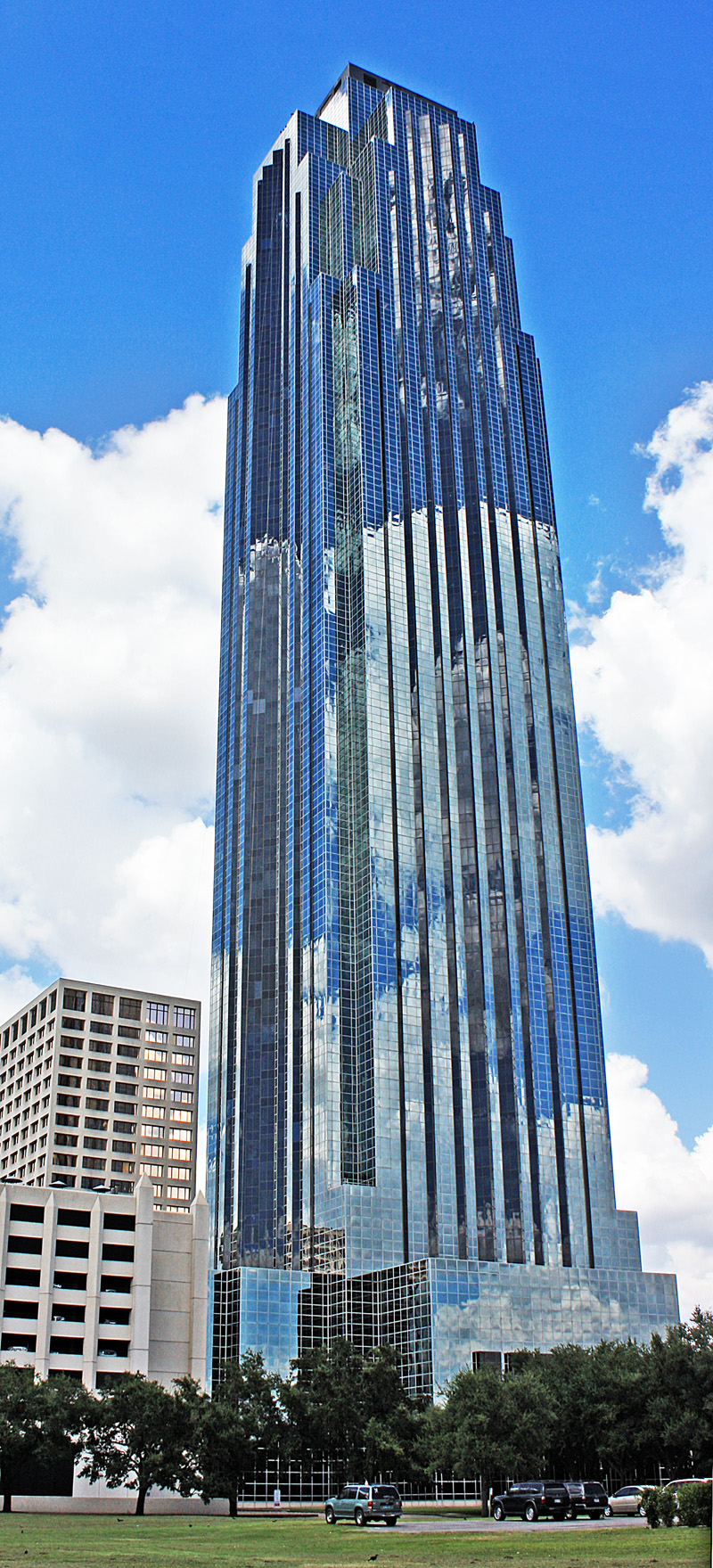
La Torre Transco (Hoy conocida como la Torre Williams) en Houston, sede original de la empresa Dynegy.

Enron afirmó que tenía la intención de explicar sus prácticas de negocios con más detalle en los próximos días, como un gesto de confianza. Para aquel entonces, las acciones de Enron ya se negociaban en alrededor de U$S 7, porque los inversionistas temían que la empresa no sería capaz de encontrar un comprador.
Después de una ardua búsqueda, Enron pareció encontrar la salvación, cuando en la noche del 7 de noviembre, la junta directiva de Dynegy, otro comerciante de energía con sede en Houston, votó a favor de adquirir Enron a un precio estimado en alrededor de $ 8 mil millones en acciones. Chevron Texaco, que a su vez era propietaria de una cuarta parte de Dynegy, acordó inyectar en Enron $ 2.5 mil millones en efectivo, específicamente $ 1000 millones por adelantado y el resto cuando la oferta se hubiese concretado. Dynegy también estaría obligada a asumir casi $ 13 mil millones en deudas, además de cualquier otra deuda que pudiese estar oculta en las complejas prácticas comerciales de Enron. Posiblemente ese monto “oculto” de deuda ascendía $ 10 mil millones. Dynegy y Enron confirmaron entrar en negociaciones el 8 de noviembre de 2001.
Inmediatamente el clima se distendió, pero la calma solo duraría un par de horas, ya que ante la investigación de la SEC, Enron estaba revisando todos sus balances de los pasados cinco años y ahora tenía la obligación de consolidar sus diversas filiales. Una de ellas era Chewco Investments, creada en 1997, ya que esta no cumplía con los criterios contables para ser considerada una sociedad separada. Chewco a su vez tenía desde su creación, una participación limitada en otra sociedad denominada JEDI, que como resultado de este incumplimiento también tenía que ser consolidada en los estados financieros de la compañía.
Por otra parte, Enron tendría que consolidar a su subsidiaria LJM1 entre los años 1999 y 2000 ya que esta tampoco calificaba como “no consolidable”, en virtud de su inadecuada capitalización, por lo que las inversiones que Enron había hecho a través de esta subsidiaria en Rhythms NetConnections, debían consolidarse en los balances de dichos años. La inclusión de estas empresas provocaría inevitablemente un alza en los pasivos inicialmente reportados.
Así es que el 9 de noviembre, Enron decidió anunciar una nueva corrección importante de sus ganancias con una reducción de $ 591 millones en los ingresos declarados entre los años 1997 a 2000, producto de estas tres asociaciones con fines especiales (JEDI, Chewco y LJM1) que habían sido mantenidas fuera de los balances consolidados, pero que en realidad no cumplían con los criterios contables para ser excluidas.
Estas correcciones dieron como resultado la eliminación casi total de las ganancias para el año fiscal 1997, y reducciones significativas en los años siguientes. Por lo tanto, los masivos beneficios y el excelente desempeño financiero proclamado por la compañía habían sido solo una ilusión y ahora la firma daba a conocer un inmenso "agujero negro" contable. A pesar de esta revelación, Dynegy declaró que seguía teniendo la intención de comprar a Enron.
Ambas compañías promovieron el acuerdo de manera agresiva y algunos observadores tenían la esperanza de que la operación finalmente se concretara; Charles Watson, Director Ejecutivo de Dynegy fue elogiado por su visión en el intento de ampliar su presencia en el mercado de la energía.
Mientras continuaban las negociaciones, el problema del crédito se hacía cada vez más crítico, ya que tanto Moodys como S&P habían vuelto a bajar la calificación de Enron a un solo punto por encima de la categoría de basura. Con esta calificación la compañía perdía su capacidad de comercio y se eliminaban todas sus líneas de crédito. Además, muchas empresas habían limitado su participación en Enron, o dejado de hacer negocios en conjunto, por temor ante las malas noticias. Mientras tanto, el ánimo de los empleados empeoró aún más cuando se reveló que Lay recibiría un pago de $ 60 millones en concepto de gastos por el cambio de control posterior a la adquisición de Dynegy, mientras que muchos empleados de Enron habían visto como sus cuentas de jubilación, que se basaban principalmente en acciones de Enron, se diezmaban en poco tiempo, ya que el precio de la acción había caído 90% en un año. Algunas parejas casadas que trabajaban para la empresa perdieron hasta $ 800.000 o $ 900.000 dólares. Esta situación prácticamente erosionó el plan de ahorro de cada empleado.
Watson nuevamente intentó traer calma y aseguró a los inversionistas de que no habría más sorpresas y que por lo tanto esta era una operación extraordinariamente buena. Según él, solo la parte de Enron Energy Trading valía lo que Dynegy estaba pagando por toda la empresa.
A mediados de noviembre, Enron anunció su intención de vender alrededor de $ 8 mil millones de dólares en activos de bajo rendimiento, junto con un plan general para reducir su escala por el bien de la estabilidad financiera. Sin embargo, el 19 de noviembre, en su presentación trimestral 10-Q, Enron reveló que casi todo el dinero que había pedido prestado recientemente ($ 5 mil millones) para propósitos que incluían la compra de acciones, se habían agotado en solo 50 días. La compañía estaba sufriendo una hemorragia de dinero que se venía acelerando día a día: $ 2 mil millones se habían evaporado tan solo una semana después de firmado el acuerdo de fusión. La revelación generó más escepticismo entre los analistas, sobre todo porque Dynegy no había estado informada sobre esta situación, lo cual provocó estupor e ira entre sus directivos. Enron también da a conocer más evidencia pública de su estado crítico, requiriendo financiar deudas de 690 millones de dólares que debían ser pagadas en cuestión de días y con obligaciones de reembolso de deuda por un valor aproximado de $ 9 mil millones para finales de 2002. Esas deudas estaban muy por encima de su efectivo disponible y las medidas emprendidas no garantizaban la solvencia para mantener en marcha el negocio. Los analistas de Wall Street expresaban serias dudas sobre si la empresa podría solucionar sus problemas financieros y sobre si Dynegy seguiría adelante con el acuerdo.
Las acciones de Enron se desplomaron de $ 9,06 a $ 6,99 cada una, el 20 de noviembre. Al día siguiente, la empresa asegura una extensión de su deuda por 690 millones, el dinero que necesitaba para cubrir sus obligaciones de fin de mes. Cinco días después, las acciones de Enron estaban por el piso: cotizaban a U$S 4,01.
Ahora Dynegy quería alejarse del asunto, aunque tendría que demostrar legalmente un "cambio sustancial" en las circunstancias de la transacción y las últimas revelaciones aún no eran motivo suficiente para ello.
Mientras tanto, la SEC anunció que había presentado denuncias por fraude civil contra Andersen, mientras que Dynegy exigía ahora a Enron renegociar los términos del acuerdo para ser comprada por $ 4 mil millones en lugar de la anterior oferta de $ 8 mil millones. Los observadores de Dynegy estaban reportando dificultades para determinar cuales de las operaciones de Enron resultaban beneficiosas.

### La Quiebra

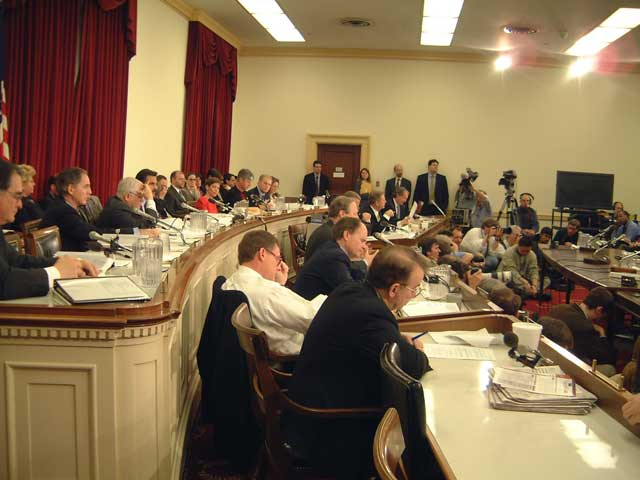
24 de enero de 2002, comienza la audiencia del caso Enron en el Congreso de Estados Unidos.

El 28 de noviembre de 2001, Dynegy se desvincula unilateralmente de la propuesta de adquisición. Con enormes deudas, sin flujo de efectivo y con una categoría crediticia reducida a nivel de "basura" era evidente que el futuro de Enron estaba sellado. Aquel 28 de noviembre de 2001, la noticia de la inevitable caída de Enron, se hizo pública alrededor de las 10:30 de la mañana, y el precio de las acciones cayó hasta los $ 0,61 en el final de la rueda diaria.
Tras la caída de Enron, sus acreedores y otras empresas comerciales vinculadas sufrieron enormes pérdidas. Algunos analistas sintieron el fracaso de Enron como una reedición de los atentados del 11 de septiembre pero esta vez en el campo económico. Ahora había que determinar la exposición total de los mercados y las empresas ante la quiebra de Enron, que estimaba alrededor de $ 23 mil millones de dólares en pasivos, tanto de la deuda pendiente como de los préstamos garantizados, afectando particularmente a Citigroup y JP Morgan Chase.
Las operaciones europeas de Enron se declararon en quiebra el 30 de noviembre de 2001, y el 2 de diciembre Enron buscó la protección del Capítulo 11 en los Estados Unidos y reclama legalmente a Dynergy por incumplimiento del contrato de negociación. Esta se convirtió en la mayor bancarrota de la historia de EE.UU. (antes de ser superada por WorldCom al año siguiente). El día en que Enron se declaró en quiebra, a los empleados se les dijo que debían recolectar todas sus pertenencias y que tenían 30 minutos para desalojar el edificio. Casi el 62% de los ahorros de 15.000 empleados estaban basados en los planes de acciones de Enron que a principios de 2001 cotizaban a $ 83 dólares y que ahora eran prácticamente basura.
El 9 de enero de 2002 el Departamento de Justicia de los Estados Unidos comienza la investigación criminal en el caso de Enron. Un día después, la Casa Blanca confirma que Kenneth Lay hacía lobby para apoyar a su empresa poco antes de que ésta colapsara. Arthur Andersen por su parte, reconoce que sus empleados destruyeron algunos documentos vinculados a Enron.
El Procurador General John Ashcroft, quién recibió de la empresa fondos para su campaña como Senador, se excluye de la investigación, al igual que el equipo de unos 100 investigadores federales de Houston, donde Enron tenía su cuartel general.
El Departamento de Justicia nombra a Joshua Hochberg, titular de la división de fraudes, como fiscal actuante para dirigir la investigación criminal dentro de Enron. Arthur Andersen echa al ejecutivo David Duncan que había estado a cargo de auditar a Enron y coloca en su lugar a otros tres empleados.
El 16 de enero de 2002 las acciones de Enron son dadas de baja en la Bolsa de Nueva York. Al día siguiente Enron despidió a Andersen como auditor, citando como razones la destrucción de documentos y una asesoría contable deficiente. Andersen respondió con el argumento de que su relación se había terminado el 2 de diciembre de 2001, el día en que la empresa pidió la protección por bancarrota del Capítulo 11. El 23 de enero Kenneth Lay renuncia como presidente ejecutivo de la compañía.
Los accionistas de Enron perdieron $ 74 mil millones en los cuatro años previos a la quiebra de la empresa ($ 40 a $ 45 mil millones fueron atribuidos a fraude). Enron acumulaba casi $ 67 mil millones en deudas a los acreedores, ante lo cual debió realizar subastas para vender diversos activos, incluyendo obras de arte, fotografías, símbolos, y toda su infraestructura. El 24 de enero comienza la audiencia del caso Enron en el Congreso de Estados Unidos. Un día después, el exejecutivo, Clifford Baxter se suicida. Baxter había renunciado a la empresa el 1º de mayo de 2001 luego de una discusión con Skilling, y en los meses previos a la quiebra de Enron había liquidado acciones por valor de 30 millones de dólares. Sin embargo, no había ninguna acusación en contra de Baxter y este había aceptado testificar en el caso. Aparentemente Baxter se hallaba muy afectado por la quiebra de la empresa donde había dejado gran parte de su vida. Aquel 25 de enero de 2002 Baxter fue hallado muerto en Sugar Land (Texas), dentro de su Mercedes Benz negro S500, con una herida de bala por el lado derecho de su cabeza. El revólver se hallaba dentro del coche y una nota de suicidio fue encontrada en el auto de su mujer. La nota de suicidio estaba escrita a mano y dirigida a su esposa Carol, aunque sin firma. En dicha carta le expresa su desesperación sobre la dirección que había tomado su vida.
Mientras tanto, los resultados de la violación de la confianza, pilar del sistema financiero moderno, eran evidentes y nefastos: cientos de miles de trabajadores desempleados y defraudados, sin posibilidad de recuperar sus fondos de previsión social, miles de inversionistas, que confiaron en los estados financieros auditados por la prestigiosa firma de Arthur Andersen, vieron esfumarse sus ahorros al pasar sus acciones de un precio récord de aproximadamente U$S 90 a escasos cinco centavos a inicios de 2002.

## Situación legal
Más de 20.000 ex empleados de Enron ganaron en mayo de 2004 una demanda de $ 85 millones para compensar los $ 2 mil millones que habían perdido de sus planes de ahorro y jubilación: los empleados recibieron cada uno alrededor de USD $3,100. Al año siguiente, diversos inversores recibieron otro asentimiento por $ 4.2 millones de dólares.
El 25 de mayo de 2006 fueron declarados culpables Kenneth Lay, presidente de Enron y Jeffrey Skilling, su exdirector ejecutivo, de conspiración para cometer fraudes. El jurado compuesto por 12 personas declaró a Lay culpable de los seis cargos que se le imputaban, mientras que consideró que Skilling, que le sucedió en la presidencia de la empresa, es culpable de conspiración y fraude. Lay y Skilling afrontaban seis y 28 cargos de conspiración, fraude y maniobras financieras para ocultar las pérdidas y exagerar los beneficios de Enron, con el fin de atraer el dinero de los inversores. El 5 de julio de 2006, producto de problemas coronarios, falleció en Aspen (Colorado) Kenneth Lay, de 64 años, quien arriesgaba una pena de hasta 45 años de cárcel por su participación en el fraude financiero.  El 23 de octubre de 2006 Jeffrey Skilling fue condenado a una pena de 24 años de prisión tras haber sido declarado culpable de 19 cargos durante su breve gerenciamiento en la empresa (renunció solo cuatro meses antes de la quiebra). 
Finalmente, en septiembre de 2008, se llegó a un acuerdo para restituir a los accionistas $ 7.2 mil millones a partir de una demanda de $ 40 mil millones de dólares. El acuerdo se distribuyó entre el principal demandante, la Universidad de California (UC), y 1,5 millones de individuos y fondos. La firma de abogados Coughlin Stoia Geller Rudman y Robbins que llevó adelante la demanda de la UC, recibió $ 688 millones en honorarios, el mayor honorario que hubiese recibido una firma en un caso de fraude de valores de EEUU.

## Efecto en la contabilidad

Ingresos anuales de Andersen en millones de dólares estadounidenses. Fuente: informes de prensa de la propia compañía.

El caso Enron fue el principal detonante en la elaboración de la Ley Sarbanes Oxley, la cual tiene por objeto el establecer medidas de control interno más rígidas y eficientes para evitar que las empresas que cotizan en bolsa realicen fraudes como el que sucedió con la citada Enron. Para los contadores y auditores, esta Ley les obliga a extenderse en sus pruebas antes de emitir una opinión que avale la información presentada en los estados financieros de las compañías. A pesar de todo la arquitectura contable era totalmente legal y valedera.

## Consecuencias
Con su presencia en cerca de 40 países y una serie de empresas asociadas, el colapso de Enron, repercutió negativamente en los mercados energéticos en general y en varias compañías que le habían otorgado créditos o tenían contratos con Enron.
La presentación judicial llevó a un organismo oficial a iniciar una investigación sobre el estado de cuentas de la compañía, que admitió a comienzos de año que sus ganancias fueron menores a las declaradas entre 1997 y 2001.
Las dudas sobre las prácticas contables de la empresa que supuestamente tendieron a cubrir la grave situación económica de la compañía se incrementaron ante denuncias de una ex ejecutiva sobre la presunta destrucción sistemática de documentos.
El escándalo salpicó a Andersen, una de las firmas más importantes de auditoría contable.
En otro campo, los cuestionamientos sobre las operaciones de Enron en la región no se han hecho esperar. Al calor de un año electoral, en Bolivia se ha empezado a cuestionar seriamente la participación de Enron en el gasoducto Bolivia-Brasil.
De hecho, se ha denunciado -entre otras cosas- que la empresa obtuvo una importante participación accionaria en este proyecto sin haber hecho grandes contribuciones o esfuerzos, solo se presentó como el socio estratégico del Estado boliviano.
En Argentina, el senador Rodolfo Terragno denunció en la prensa que sufrió presión de Enron para un proyecto en ese país, cuando era ministro de Obras Públicas durante el gobierno de Raúl Alfonsín, en 1988. Terragno afirma en un artículo de prensa que incluso recibió una llamada del hijo del entonces vicepresidente George Bush y que luego fue presidente de Estados Unidos, George W. Bush.
Este tipo de denuncias, aún no han sido comprobadas pero, en el caso de Bolivia, han llevado a una investigación por parte del Congreso y posiblemente de la Contraloría.

## Impacto en la cultura popular
El vertiginoso crecimiento de Enron se produjo alineado al mayor “boom” que haya experimentado el mercado de valores norteamericano. La década de los años 90's había nacido enmarcada por la caída del Muro de Berlín (9 de noviembre de 1989), la disolución de la URSS (diciembre de 1991) y la consecuente desaparición del Comunismo. El fin de la Guerra Fría y la transformación de Estados Unidos en la única superpotencia mundial, hizo pensar en una nueva era de consenso, democracia, libertad, estabilidad, crecimiento y globalización. En la segunda mitad de la década, los inversores fueron nuevamente seducidos ante la exuberancia de la denominada “Nueva Economía”, donde el crecimiento estaría basado ya no la industria y la fabricación de bienes, sino en el conocimiento, la innovación y la tecnología. La burbuja del Internet y la ilusión de un mercado en continuo crecimiento marcaron el fin del siglo y allí estuvieron Enron, Kenneth Lay y Jeffrey Skilling como principales animadores de la fiesta que nunca terminaría.
Sin embargo, el espejismo de la Nueva Era duraría poco: en marzo de 2000 se pincha la burbuja de las empresas puntocom, provocando un estancamiento en los mercados, las inversiones y la economía general; el 11 de septiembre de 2001, se producen los atentados terroristas contra las Torres Gemelas y el Pentágono, símbolos del poderío económico y militar norteamericanos, que hasta ese entonces parecían inexpugnables; ochenta y dos días después de los atentados caía Enron: símbolo del poderío norteamericano, del crecimiento continuo, de la desregulación, de la globalización y de la nueva economía, en síntesis, un símbolo de la década de los años 1990.
El escándalo de Enron tuvo eco en los medios, además de los numerosos reportajes de cobertura en medios, la historia fue llevada al cine en un documental titulado Enron: The Smartest Guys in the Room (2005) dirigido por Alex Gibney y basado en el best-seller homónimo de los cronistas de revista Fortune, Bethany McLean y Peter Elkind.
También en marzo de 2002, la popular revista Playboy causó revuelo al invitar a las ejecutivas de la compañía a fotografiarse desnudas para sus páginas, en una sesión a cargo del veterano fotógrafo Gen Nishino; la edición, publicada en julio de ese mismo año, fue un éxito de ventas y significó un fugaz instante de fama para las funcionarias Shari Daugherty, Carey Lorenzo, Vanessa Schulte, Taria Reed, Janine Howard, Courtnie Parker, Christine Nielsen, Maya Arthur, Lori Hodges y Cynthia Coghlan, seleccionadas entre más de 300 postulantes y que además participaron de la realización de un DVD titulado Women of Enron en el cual relataban la experiencia de posar para la célebre publicación y se documentaba el proceso tras bambalinas. .
En el año (2005) se estrenó la película The Crooked E: The Unshredded Truth About Enron dirigida por Penelope Spheeris.
En la película de 2005 Fun with Dick and Jane, en un chiste que aparece en la escena final de la película, un excompañero de trabajo de Dick Harper -personaje de Jim Carrey- le cuenta que ha entrado a trabajar en una nueva empresa multinacional llamada Enron.
La serie de dibujos animados Los Simpson ha hecho referencia en algunos capítulos a la situación de Enron de forma humorística, pero con un toque crítico.
Precisamente en los momentos finales de uno de estos capítulos, el sempiterno enamorado de Marge Simpson (claramente inspirado en Bernie Madoff), el irredento estafador Artie Ziff, declara a los personajes restantes, que  - para reivindicarse de su escabroso pasado delictual - se irá a trabajar a una pequeña pero promisoria empresa, que está a punto de iniciar una expansión agresiva. El nombre de la compañía es Enron y los hechos presentados en el capítulo respectivo, están ambientados a fines de los  80's, fecha del despegue de la fraudulenta transnacional.-